# Feticismo del piede

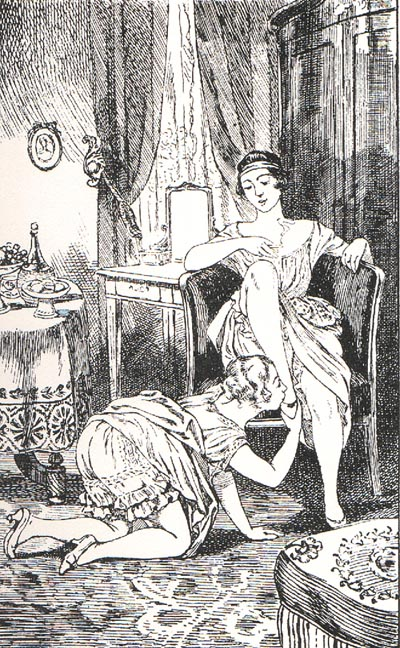
Illustrazione di Martin van Maële di La Comtesse au fouet ("La contessa con la frusta"), un romanzo di Pierre Dumarchey del 1911. Nell'illustrazione, Mademoiselle Maria mentre fuma una sigaretta si fa baciare il dorso del piede dalla sua cameriera Émilienne.

Il feticismo del piede o feticismo dei piedi, detto anche podolatria o podofilia (dal greco antico ποδός podós, "del piede"), è un aspetto della sessualità umana e più specificamente del feticismo sessuale; esso consiste nel desiderio sessuale rivolto verso i piedi femminili o maschili.
Il feticismo del piede, come tutte le altre forme di feticismo, non è indicabile a priori come un disturbo mentale e/o sessuale, come devianza o come perversione: viene indicato con il termine scientifico "disturbo parafilico" solo se provoca danni e malessere a sé e agli altri.
Il feticismo specificatamente del piede è la forma più diffusa e comune di feticismo sessuale legato a una parte del corpo umano ed è diffuso sia nel mondo eterosessuale che in quello omosessuale e bisessuale. Le fantasie erotiche che coinvolgono i piedi sono ritrovabili sia negli uomini che nelle donne.
Il feticismo del piede deriva da una vasta serie di cause neurologiche, socio-culturali e psicologiche siccome non esiste una causa unica. Svariate descrizioni che caricano il piede in particolare femminile di erotismo sono reperibili fin dalla letteratura greca classica e sanscrita.
Il feticismo del piede è divenuto popolare intorno al 2022. Nonostante la popolarizzazione e nonostante non sia di per sé una deviazione, è oggetto di stigma sociale e kink shaming siccome si basa (anche se non necessariamente) su pratiche di sottomissione di un partner e siccome i piedi simbolizzano spesso la povertà, volgarità e sporco nella cultura occidentale moderna. Inoltre, la cultura occidentale basa la concezione del sesso sull'erezione, sulla penetrazione sessuale e sul coinvolgimento dei genitali, dunque su una concezione fallocentrica e sul sesso penetrativo (contrariamente alle pratiche non penetrative). Lo stigma sociale si accompagna a una serie di incidenti che hanno provocato reazioni talvolta negative (e.g., le richieste ritenute bizzarre a una VIP di farsi inviare una foto dei piedi, che possono essere declinate con sdegno o essere assecondate). Tali incidenti e fenomeni sono talvolta oggetto di notizia, controversia e discussione.
Il feticismo dei piedi si distingue dal retifismo, cioè il feticismo verso le scarpe femminili (incluso quello verso gli stivali), e dal feticismo della calza. Tuttavia, questi feticismi possono essere compresenti.

## Caratteristiche

### Presentazione
Il feticismo del piede è una pronunciata attrazione sessuale riguardo ai piedi femminili e/o maschili, presente in soggetti sia eterosessuali che omosessuali. Questo tipo di feticismo sessuale è legato a una parte del corpo, dunque non a oggetti come le scarpe. Inoltre, è il più diffuso in assoluto.
Il desiderio sessuale verso i piedi si può manifestare come forma di sottomissione per cui i feticisti del piede possono provare piacere verso il potenziale erotico di dominazione e sottomissione che il piede è capace di rappresentare. La maggioranza dei feticisti del piede è composta da maschi eterosessuali che apprezzano adorare i piedi delle donne; l'adorazione del piede femminile implica un ribaltamento dei ruoli culturali e sessuali tradizionali e un'inversione degli stereotipi di genere che viene altamente sessualizzata. Questa sovversione provoca eccitazione sessuale.
Nel caso limite, il feticismo dei piedi è anche accostabile al sadomasochismo e al BDSM, dunque a giochi di ruolo di dominanza e sottomissione, al rapporto slave-mistress e a pratiche che fanno trarre piacere dall'imporre sofferenze psico-fisiche al partner sessuale. Come in ogni pratica BDSM, un accordo preliminare tra i partner individua una serie di segnali (e.g., parole d'ordine, fischi, toccamenti, altri segnali) che permettono di gestire il gioco di ruolo senza provocare lesioni secondo il modello "semaforo rosso, semaforo giallo, semaforo verde" (i.e., "fermati, rallenta/allenta, continua pure").
Tuttavia, secondo la sessuologa Camilla Constance, i luoghi comuni sul feticismo del piede che lo indicano come forma di sottomissione e le sue interpretazioni come kink ("fantasia sessuale non convenzionale") sono tipiche della cultura occidentale. Tali luoghi comuni e interpretazioni derivano dall'enfasi sull'erezione, sulla penetrazione sessuale e sul piacere maschile nel modello sessuale occidentale, una concezione culturale che si scontra con la concezione olistica del sesso (holistic sex) e con l'approccio femmino-centrico nel sesso (woman-centric approach). La concezione olistica del sesso definisce il "sesso" tenendo conto anche delle attività sessuali non penetrative e che non coinvolgono i genitali, per cui non ha una tendenza fallocentrica. Inoltre, i soggetti dominanti che provano attrazione verso i piedi possono alternare il ruolo di mistress con quello di slave o approcciarsi al/alla partner senza atteggiamenti di dominio.
Dopodiché, secondo la stessa sessuologa, il concetto stesso di "feticismo sessuale" riferito a una parte del corpo è problematico siccome una persona può pensare di adorare una donna nella sua interezza fisica in quanto ogni sua parte del corpo ha dignità di essere adorata e stimolata; secondo l'approccio olistico (holistic approach) e la visione femmino-centrica (woman-centric) del sesso, non esistono zone "normofiliche", cioè una norma verso ciò su cui si deve provare attrazione nel corpo femminile. Anche se il concetto di "feticismo sessuale" non venisse rigettato, l'attrazione per i piedi nel caso dell'approccio olistico al corpo femminile avviene per motivi scollegati alla sottomissione.

### Attrazione
Per un feticista del piede, i punti d'attrazione dei piedi includono:
- le caratteristiche dei piedi e delle dita anche totalmente opposte tra loro: dita lunghe e affusolate oppure corte e tozze, unghie smaltate di un determinato colore, unghie finte con effetti 3D, arcate plantari alte o piatte, piedi piccoli o molto grossi, piante dei piedi lisce o rugose, piedi morbidi o secchi, piedi callosi o levigati, piedi con il dorso liscio o venoso...
- gioielli: anelli da piede e cavigliere (modelli basilari o modelli che coprono il dorso del piede e si fissano intorno a un dito del piede con un laccio circolare; stile minimalista, stile elaborato con giochi di luce, colori e forme dati dai gioielli e eventuale presenza di sonagli)
- trattamenti: pedicure e massaggi anche con olio profumato
- tatuaggi: tatuaggi comuni, henné, scritte con pennarelli o penne
- eventuali calzature: sandali, infradito, tacchi a spillo aperti, scarpe che mostrano la parte superiore delle dita dei piedi (toe cleavage), scarpe e stivali che mostrano le dita dei piedi (peeptoe o open toe o toe baring) e i talloni (peepheel), scarpe che mostrano solo i talloni ma non le dita dei piedi (slingback), scarpe che mostrano solo il dorso del piede (ballerine), scarpe che mostrano solo il lato del piede (open side), scarpe semi-trasparenti (see through), calze di nylon autoreggenti, collant, calzini
- altre caratteristiche della donna: piedi di una donna donna giovane o matura, di una donna con una determinata nazionalità o etnia (e.g., asiatica, africana, latinoamericana), di una Big Beautiful Woman, di una donna travestita durante un roleplay, di un cosplay, di una donna affetta da gigantismo (giantess o Amazon) o di una donna con altre caratteristiche ancora
- odore dei piedi: gradevole o sgradevole
- pulizia: totale o assente
- il fatto che reggano un oggetto solitamente sottile: un fiore, un calice di vino, penne, matite, banconote, una sigaretta ecc.
- l'interazione sensoriale con i piedi: massaggiandoli, baciandoli, solleticandoli, appoggiandoseli in faccia o sul corpo, annusandoli, mordicchiandoli, leccandoli, succhiandone le dita ecc.[15][16]

La letteratura tende ad esaltare i piedi piccoli e magri di donne minute (come ad esempio Pushkin nelle sue opere) e i piedi di alcune VIP siano vittima attacchi nei giornali per dei tratti considerati inestetismi e imperfezioni, tuttavia non esiste un modello di bellezza universale: ad esempio T. Herbert, la donna entrata nel Guinness dei primati per avere i piedi più grossi del mondo (13,3 pollici, ovvero quasi 34 centimetri, taglia 18 statunitense, taglia 51,5 da donna), alta più di due metri e di stazza robusta ha ricevuto attenzioni in internet da parte di svariati feticisti dei piedi nell'arco degli anni siccome trovano i suoi piedi enormi gradevoli; i suoi piedi su WikiFeet, un sito in cui viene attribuito un rating ai piedi di alcune VIP, al 2025 hanno quasi 3.5 stelle su 5; la maggioranza degli utenti nell'arco degli anni le ha dato 5 stelle.
Per dare un altro esempio, E. Cahill, la donna con i piedi più grandi in Europa (taglia 14 statunitense, taglia 46-47 da donna), anch'essa affetta da gigantismo, ha quasi raggiunto il rating massimo su WikiFeet (4.75 ad agosto 2025); l'ultra-maggioranza degli utenti nell'arco degli anni le ha dato 5 stelle. Pertanto il feticismo del piede, quando non è un disturbo parafiliaco, sarebbe compatibile almeno in parte con la body positivity siccome più caratteristiche estetiche molto diverse tra loro vengono valorizzate.

### Diffusione
Uno studio del 2007 dell'Università di Bologna basato su un corpus di 381 gruppi di discussione online su Yahoo! (e dunque su un campione di migliaia di individui) ha mostrato che il feticismo più diffuso era quello per il piede insieme a quello per gli oggetti associati al piede. Pertanto, questi due tipi di preferenza sessuale erano i più comuni.
In totale, il 47% dei soggetti aveva una forma di feticismo del piede; il secondo gruppo più vasto, quello dei feticisti delle BBW e i nanofili, ha mostrato un vasto distacco siccome era pari solo al 9%.
Gli oggetti più apprezzati erano quelli indossati sulle gambe e natiche (e.g., calze e gonne) e sui piedi (e.g., i vari tipi di scarpe); questi due gruppi insieme componevano il 65% dei soggetti. Il secondo gruppo più vasto, quello della biancheria intima (e.g., mutandine e reggiseni), ha mostrato un distacco ancora più vasto siccome era pari solo al 12%.
In generale, il feticismo per una parte del corpo non normofilica rappresentava un gruppo molto più vasto rispetto al feticismo per un oggetto; inoltre, gli oggetti più apprezzati erano quelli correlati al corpo (e.g., scarpe e calze) rispetto a quelli non correlati (e.g., candele e piatti sporchi).
Secondo i dati raccolti dal sociologo Justin Lehmiller nel suo libro "Tell Me What You Want" (2018), una parte degli intervistati ha avuto almeno una fantasia sessuale focalizzata sui piedi o dita dei piedi; parte di questo gruppo è formato da feticisti del piede. Le persone che hanno avuto almeno una fantasia sessuale di questo tipo, su 4000 americani sia uomini che donne intervistati, erano il 18% degli uomini eterosessuali, il 21% degli uomini bisessuali o omosessuali, l'11% delle donne lesbiche o bisessuali e il 5% donne eterosessuali. Pertanto, in base a una suddivisione tra i sessi sul totale degli intervistati, il 39% degli uomini intervistati e il 16% delle donne ha avuto almeno una fantasia di questo tipo.
Secondo i dati di Clips4Sale (C4S), un famoso sito di vendita di video pornografici, il feticismo del piede era uno dei 10 feticismi con il maggiore tasso di crescita nel 2025; nella top ten, occupava il 10° posto con un +14,4%.
Sempre secondo i dati di Clips4Sale, nel 2024 il feticismo del piede era il feticismo più popolare in Turchia, Azerbaigian e Georgia, il trampling era il feticismo più popolare in Grecia e Ucraina e il tickling era il feticismo più popolare in Italia, Spagna, Austria e Polonia. Nel 2023, il feticismo del piede era il feticismo più ricercato su Pornhub, uno dei siti porno più visitati al mondo.
In generale, sempre secondo i dati di Clips4Sale, il feticismo dei piedi è un feticismo sempreverde siccome è sempre stato uno dei feticismi più diffusi nei primi 20 anni di esistenza del sito web.

### Distinzione con il disturbo parafilico
Il feticismo del piede non è un morbo, una malattia, una perversione o un disturbo per definizione; inoltre, una certa varietà nelle attività sessuali è molto frequente nelle relazioni e nelle fantasie sessuali degli adulti sani. Quando entrambi i partner le accettano, comportamenti sessuali di carattere inusuale che non causano alcun male; al contrario, possono essere un componente di una relazione appassionata e amorevole, appagante e arricchente, ludica e basata sul consenso reciproco, comunicazione diretta e negoziazione.
Il feticismo del piede viene definito "disturbo parafilico" solo se compromette interferisce con la capacità del soggetto di svolgere le normali attività quotidiane e/o se lo porta a praticare comportamenti socialmente inaccettabili che possono provocare sofferenza a un'altra persona. Infatti, è considerato un disturbo solo se è un interesse sessuale persistente al punto tale da andare a detrimento della stimolazione genitale della/del partner e dunque a un interesse "normofilico". In altre parole, è un disturbo solo se diventa una dipendenza, per cui assume un carattere di esclusività nella sfera sessuale al punto tale che, senza il contatto con i piedi, un soggetto non riesce a trarre piacere o a raggiungere l'orgasmo. Contestualmente, il soggetto può sentirsi senza più il controllo della propria vita e consumato da questo feticismo al punto da essere eccitato sessualmente solo dai piedi della/del partner. I disturbi parafiliaci possono seriamente compromettere la capacità di svolgere un’attività sessuale fondata sulla reciproca affettività.
Contestualmente, viene definito "disturbo feticistico" se il comportamento crea disagio o compromissione nella propria socialità, nell'ambito lavorativo e simili. Lo stesso DSM-5 raccomanda una distinzione tra il semplice "feticismo" e il "disturbo feticistico".
Come prima forma di sofferenza provocata, i partner di soggetti parafiliaci durante i rapporti sessuali possono sentirsi come un oggetto o come se fossero insignificanti o inutili siccome tutta la libido e tutto l'interesse sessuale sono incanalati solo verso una parte del corpo. Altri esempi sono i pensieri ossessivi sui piedi e comportamenti molesti o osceni in pubblico (e.g., chiedere con troppa insistenza di fare una foto ai piedi).

## Cause
Il feticismo dei piedi è un fenomeno che è prodotto da più possibili cause anche molto diverse tra loro ma con un'eventuale possibilità di interconnessione. L'ulteriore ricerca scientifica può delucidare meglio le varie cause che portano alla comparsa del fenomeno.

### Signal Crossing Theory

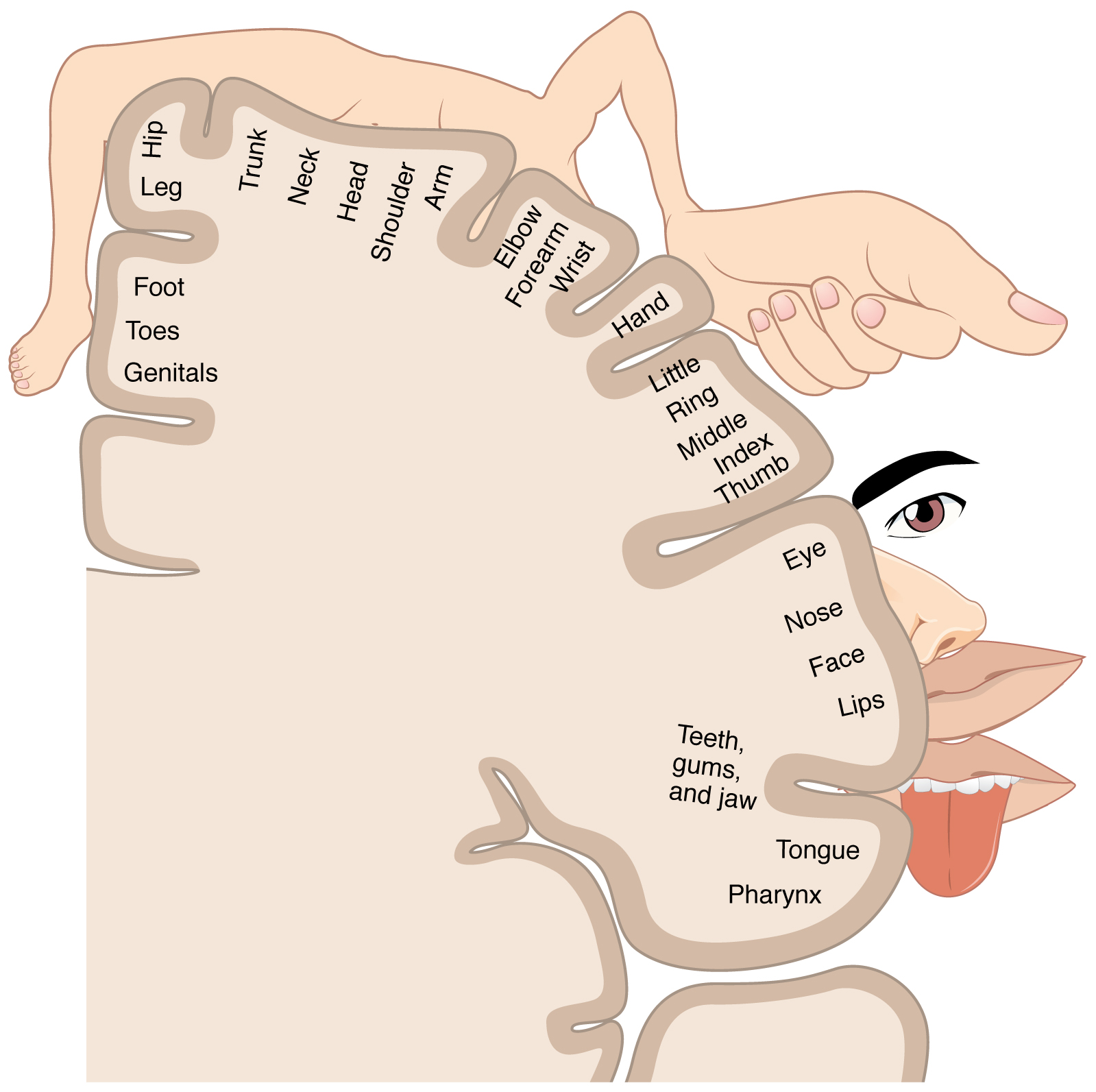
La versione originale dell'Homunculus corticale in cui, in alto a sinistra, viene mostrata la prossimità fra le regioni sensoriali tra genitali e le parti del piede, per cui in passato era stata ipotizzata una sovrapposizione delle due aree che si sviluppa durante la gestazione.

La Signal Crossing Theory, una spiegazione oggi parzialmente superata, si basa sulla mappatura del controllo delle parti del corpo sul cervello. Secondo il modello dell'Homunculus corticale, a ogni area del cervello (inquadrato e rappresentato in sezione coronale, cioè tagliato a metà), corrisponde una parte del corpo. Secondo una vecchia interpretazione, nel cervello dei maschi l’area che controlla i genitali si trovava accanto a quella che controlla i piedi. Pertanto, i neuroscienziati pensavano che feticismo dei piedi derivava da una sovrapposizione di neuroni in queste due aree affiancate; in altre parole, il confine tra le due aree aveva una sovrapposizione.
I lavori sull’associazione del controllo delle parti del corpo alle diverse aree del cervello sono stati iniziati da Wilder Penfield, un neurologo che ha effettuato i propri studi sui pazienti epilettici sottoposti a stimolazioni elettriche del cervello. Proprio i lavori di Penfield hanno portato al primo schema in merito, che mostrava l’area che controlla i piedi accanto a quella che controllava i genitali. Questo risultato inaspettato è stato interpretato come un'anomalia siccome c'è una grande distanza e discontinuità corporea tra genitali e piedi. Un'altra anomalia era data dal fatto che la parte che controllava le mani era stata posta accanto a quella che controllava i muscoli facciali.
Queste due anomalie in un primo momento sono state spiegate con la vicinanza tra mani e faccia e tra piedi e genitali nei feto nella placenta, mentre gli arti sono in fase di sviluppo; il feto, quando sviluppa le braccia e le gambe, può toccarsi e stimolarsi la faccia con le mani e i genitali con i piedi. Dunque, queste aree del corpo secondo l'opinione dei neuroscienziati portava a una co-attivazione delle relative aree del cervello.
Il neuroscienziato Vilayanur S. Ramachandran, direttore del Center for Brain and Cognition dell'Università della California - San Diego aveva ipotizzato nel 1999 come questa sovrapposizione di aree fosse alla base della nascita del feticismo dei piedi. Altri dati che avvaloravano la sua ipotesi provenivano dagli studi sulla sindrome dell'arto fantasma, una condizione clinica in cui le persone che subiscono l'amputazione di un arto hanno la sensazione di avere ancora l’arto attaccato e di poterlo muovere. Questa sindrome deriva dal fatto che gli amputati non riescono a rimuovere la parte che controlla l’arto dal cervello. Negli studi su soggetti a cui era stato amputato un piede, non solo avevano la sensazione di avere il piede ancora attaccato e funzionante, ma sentivano sensazioni di piacere e orgasmi localizzati nel piede mancante. Questo fenomeno, secondo lo scienziato, rimarca come due aree adiacenti del cervello possano subire una sovrapposizione.
Una terza conferma a questa teoria derivava da un caso di sindrome di orgasmo al piede sinistro (Foot Orgasm Syndrome, FOS) di una donna olandese di 55 anni che non aveva subito un'amputazione. Il piede sinistro, se sottoposto a stimolazione elettrica sulla pianta, portava immediatamente a una sensazione orgasmica che, dalla pianta del piede, raggiungeva la vagina. In totale, la donna sentiva circa 5-6 volte al giorno un orgasmo paragonabile a quello sessuale, anche quando non aveva pensieri sessuali, e provava fastidio. Lo studio, condotto dal neuropsichiatra Marcel D. Waldinger, ha ipotizzato che la causa di questa sindrome deriva da una rigenerazione parziale dei nervi del piede sinistro a seguito di un periodo in terapia intensiva, per cui il cervello interpretava i segnali del piede come originati dalla vagina. Dopo il blocco della corteccia somatosensoriale primaria (S1) con due somministrazioni di bupivacaina (un anestetico) sui nervi spinali, l'orgasmo al piede è sparito.
Solo in seguito, ulteriori studi hanno scoperto che in realtà l’area che controlla i genitali sia negli uomini che nelle donne si trova tra quella che controlla le gambe e la parete bassa dell’addome, per cui esiste una continuità tra parti nel corpo nel cervello e per cui il vecchio modello di Homunculus corticale di Penfield è errato. Inoltre, il processo di neurosviluppo del feto non è disturbato da eventuali stimolazioni del viso e genitali.

### Le zone erogene e la revisione della Signal Crossing Theory

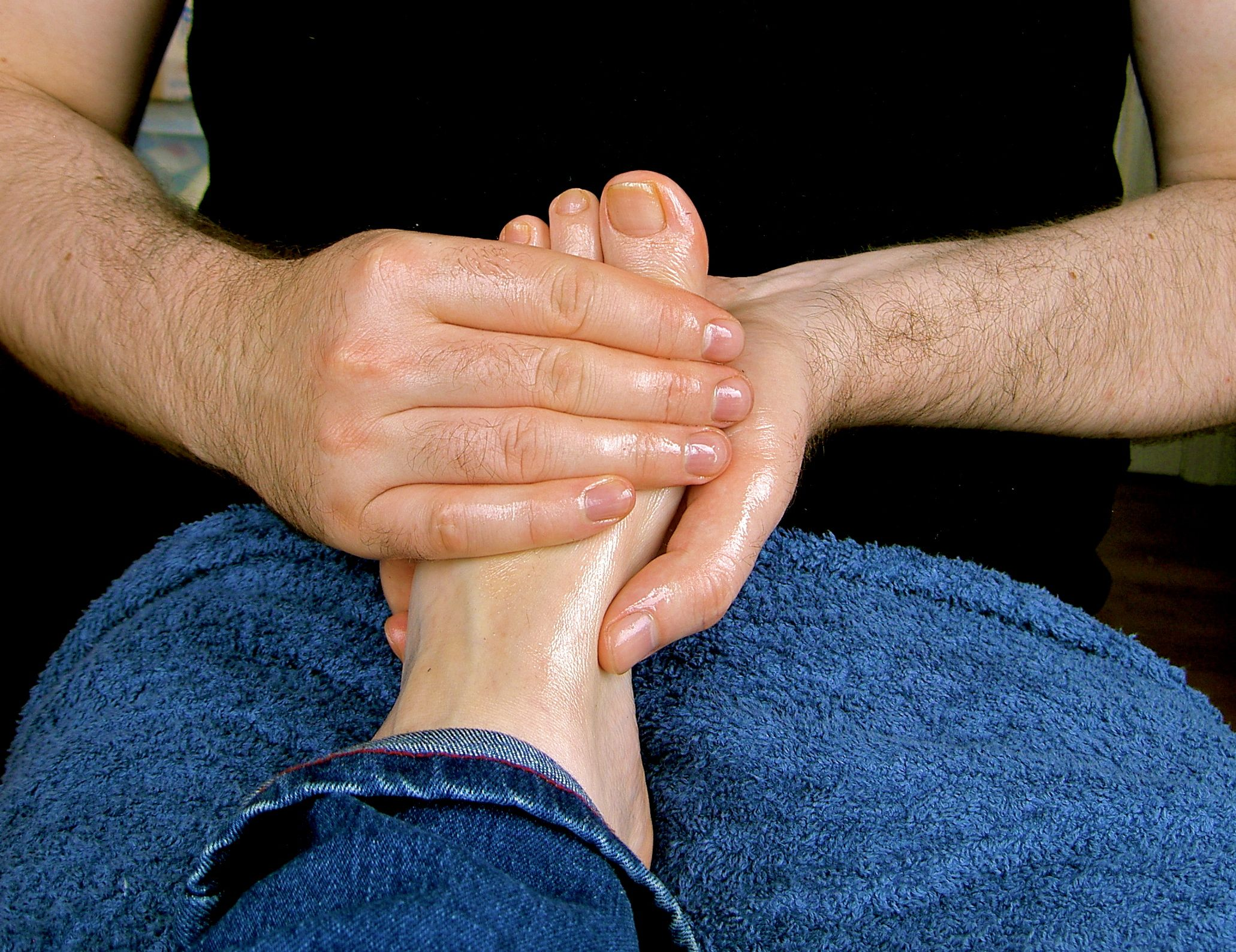
Una foto di massaggio ai piedi con l'uso di olio; questo contatto attiverebbe il lobo insulare, una sezione della corteccia somatosensoriale primaria.

Un'altra teoria collega il feticismo dei piedi al fatto che i piedi sono percepiti dagli uomini come zone erogene, cioè zone che a seguito di stimolazione provocano sensazioni di piacere fisico.
Tuttavia, una ricerca svolta dal dottor Oliver Turnbull della School of Psychology dell'Università di Bangor (Galles) ha mostrato come i piedi non siano una zona erogena né per gli uomini, né per le donne. Tra uomini e donne, le zone erogene sono pressoché identiche, anche a prescindere da fattori come la cultura, etnia e età. Quest’altro risultato mette in ulteriore difficoltà la teoria dell'origine del feticismo dei piedi come una presunta adiacenza e sovrapposizione dell’area che controlla i piedi e quella che controlla i genitali.
Turnbull, in conclusione, non ha smentito la teoria di una connessione tra piedi e genitali nel cervello: secondo la sua opinione, la teoria è corretta, ma Ramachandran avrebbe indicato l'attivazione dell'area cerebrale scorretta. Secondo Ramachandran, il contatto con le zone erogene (e probabilmente anche con i piedi) attivava l’area del cervello S1 (corteccia somatosensoriale primaria), mentre secondo Turnbull attiva specificatamente il lobo insulare, che è una sezione della S1. Quest’area è responsabile di processare le emozioni e ricevere le sensazioni di essere toccati lentamente.
Comunque, secondo la sessuologa Annabelle Knight, gli orgasmi raggiungibili attraverso la stimolazione dei piedi possono avvenire, ma sono estremamente rari. Pertanto, è difficile che una persona arrivi a un orgasmo attraverso la sola stimolazione del piede, anche se la riflessologia plantare indica che alcuni punti di pressione sul piede possono portare all'eccitazione sessuale (la riflessologia plantare, perlomeno nelle sue basi teoriche, è considerata una pseudoscienza). Inoltre, secondo la sessuologa Camille Constance, i piedi in particolare sono ricchi di terminazioni nervose che sono stimolate dal tocco, per cui sono una zona sensibile; la sessuologa inoltre rigetta l'assunzione per cui ci sono parti del corpo che non sono sessuali e dunque erogene a prescindere in primis perché tutto il corpo è coperto di terminazioni nervose.

### Modello del condizionamento

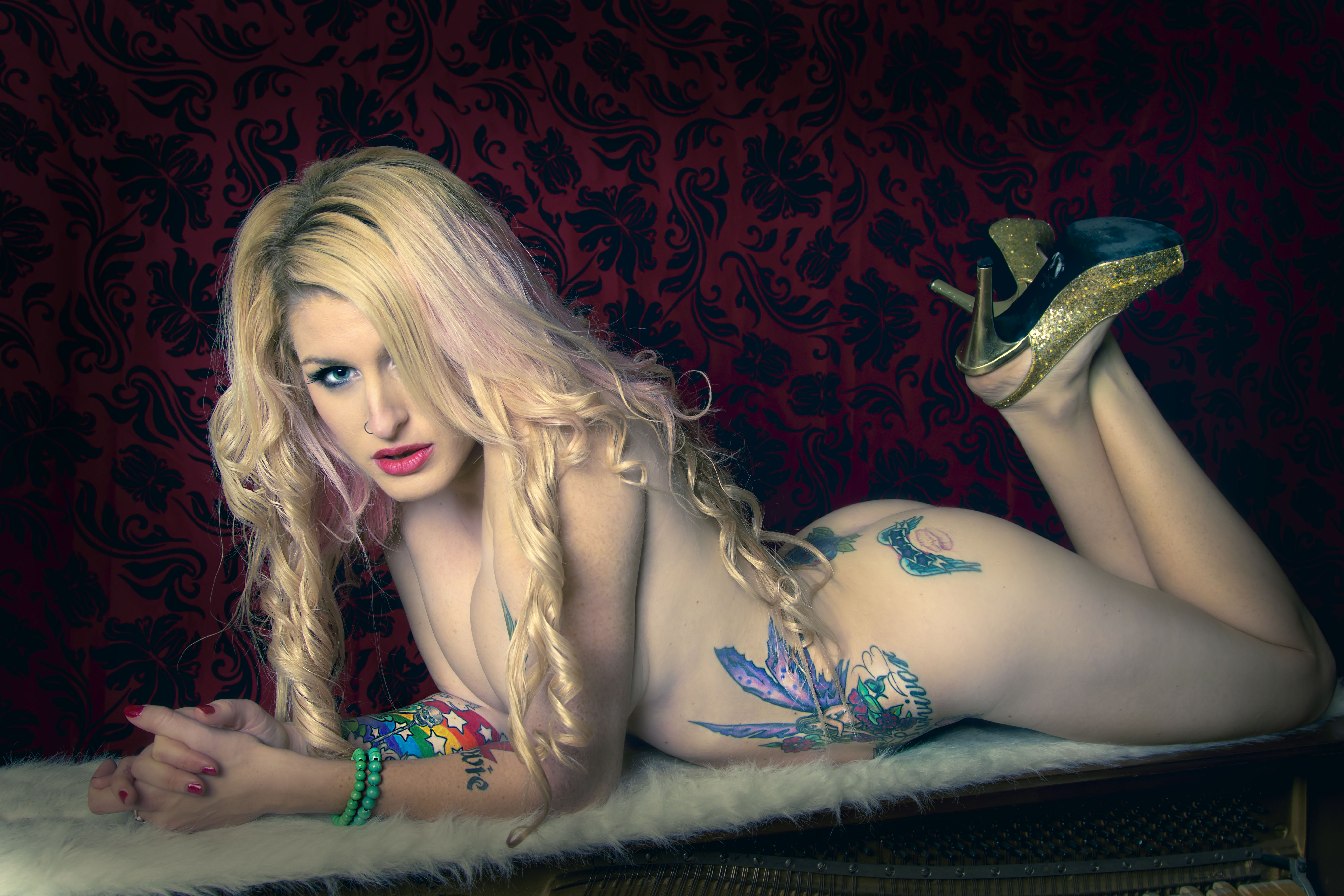
Secondo la teoria del condizionamento classico, esporre una persona a stimoli sessuali (come la foto o video di una donna quasi completamente nuda) insieme a stimoli in partenza neutri (come le scarpe da donna) porta a sessualizzare gli stimoli neutri

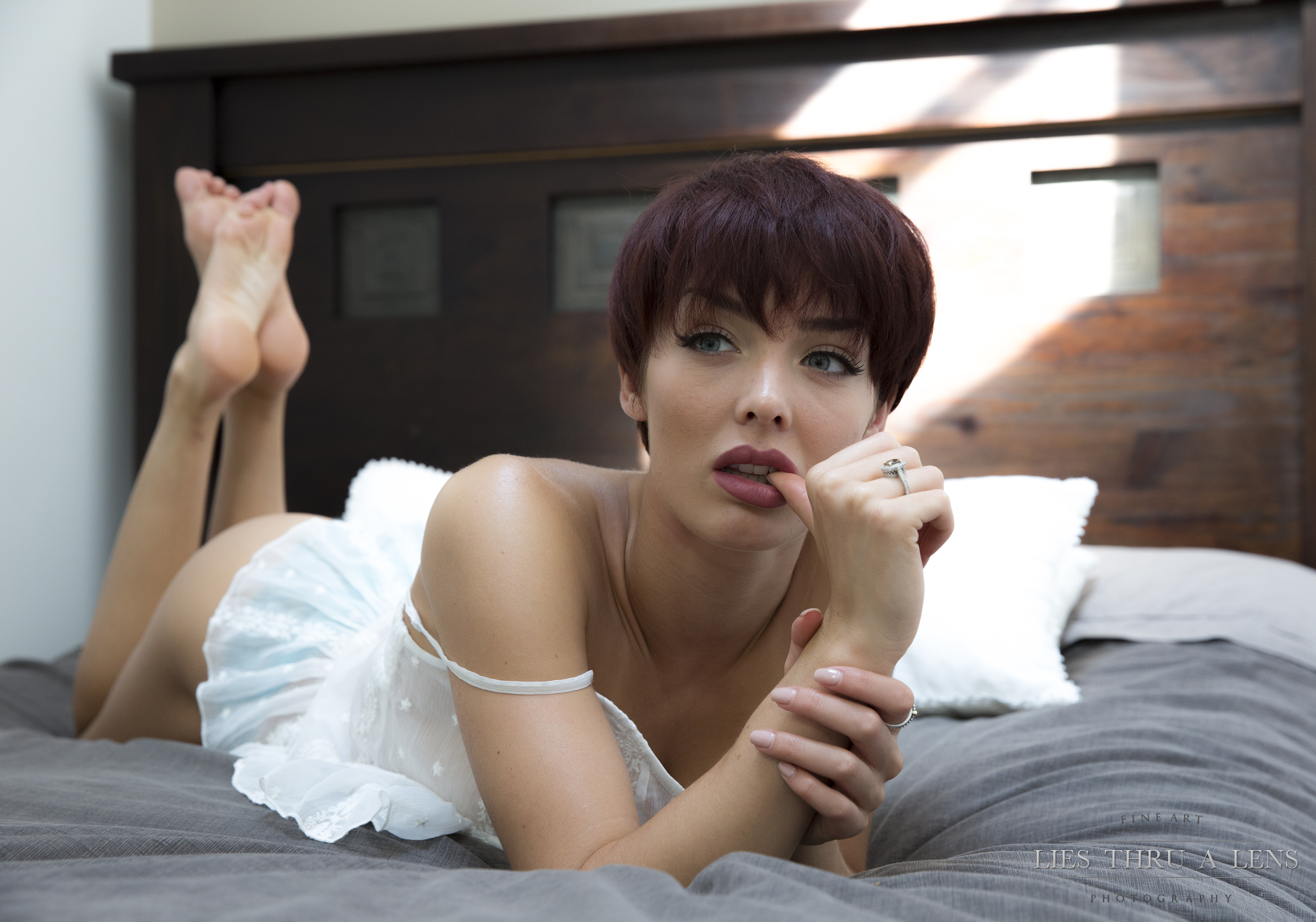
Un altro esempio di condizionamento classico: lo stimolo sessuale è affiancato a uno stimolo in partenza neutro, cioè i piedi nudi ben visibili nello sfondo e nell'atto di accarezzarsi. I due stimoli sono poi associati.

Un'altra teoria legata al concetto di imprinting è il Modello del condizionamento, diviso in due casistiche: condizionamento classico (associazione di due stimoli) e condizionamento operante (azione volontaria e rinforzo).
Tutto il modello del condizionamento fa parte del gruppo di teorie che spiega che un feticismo, incluso quello del piede, non è innato/derivante da predisposizione genetica, ma è socialmente appreso e frutto dell'apprendimento esperienziale.

#### Associazione di due stimoli
Secondo questa teoria, i feticismi (incluso il feticismo dei piedi) si sviluppano quando, durante la prima infanzia, uno stimolo neutro e qualunque si associa a un pensiero o comportamento sessuale; l'associazione porta dunque a un apprendimento. L'apprendimento, come indica il nome della teoria, porta infine a un condizionamento che si manifesta come un comportamento o fenomeno; lo stimolo in origine neutro dunque diventa "stimolo condizionato", che innesca una "risposta condizionata". Per esempio, secondo una serie di studi in cui un gruppo di uomini veniva esposto a fotografie che mescolavano stimoli sessuali e neutri, come forma di apprendimento iniziavano a mostrare segni di eccitazione sessuale nel momento in cui erano esposti allo stimolo in origine neutro.
Come esempio chiarificatore, in un celebre esperimento di Stanley Rachman del 1966 sono state mostrate delle foto a colori proiettate di donne nude (stimolo sessuale) per 15 secondi, seguite da un'immagine di un paio di stivali da donna neri (stimolo neutro) per 30 secondi. Lo studio ha mostrato come i partecipanti si eccitavano sessualmente a guardare gli stivali siccome avevano un principio di erezione. Pertanto, l'accoppiamento di un oggetto comune con uno stimolo sessuale porta ad associare l'oggetto comune all'eccitazione sessuale come forma di apprendimento. Questo apprendimento rende infine l'oggetto comune un trigger/innesco dell'eccitazione sessuale, per cui l'eccitazione sessuale è "condizionata" (in tal caso, si manifesta come risposta a condizione della presenza in qualche modo dell'oggetto). Anche il riflesso pavloviano è un esempio di associazione di stimoli (campanello e cibo) ed è un condizionamento classico.
La teoria legata all'affiancamento di stimoli è problematica a causa dei campioni di studio piccoli e mancanza di un gruppo di controllo. Ulteriori studi con un campione più vasto e gruppo di controllo possono eventualmente confermarla.

#### Azione volontaria e rinforzo

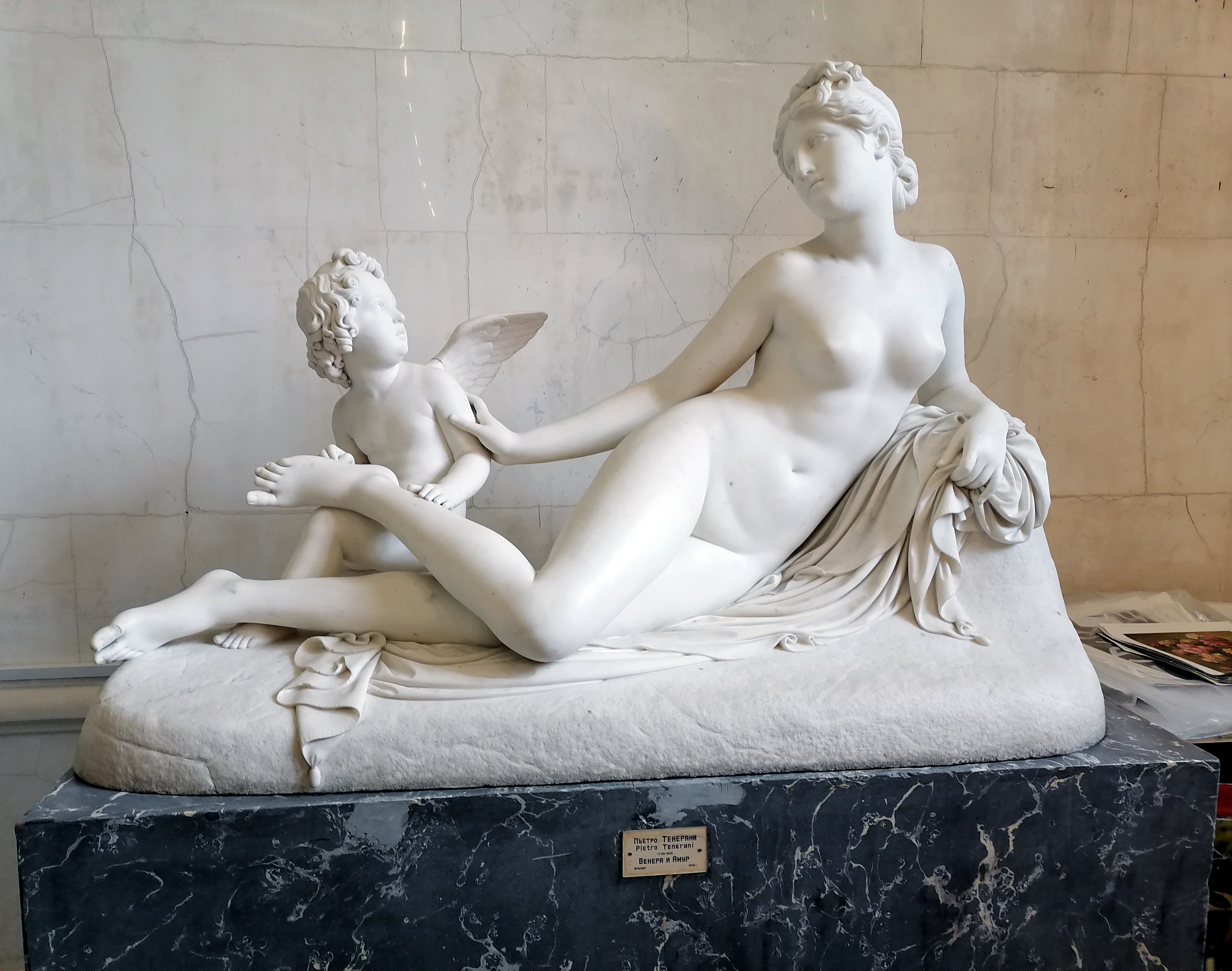
Secondo la teoria del condizionamento operante, il feticismo del piede nasce quando un contatto con i piedi da piccoli è seguito da feedback positivi.

La teoria del condizionamento operante invece spiega che un'azione volontaria viene rinforzata da un feedback positivo (e.g., approvazione, piacere o libido) che porta il soggetto a ripetere il comportamento più volte nel tempo per cercare attivamente il feedback positivo, cioè la conseguenza positiva del suo comportamento.
Nel 1995, uno studio dell'Indiana University condotto su 262 uomini gay e bisessuali feticisti dei piedi maschili ha gettato luce sul nesso tra azione volontaria e rinforzo in contesto di feticismo del piede; lo studio potenzialmente si può ripetere e estendere ai feticisti dei piedi femminili di qualunque orientamento, sia di sesso maschile che femminile.
Lo studio ha indicato come 89 di loro (circa 1/3) hanno riferito uno o più episodi che, a loro avviso, spiegherebbero lo sviluppo del loro feticismo: la maggioranza dei soggetti ricordava una o più esperienze positive (dunque non traumatiche) vissute durante l'infanzia, avute tramite il contatto fisico con i piedi di figure maschili di riferimento, come il padre, lo zio o il fratello maggiore (specialmente quando la camera da letto è condivisa) durante momenti in cui erano coscienti o profondamente addormentati e ignari. In alcuni casi, per sviluppare il feticismo del piede era sufficiente una sola esperienza, per cui non serve la ripetizione nel tempo e dunque un accumulo di esperienze. Per dare degli esempi concreti di esperienze citate, in due casi distinti i bambini si divertivano a fare i massaggi o il solletico ai piedi del padre; la reazione di gradimento o di riso del padre è stata una risposta positiva che ha rinforzato questo comportamento. In un terzo caso, un bambino riceveva il solletico ai piedi dal fratello maggiore, cosa che gradiva. In un quarto caso, due bambini hanno interagito con i piedi del padre o di un'altra figura maschile mentre era in stato di sonno profondo. In un quinto caso, per puro incidente il padre ha poggiato nel sonno il piede sulla faccia del figlio e il figlio ha apprezzato le sensazioni tattili della pianta sulla pelle del viso.
Altri casi sono esperienze sessuali precoci con i coetanei in cui vengono coinvolti i piedi in forma di gioco o esperimento (e.g., stimolazione dei genitali con i piedi, baciarsi i piedi, annusarsi i piedi anche sottoforma di role-play) seguiti da un feedback positivo (e.g., piacere fisico, divertimento, risate). Queste esperienze hanno creato delle fantasie che sono state sempre o spesso richiamate alla mente durante dei periodi di masturbazione nella pubertà e adolescenza e dunque associate all'eccitazione sessuale. Gli altri partecipanti non ricordavano i dettagli; siccome le esperienze erano descritte come positive, l'amnesia non deriverebbe da memorie represse. Questo studio inoltre ha notato come la personalità e la socializzazione durante l'adolescenza sono in buona misura scorrelate dall'insorgenza del feticismo del piede e sostiene che questo feticismo non nasce da una compensazione di una sessualità repressa, per cui l'attrazione verso le parti sessuali viene soffocata e sostituita con l'attrazione verso un'altra parte del corpo. Il 98% aveva studiato al college o all'università, per cui aveva un alto grado di istruzione, e gran parte degli intervistati aveva un lavoro come colletto bianco.
Il 35% dei partecipanti nello studio, durante i rapporti sessuali, si focalizzavano molto sui piedi; pertanto, poco meno di 2/3 compiva atti più marginali o nessun atto rivolto ai piedi. Inoltre, 1/3 dei partecipanti aveva bisogno di stimolare o essere stimolato dai piedi per eccitarsi sessualmente, per cui 2/3 circa non aveva bisogno di avere un contatto con i piedi. Alcuni partecipanti erano anche retifisti in quanto feticisti delle calzature (in tal caso da uomo); uno dei partecipanti ha spiegato di essere stato eccitato dall'odore di cuoio fresco di un paio di nuove scarpe da uomo appartenenti allo zio.
Un esempio di feticista dei piedi femminili che avrebbe sviluppato questa componente della propria sessualità è Elvis Presley, siccome da piccolo amava massaggiare i piedi della mamma quando lei tornava dal lavoro e dopo che le portava il tè. Da adulto, Elvis apprezzava fidanzarsi con donne con i piedi attraenti. La zarina di Russia Anna Leopol'dovna aveva nella sua corte almeno sei "solleticatori", cioè dei servi usati anche per farsi fare il solletico, ma non è chiaro se fosse feticista dei piedi e/o se avesse subito un condizionamento operativo.

### Modello di apprendimento comportamentale
Secondo quest'altra teoria comportamentista, un bambino che è osservatore di un comportamento in tal caso sessuale (e.g., feticismo del piede) impara a imitare questo comportamento. Quando il comportamento viene messo in pratica, viene rinforzato ulteriormente se è seguito da un rinforzo positivo (e.g., gratificazione sessuale propria e/o della partner, orgasmo, assenza di punizioni, presenza di una comunità sex-positive) finché non diventa interiorizzato e ritenuto accettabile.
Anche quest'altra teoria spiega che il feticismo del piede non è innato/derivante da predisposizione genetica, ma è socialmente appreso e frutto dell'apprendimento esperienziale.

### Influenze socio-culturali e storiche

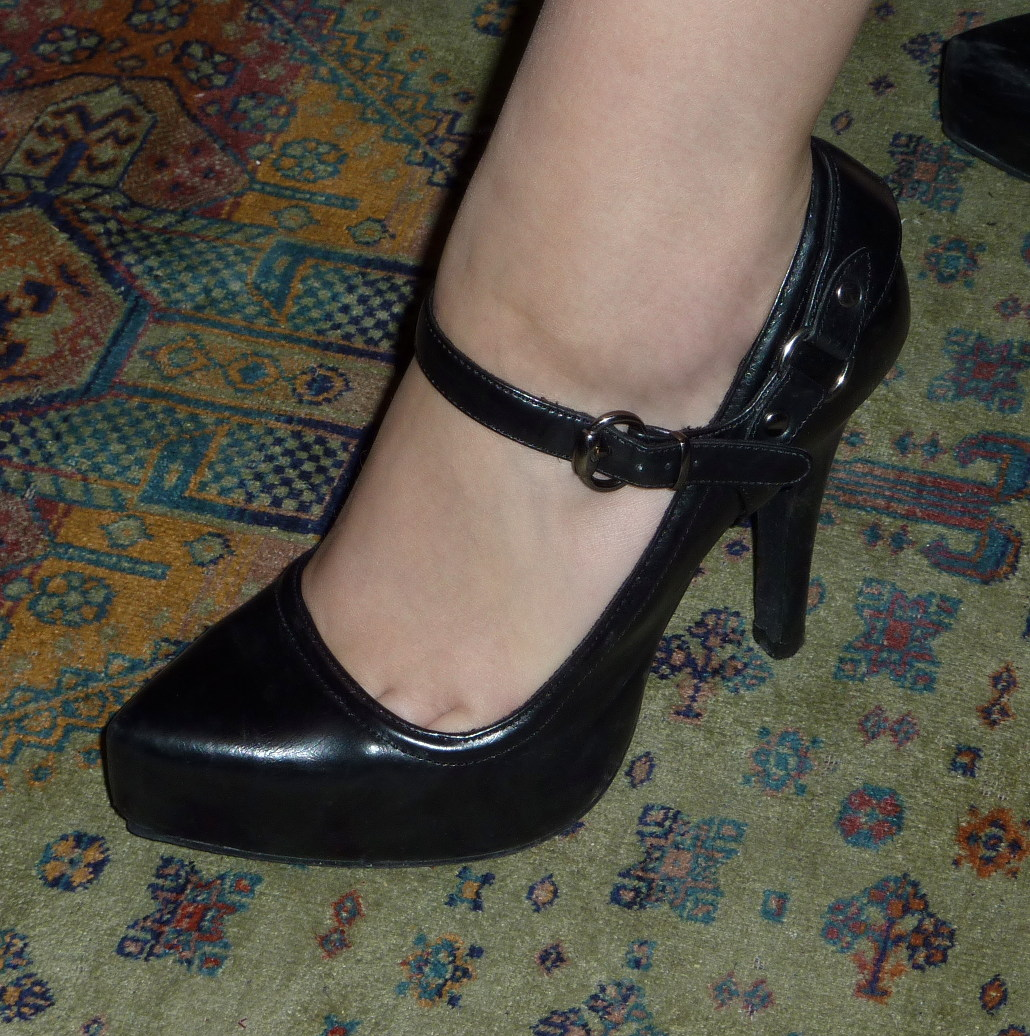
Una scarpa con il toe cleavage, per cui è parzialmente aperta lungo le dita dei piedi per metterle in mostra. Questo tipo di scarpa è stato inventato nel Rinascimento

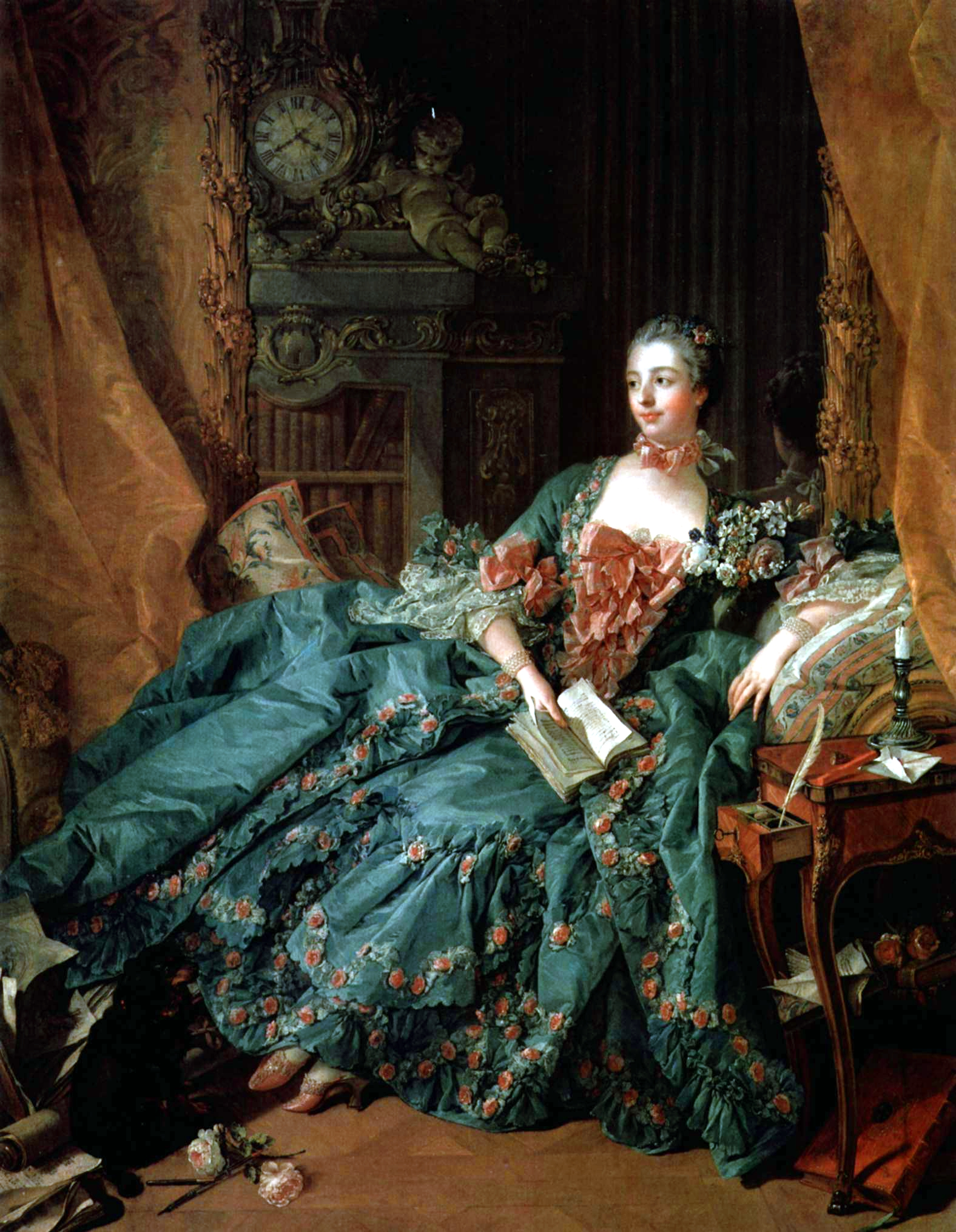
Ritratto di Madame de Pompadour di François Boucher. In questo quadro, i piedi della marchesa sono in vista, nonostante le ampie e lunghe gonne del Settecento li tenessero spesso celati alla vista

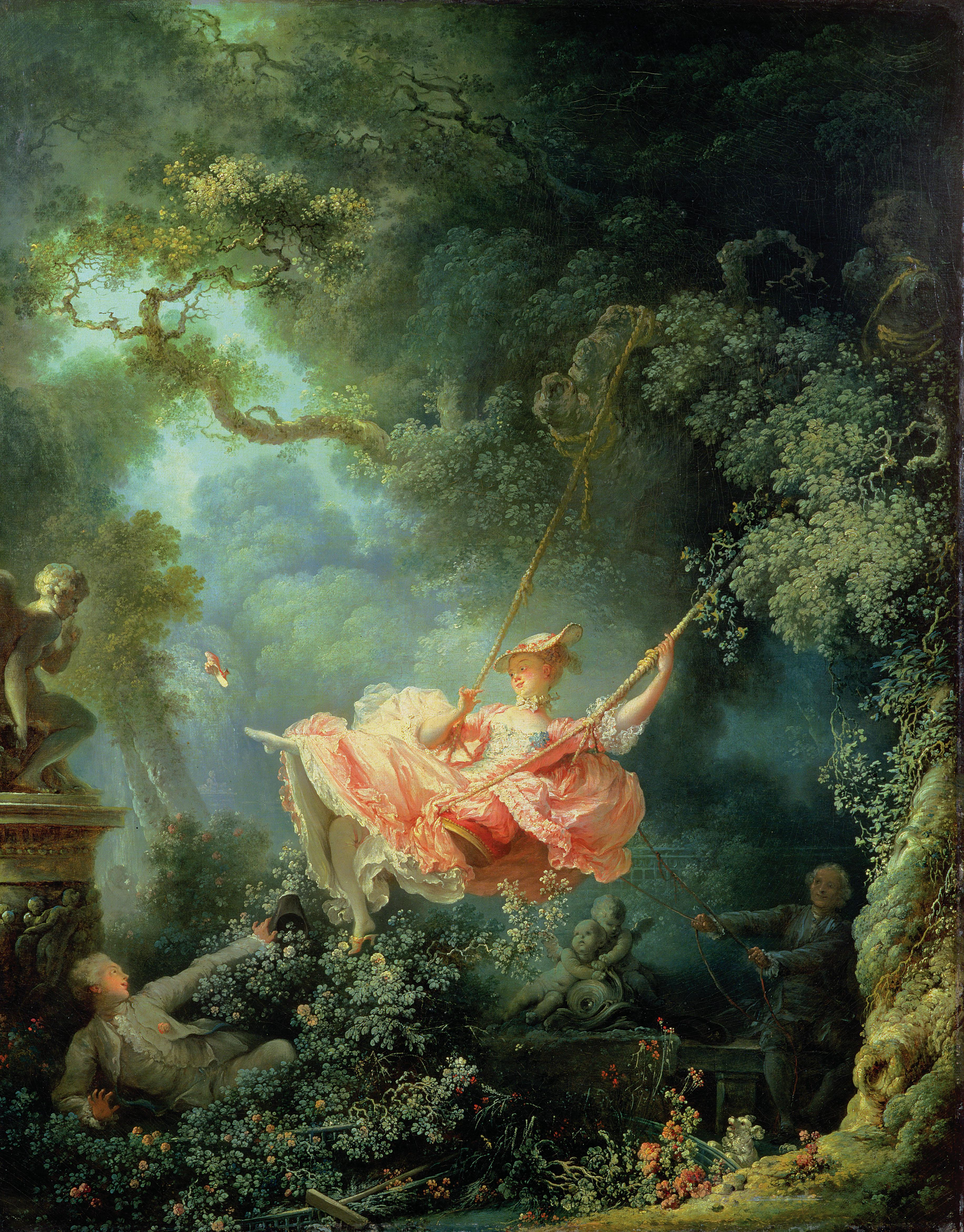
I felici incidenti dell'altalena di Jean Honoré Fragonard, dipinto nel Settecento. Nel quadro, il marito spinge sull'altalena la propria moglie che perde accidentalmente una scarpa, mentre l'amante nascosto gode della visione

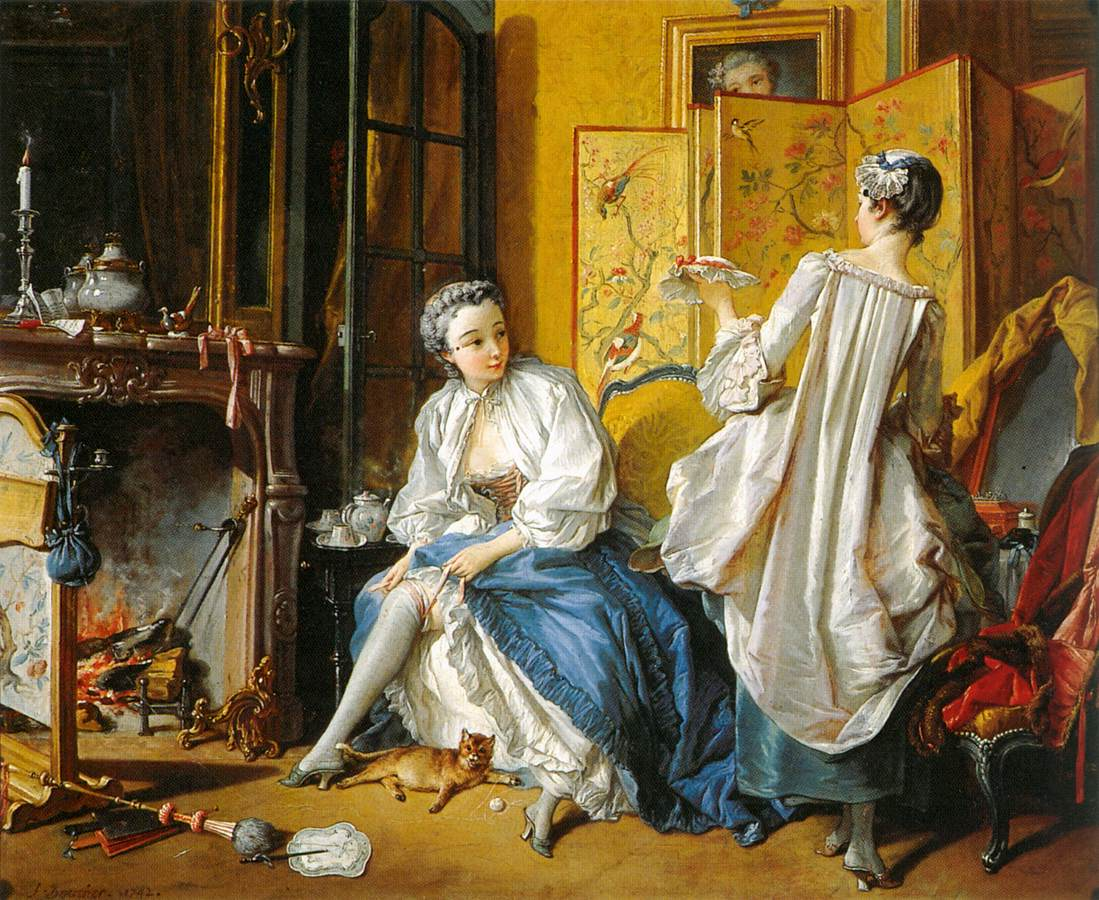
La toilette di François Boucher, in cui sono visibili la gamba con la calza di una donna e i piedi di entrambe le donne

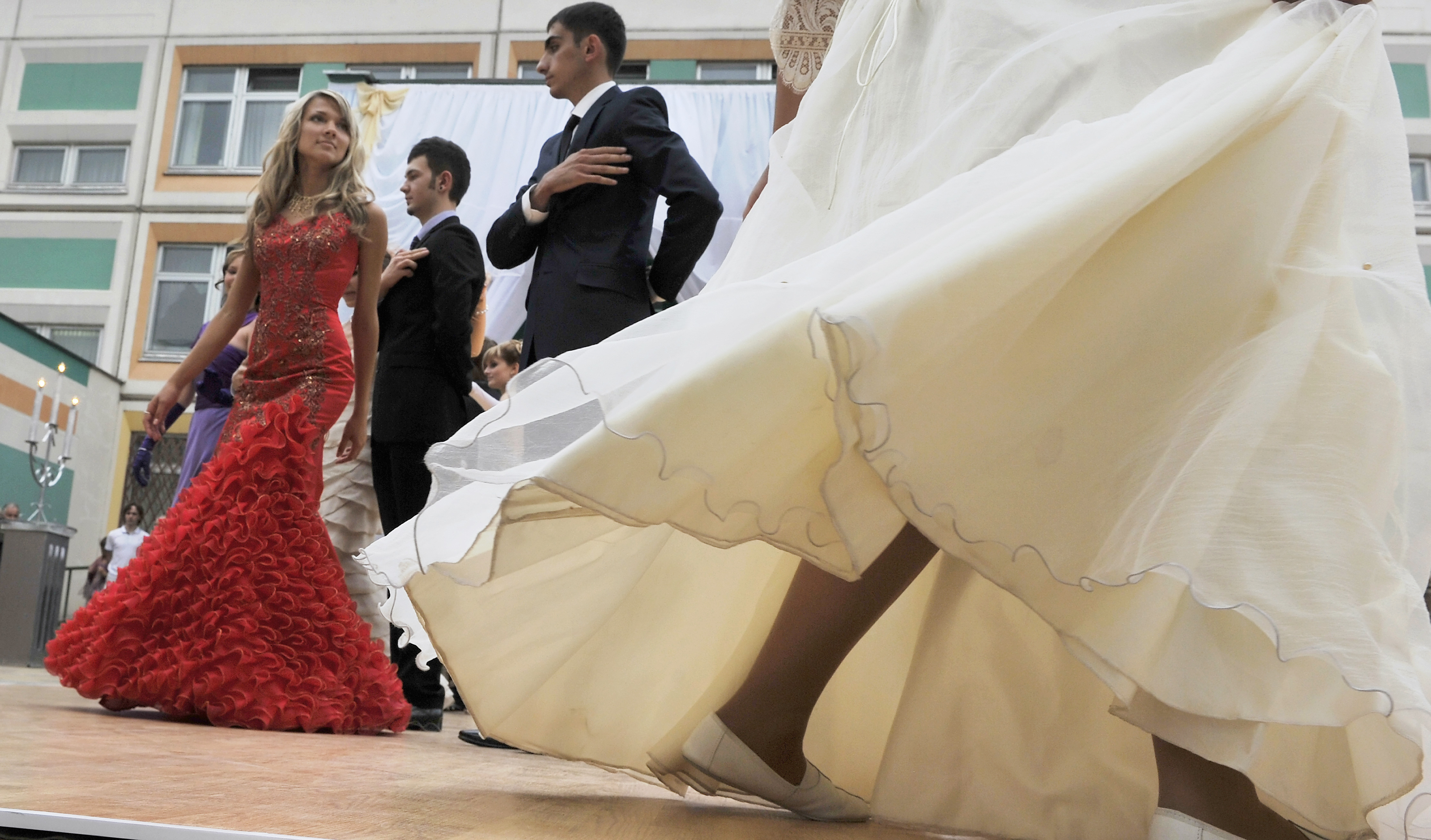
Una coppia che balla il valzer. Quando il valzer è stato inventato nel fine Settecento, ha fatto scandalo siccome i movimenti della gonna scoprivano le caviglie e i piedi come mostrato nella foto

Secondo alcuni studiosi, il feticismo dei piedi ha un'origine socio-culturale e storica. Il nesso causale tra feticismo del piede e influenza socio-culturale è condensato in più teorie socio-culturali e storiche che si possono legare tra loro, siccome l'una non esclude l'altra. Anche questo gruppo di osservazioni spiega il feticismo del piede come fenomeno non innato/derivante da predisposizione genetica.

#### Erotizzazione pregressa
Secondo una prima teoria, i piedi provocano attrazione sessuale siccome, in una determinata cultura e/o in un determinato momento storico, sono già considerati una parte del corpo che provoca attrazione sessuale e carica di erotismo; è sufficiente che una determinata parte del corpo, come ad esempio i piedi, vengano enfatizzati per creare un feticismo. Ad esempio, i piedi fasciati nella Cina imperiale ("piedi loto d'oro") venivano considerati attraenti siccome le fasciature li rendevano piccoli e, secondo i gusti sessuali dell'epoca, attraenti. Pertanto, i piedi femminili erano oggetto di attenzione, enfasi e attrazione sessuale e facevano parte del discorso comune in quanto parte integrante della cultura cinese tradizionale. Sigmund Freud considerava il loto d'oro delle ragazze cinesi una forma di feticismo. I piedi erano una parte del corpo erotizzata anche nell'Antica Grecia, nell'Antica Roma e nella letteratura indiana in sanscrito. In Francia, durante il regno del Re Sole, le donne si fasciavano i piedi per farli apparire piccoli.

#### Nesso con le malattie sessualmente trasmissibili
Secondo un'ulteriore osservazione di Giannini, Colapietro et al. (1998), il feticismo dei piedi ha subito una rimonta nei periodi in cui erano presenti epidemie di malattie sessualmente trasmissibili, per cui l'attività sessuale comune era limitata. In questi contesti storici, la focalizzazione su parti non sessuali come i piedi era considerata una forma di sesso sicuro non penetrativo.
Un esempio storico è l'epidemia di gonorrea del XIII° secolo in Europa, durante la quale l'Arte e la Letteratura hanno maggiormente trattato i piedi.
Un altro esempio è l'epidemia di sifilide del XVI° secolo, durante la quale è stata inventata la scarpa da donna con il "toe cleavage", cioè un'apertura parziale che mostra alcune dita dei piedi per attirare l'attenzione sessuale. Contemporaneamente, i pittori si specializzavano sulla rappresentazione del piede femminile; di contro, i pittori rinascimentali tendevano a focalizzarsi sui seni.
Un terzo esempio è l'epidemia di sifilide del tardo XIX° secolo, in cui alcuni bordelli offrivano servizi sessuali focalizzati sui piedi.
Un ultimo esempio è l'epidemia di AIDS moderna, durante la quale le rappresentazioni di feticismo del piede nella pornografia sono aumentate in modo esponenziale in base all'osservazione degli 8 giornaletti porno più diffusi negli USA dal 1965 al 1994.
Tuttavia, la teoria che lega in particolare il feticismo dei piedi ai periodi di epidemie di malattie sessualmente trasmissibili non è accettata da tutti gli studiosi.

#### Teoria della zona erogena mobile
Un'altra teoria socio-culturale, a cui si lega in primis la comparsa del toe cleavage nel Rinascimento, è la teoria della "zona erogena mobile" (Shifting Erogenous Zone) di James Lavier, che spiega che i vestiti femminili enfatizzano le zone erogene (cioè le zone che provocano piacere sessuale se osservate o stimolate) e i cambiamenti nella moda riflettono le mutazioni di zona erogena. Secondo Lavier, i cambiamenti avvengono ogni 7 anni circa. Lo psicologo John C. Flügel ha aggiunto che una parte del corpo, per attirare la curiosità degli uomini, in partenza deve essere nascosta dai vestiti e dunque celata alla vista. Dopodiché, le zone erogene di ogni periodo storico vengono scoperte e riflettute nella moda. Nel Rinascimento, oltre alla scarpa con il toe cleavage, si indossavano gonne che gonfiavano il ventre per rimandare all'opulenza, ricchezza e alla gravidanza (e dunque al potere generatore femminile e fertilità), mentre nell'Ottocento era di moda il corsetto e la forma del corpo a clessidra; dagli Anni '80 agli Anni 2000, erano di moda le minigonne, i pantaloni strappati e i jeans a vita bassa.
Tuttavia, la teoria della zona erogena mobile da sola non spiega tutti i cambiamenti di moda; inoltre, parte dal presupposto che le donne si vestono in un certo modo solo per attirare partner e non, per esempio, come forma di auto-espressione. Infine, non tiene conto della velocizzazione dei tempi della moda contemporanea e del fatto che non necessariamente le zone erogene di un'epoca influenzano la moda: Amy Scarborough e Patricia Hunt-Hurst hanno proposto una teoria inversa, per cui il nascere di una moda (e dunque l'abitudine a scoprire una parte del corpo) crea una nuova zona erogena.

#### Corollario della teoria della zona erogena mobile
Un'altra spiegazione socio-culturale e sempre legata alla moda è reperibile proprio dal corollario di John C. Flügel all'interno della teoria della zona erogena mobile: una parte del corpo, per attirare la curiosità degli uomini, in partenza deve essere celata alla vista e dunque "mascherata/velata" con un vestito. Questo corollario apre una nuova prospettiva sulla creazione di zone erogene del corpo femminile e dunque sull'erotizzazione delle parti del corpo: da un lato, l'erotizzazione già in partenza di alcune parti del corpo in una determinata cultura può spiegare alcuni feticismi e sessualizzazione, incluso il feticismo del piede; tuttavia vale anche la causa contraria, siccome anche nascondere alla vista altrui una parte del corpo perché tabù porta ad attirare l'attenzione su di essa. Questa conclusione apparentemente paradossale deriva dal fatto che una parte del corpo occultata per motivi culturali viene resa visibile raramente. Pertanto, una parte del corpo sempre coperta da una barriera (e.g., vestiti, scarpe, calze non trasparenti) e inaccessibile alla vista ha un'aura di mistero e eccitazione e stimola sia la curiosità che l'immaginazione; infatti l'occhio umano, non potendo vedere la parte del corpo, la immagina e/o vi proietta una forma ideale. La realtà è dunque sostituita con la fantasia; in alternativa, la parte del corpo tabù "velata" poteva essere "svelata/esposta" da un artista come atto audace e liberare il potenziale erotico della donna.
Un esempio concreto è il pelo pubico in Giappone: nella pornografia, è severamente vietato perché considerato osceno ma, secondo un articolo del The Independent, gli uomini desideravano vederlo; con l'introduzione di materiale pornografico che sfidava questo divieto nel 1991, c'è stata un'esplosione di pornografia in cui le donne esponevano il pelo pubico fino al 1994, finché l'interesse non è diminuito. Nel mentre, nessun divieto era stato tolto, per cui la polizia si era limitata a non intervenire.
Riguardo nello specifico al feticismo del piede, l'esposizione del piede nudo nell'arte era diventata una tabù nel Settecento e Ottocento, per tutta l'Età vittoriana (1837-1901), siccome i valori morali del tempo per le donne erano quelli di modestia e castità: esporre parti del corpo inutili da scoprire era dunque un segno di scarsa moralità, inoltre il piede nudo era sinonimo di povertà, volgarità e sporco. Gli stessi vestiti da donna alla francese, all'inglese e alla polacca del Settecento inoltre avevano delle ampie gonne che raggiungevano il terreno e che difficilmente lasciavano intravedere i piedi, per cui la loro visione celata li rendeva attraenti. Non sarebbe un caso che quadri come "I felici incidenti dell'altalena" di Fragonard, "La toilette" di Boucher e i ritratti di Madame de Pompadour di Boucher e Drouais mettano in mostra i piedi, infrangendo il tabù.
Secondo un sondaggio del 2023 su Fun With Feet, uno dei più grandi siti di vendita di foto di piedi, più di metà degli utenti hanno detto di apprezzare i piedi femminili siccome sono percepiti come tabù e sono solitamente nascosti da calzini, scarpe e sandali classici. Dunque, il fatto che siano solitamente nascosti, secondo un utente, li rende un "frutto proibito". Pertanto, questo sondaggio confermerebbe questa teoria.
Un caso simile si è probabilmente svolto anche nel mondo della danza: nel fine Settecento è nato il valzer, un tipo di ballo di coppia che al momento della nascita creò scandalo siccome i partner ballavano molto vicini l'uno all'altro e la mano dell'uomo si avvolgeva lungo il fianco della donna. Non solo durante la danza i piedi dell'uomo tendevano a sparire sotto la gonna della donna, ma i movimenti del valzer e dunque della gonna potevano scoprire i piedi e le caviglie della donna. Nel 1833 in Inghilterra, ancora prima dell'inizio dell'Era Vittoriana, il valzer era ancora ritenuto scandaloso; nel 1812, alcuni anni prima, Lord Byron aveva pubblicato una satira anonima sul valzer, aveva scritto esplicitamente "Valzer - valzer solo - richiedi entrambe le gambe e le braccia, liberale dei piedi e prodigo delle sue mani" ("Waltz - Waltz alone - both legs and arms demands, Liberal of feet, and lavish of her hands"), menzionando esplicitamente i piedi.

#### Allusione al nudo classico in pittura

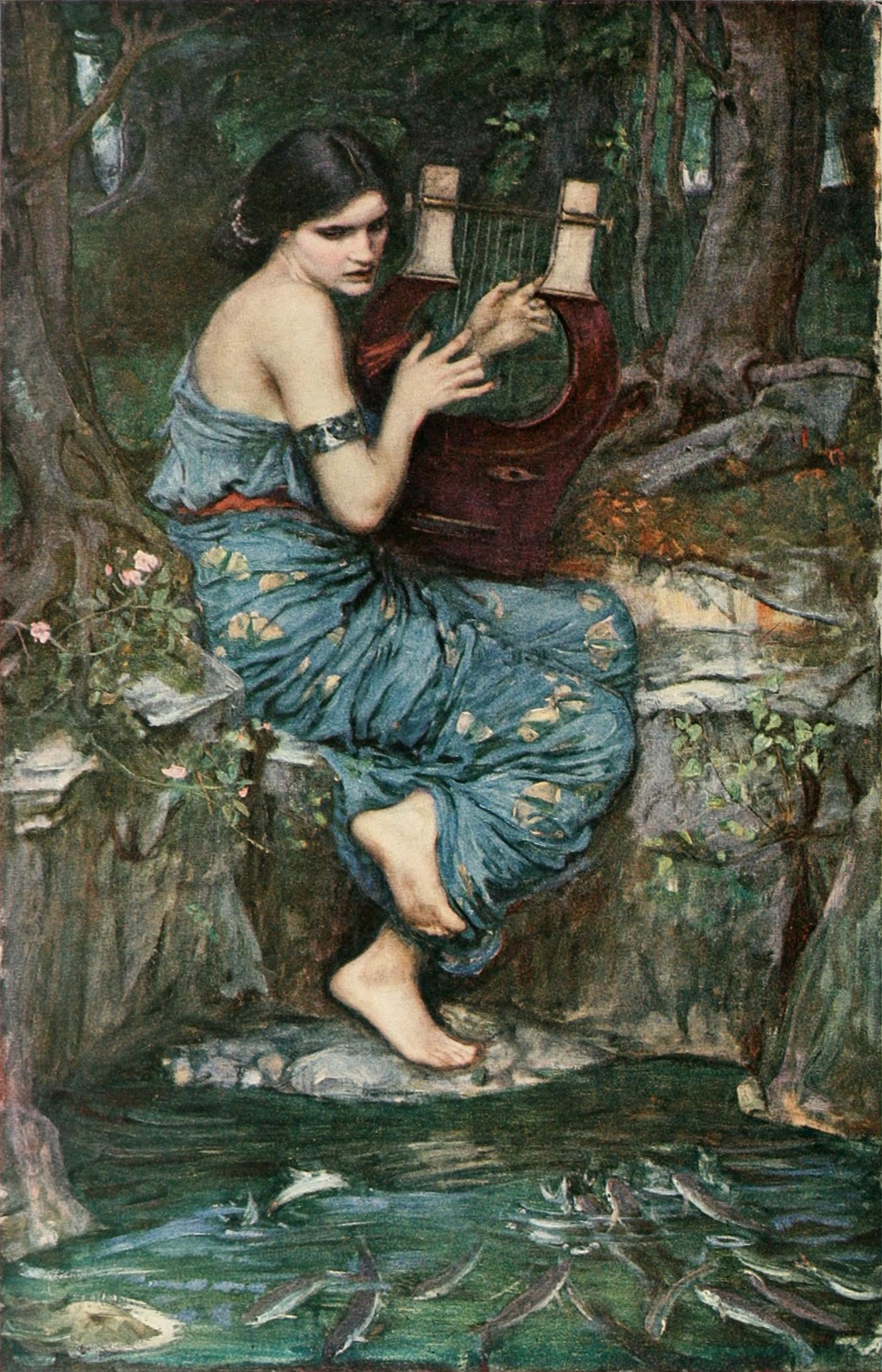
John William Waterhouse, "The Charmer" (L'incantatrice), 1911. Il quadro rimanda in modo tenue e velato al nudo classico attraverso la spalla, il braccio e i piedi nudi della fanciulla

Secondo un'altra interpretazione legata al campo dell'arte ottocentesca in particolare, la grande attenzione data ai piedi femminili deriva dal fatto che il nudo nell'arte poteva essere oggetto di scandalo anche nel momento in cui il pittore desiderava ricollegarsi al nudo classico e dunque a figurazioni greche e romane. Pertanto, in un clima fortemente censorio e moralista, mostrare in un dipinto i piedi nudi non era tanto un modo di svelare questa parte del corpo come atto audace dell'artista e come esibizione di erotismo velato; piuttosto, in altri contesti, era un rimando tenue, "morbido" e allusivo al nudo totale classico. In altre parole, si può pensare come un surrogato o un sostituto del nudo totale. In questi casi, il corpo delle fanciulle era coperto da una veste in stile classico e solo alcune parti del corpo scoperte erano visibili. In tal modo, soggetti classici o ispirati alle figurazioni classiche erano ripresi in modo meno rischioso; lo stesso rimando all'arte classica a livello di scelte figurative e a un contesto colto poteva essere un ulteriore modo di giustificare la raffigurazione di una donna con delle parti del corpo scoperte. Altre giustificazioni per nudi integrali nell'Ottocento derivavano dalle fotografie di donne negli harem giustificate con l'etnografia, fotografie peraltro realistiche siccome non permettevano di ritoccare e idealizzare un nudo, ma queste giustificazioni appartenevano al campo della fotografia durante l'orientalismo e il colonialismo.
Alcuni artisti che nell'Ottocento hanno dipinto donne semi-svestite e su ispirazione di temi classici sono Jacques-Louis David, Angelika Kaufmann, John William Godward, Lawrence Alma-Tadema, William-Adolphe Bouguereau e John William Waterhouse. L'eccezione è rappresentata dai soggetti poveri e popolari ritratti da Bouguereau, tipicamente contadine, pastorelle e mendicanti; questi soggetti non sono di ispirazione classica. I soggetti femminili erano tipicamente raffigurati con una bellezza idealizzata e le parti del corpo messe in mostra erano la pelle diafana e vellutata, le spalle voluttuose, le caviglie sinuose e i piedi delicati e senza la minima traccia di sporco, dunque idealizzati e resi non volgari; in casi tendenzialmente più rari, le donne avevano delle vesti semi-trasparenti che lasciavano vedere tanto quanto cercavano di coprire oppure erano quasi completamente nude. Qualora i piedi non erano nudi, erano racchiusi in dei sandali classici che emergevano da sotto le lunghe vesti. All'epoca, alcune delle correnti artistiche erano il neoclassicismo (le cui fondamenta teoriche risalgono al saggio "Storia dell'arte nell'antichità" di Winckelmann del 1763), il romanticismo e il movimento dei pre-raffaelliti; correnti come il realismo e l'impressionismo non si ispiravano a soggetti dell'arte classica.

Una rara eccezione alla raffigurazione idealizzata dei piedi è "La mercante di melograni" di Bouguereau, in cui il pittore in via straordinaria mostra i piedi sporchi di un'umile venditrice di strada. Un'altra eccezione è il ritratto di Madame Récamier di Jacques-Louis David: di quest'opera esistono due versioni, entrambe uscite dall'atelier di David. Non è chiaro chi sia l'autore della seconda versione: potrebbe essere un allievo di David o lo stesso David. Il quadro è legato a una vicenda notevole: Madame Juliette Récamier, una donna molto affascinante e committente del ritratto, con una lettera avvisò a sorpresa David di non desiderare più il proprio ritratto e di avere cambiato pittore. Il ritratto in fase di realizzazione mostra Madame Récamier dipinta come una vestale romana sdraiata su un triclinio, con forme idealizzate, una lunga veste marmorea e piedi nudi che emergono dalla veste morbida e dipinti in modo grazioso. In questo ritratto casto e sobrio, le uniche parti nude sono un braccio e i piedi. Dopo il rifiuto, David rimase infastidito e interruppe l'opera. Un secondo ritratto di Madame Récamier è completamente diverso dal primo: la donna è sdraiata sul triclinio completamente nuda, mette le natiche e una coscia possente in vista e sbatte i piedi nudi in faccia all'osservatore; le piante sono visibilmente sporche, per cui non sono idealizzati e rimandano all'idea di sporco e volgarità. Secondo un'interpretazione, il secondo quadro sarebbe stato dipinto da David e sarebbe la sua vendetta.

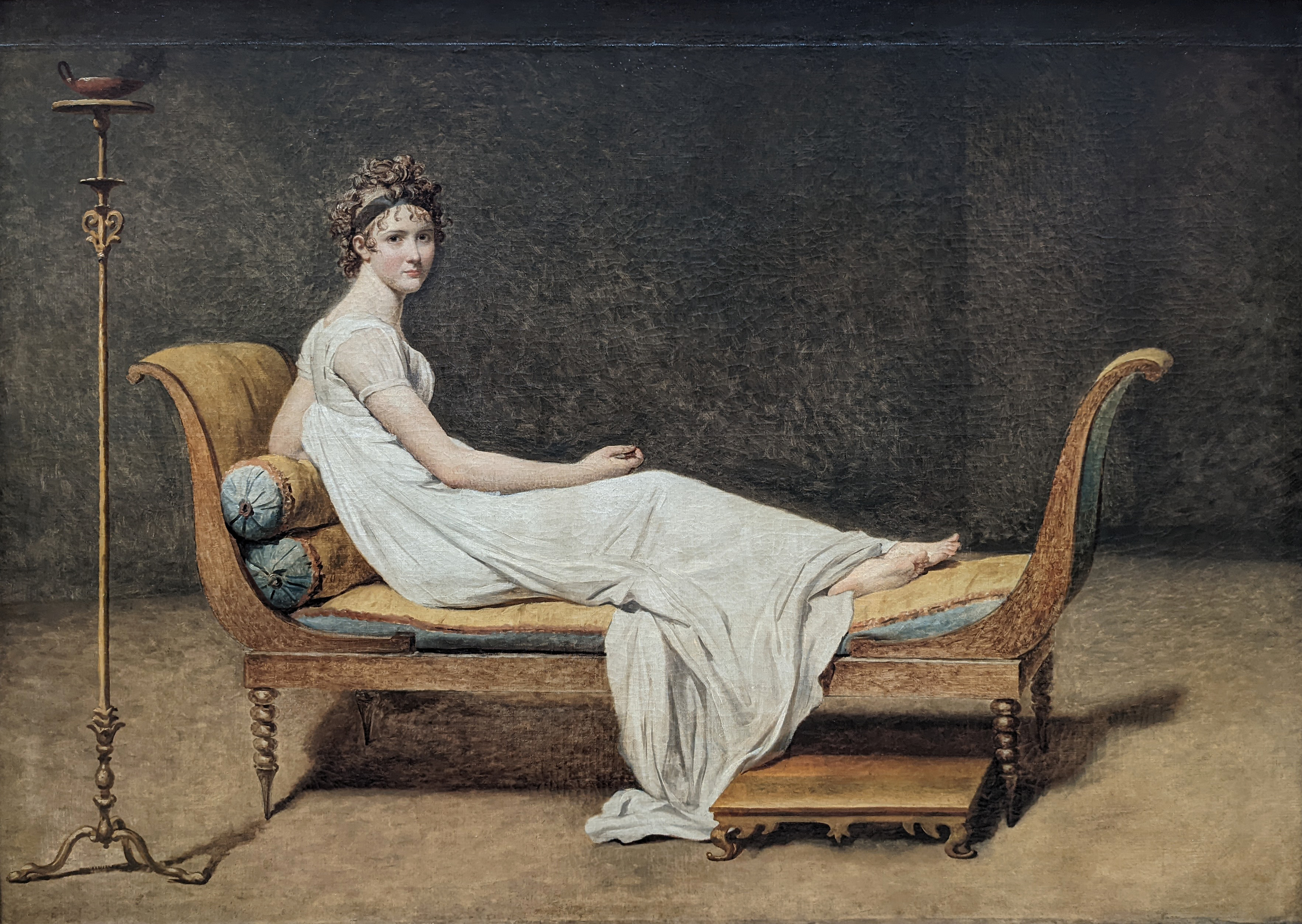
Il primo ritratto di Juliette Récamier eseguito da David, in cui la donna appare in veste casta e con i piedi idealizzati
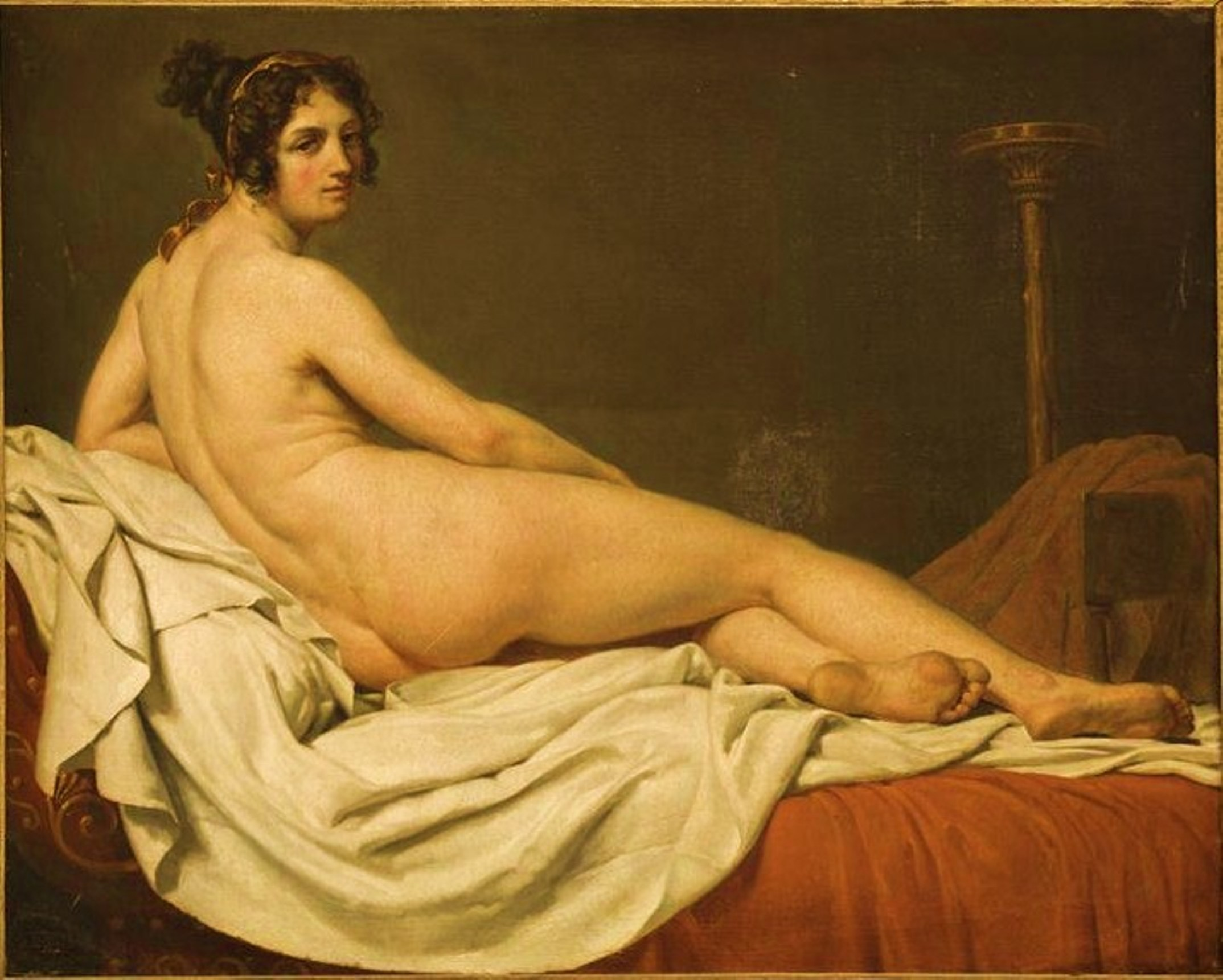
Il secondo ritratto di Juliette Récamier attribuito a David o eseguito da un suo allievo, in cui la donna appare in un nudo azzardato e con i piedi sporchi in faccia all'osservatore

#### Liberalismo e società sex-positive
Un'ultima interpretazione socio-culturale lega i periodi di ascesa del feticismo dei piedi ai periodi in cui la società diventa mentalmente più aperta verso il sesso, dunque più liberale (dove "liberale" non è necessariamente sinonimo di "libertina"). Vivere in una comunità sex-positive porta non solo a rendere e concepire il sesso non come un tabù, ma anche ad adottare un approccio al sesso  che, a patto di fondarsi sul consenso dei partner e sulla sicurezza e rispetto reciproco, è inclusivo, non giudicante, e promotore sia della comunicazione tra partner che del diritto di sperimentare e di provare piacere. Vivere in un contesto sex-positive porta potenzialmente a una maggiore presenza di feticismi che vengono riconosciuti e valorizzati come espressioni della propria individualità invece che stigmatizzati. Per esempio, l'ascesa del feticismo del piede nella pornografia moderna non deriverebbe dalla reazione all'epidemia di AIDS, ma dalle attitudini maggiormente liberali della società moderna in materia di sessualità. Allo stesso modo, la tendenza a rappresentare i seni nell'arte rinascimentale deriverebbe da una maggiore permissività nell'arte erotica.
Quest'ultima teoria si basa anche su una parziale smentita della teoria che lega l'ascesa del feticismo dei piedi ai periodi di epidemie di malattie sessualmente trasmissibili: queste ultime coincidono sia con periodi di ascesa del feticismo dei piedi (e dunque in cui la sessualità era ristretta), sia con periodi di maggiore liberalismo sessuale (e dunque in cui la sessualità era meno ristretta).
Una serie di osservazioni di Kunzle (1982) e Windle (1992) aggiungono che, in questi periodi di liberalismo e/o cambiamento culturale, potevano essere presenti dei cambi di status della donna: infatti, il piede femminile può rappresentare un simbolo di potere femminile e dunque di controllo e allontanamento dalla sfera intima. Non a caso, gli editoriali nei giornaletti porno specializzati sul feticismo dei piedi indicano come questo tipo di pornografia sia "diversa" dalle altre tipologie in quanto la donna assume atteggiamenti di potere, mentre nelle altre tipologie viene degradata o è servile (Vesta, 1998; Wihams, 1998), senza controllo del proprio corpo, senza possibilità di auto-affermarsi e senza potere. Inoltre, nella cultura occidentale, il bacio del piede è un segno di rispetto e ubbidienza. In svariate foto nelle riviste di pornografia feticista dei piedi, gli uomini sono usati per attirare e sottomettere uomini potenti; altrimenti, gli uomini sono intimiditi dalla bellezza, ricchezza o status della donna, per cui si focalizzano sui suoi piedi per cercare di mantenere la propria potenza (Rossi, 1977; Windle, 1992). In realtà, anche nella cultura indiana un'usanza simile (il Chandar Sprash चरण स्पर्श o "Padasparshan" पादस्पर्शन, "toccare i piedi") è un gesto di rispetto verso le persone anziane.

### Concezione olistica e incentrata sulla donna del sesso

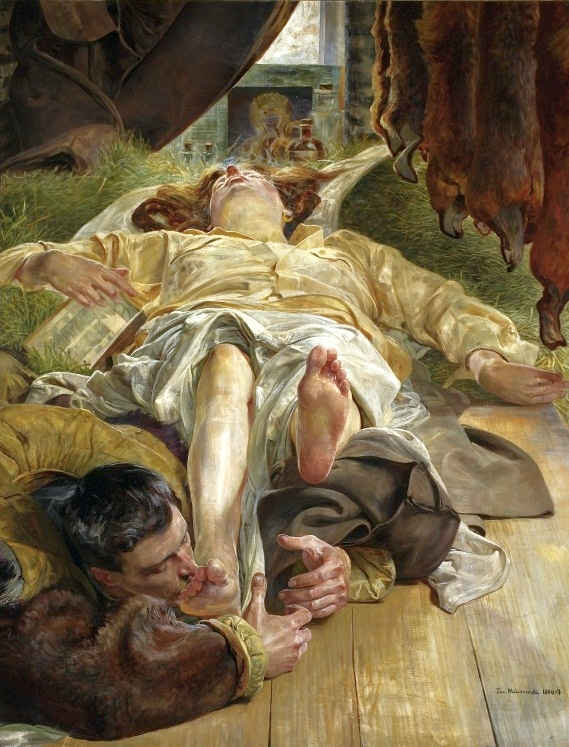
La morte di Ellenai di Jacek Malczewski, ispirato al poema Anhelli di Juliusz Słowacki. Nell'opera e nel quadro, il protagonista (in realtà l'autoritratto del pittore) assiste alla tragica morte dell'eroina del poema, Ellenai; nel quadro, in segno di profondo affetto, le bacia il dorso del piede

Secondo quanto spiegato dalla sessuologa Camilla Constance, una concezione o prospettiva olistica del sesso (wholistic-sex o holistic sex) e un approccio sessuale incentrato sulla donna (woman-centric approach) porta il partner a considerare, valorizzare, stimolare e adorare in primis il corpo femminile nella sua interezza e totalità, inclusi i piedi. Questa visione inoltre smussa la concezione per cui il feticismo dei piedi è legato unicamente a pratiche di "dominio" e "sottomissione" di un/una partner; inoltre, annulla l'esistenza di zone considerabili "non erogene" e "non sensuali" nel corpo umano, per cui i piedi sarebbero già in partenza una parte del corpo degna di valorizzazione e stimolazione, considerabile attraente alla pari delle zone tradizionalmente sessuali (e.g., seni e glutei) e sessualizzabile/erotizzabile. Come ulteriore conseguenza, il "feticismo" non esisterebbe siccome tutto il corpo della partner sarebbe già in partenza oggetto di interesse normofilico e siccome il corpo femminile è più di una somma/insieme di parti, per cui stimolare e adorare una sua qualunque parte (e.g., i piedi) equivale a stimolare una delle numerose porte d'accesso alla donna invece di isolarne una parte. La sessuologa Cheryl Fagan aggiunge poi che, tra tutti gli atti sessuali leciti, non esistono atti sessuali "buoni" o "cattivi": effettuare questa differenza porta a inibizione sessuale e dunque a dei blocchi. Infine, la concezione olistica del sesso include anche l'aspetto emotivo del sesso, tutti i bisogni di entrambi i partner e il sesso non penetrativo, per cui cade la concezione fallocentrica del sesso (cioè il focus eccessivo sul coinvolgimento dei genitali, sulla fisicità, sulla penetrazione sessuale e sul piacere fisico maschile nella definizione di "fare sesso"): tutte le forme di sesso sono accettate, valorizzate e praticabili, per cui viene posta enfasi anche su altre parti del corpo. In sintesi, la concezione olistica del sesso e l'approccio incentrato sulla donna è una forma mentis complessa di uno o entrambi i partner che può portare (anche) a stimolare i piedi. La concezione olistica e incentrata sulla donna del sesso sono compatibili con una società sex-positive.

### Teoria del trauma
Un'altra teoria sempre legata al concetto di imprinting è la Teoria del trauma: secondo quest’altra teoria, i feticismi (e dunque il feticismo dei piedi) nasce nel momento in cui un soggetto vive esperienze fisicamente o psicologicamente traumatiche durante l’infanzia o adolescenza; un esempio è crescere in una famiglia sessualmente repressiva o ambiente sociale che non è sex-positive, per cui la libido viene spostata dai genitali delle altre persone e focalizzata su altre parti del corpo come i piedi.
Il modello di apprendimento comportamentale include anche la possibilità che il bambino non assuma tratti feticisti a partire dall'osservazione di un comportamento sessuale, ma anche a partire da un evento traumatico, un evento dotato di forte carica negativa di cui il bambino è vittima precoce. Il trauma viene emotivamente rielaborato in modo distorto e/o peculiare, per cui viene rinforzato; le sensazioni psico-fisiche viscerali provate durante il trauma e memorizzate, quando sono rievocate, possono portare a scariche emotive che poi vengono associate al piacere sessuale (e.g., durante momenti di masturbazione) e nel tempo diventano parte stabile della sessualità. Oppure, il piacere psico-fisico derivato dalla masturbazione mentre le sensazioni viscerali sono rivissute è un modo di lenire il disagio come strategia di difesa; quest'associazione con il piacere sessuale poi porta nel tempo a farle diventare parte stabile della sessualità. Un'esperienza che all'inizio era un trauma e un'esperienza negativa diventa dunque un desiderio e un'esperienza positiva. Questo modello non sarebbe collegato al modello del condizionamento operante, ma sarebbe un caso a sé siccome manca un feedback positivo da parte della vittima. Un fenomeno analogo si riporta in alcune donne che, a seguito di abusi sessuali, sviluppano fantasie sessuali in cui sono nuovamente vittime di abusi sessuali invece che provare repulsione psico-fisica all'idea di essere forzate a compiere o a sottostare ad atti sessuali altrui. Dunque, un esempio analogo e ipotetico nell'ambito del feticismo del piede potrebbe essere quello di una persona che obbliga un bambino a compiere o a sottostare ad atti di adorazione del piede (e.g., footface, kissing, trampling ecc.) con la forza, minaccia, ricatto, uso del timore reverenziale o della dipendenza psicologica.
Tuttavia, questa teoria da sola non spiega il feticismo in quanto non tutti i soggetti che subiscono questi traumi sviluppano un feticismo. Allo stesso modo, non tutte le donne vittima di violenza fisica sviluppano fantasie sessuali di natura abusiva.

### Ipotesi biologico-evoluzioniste

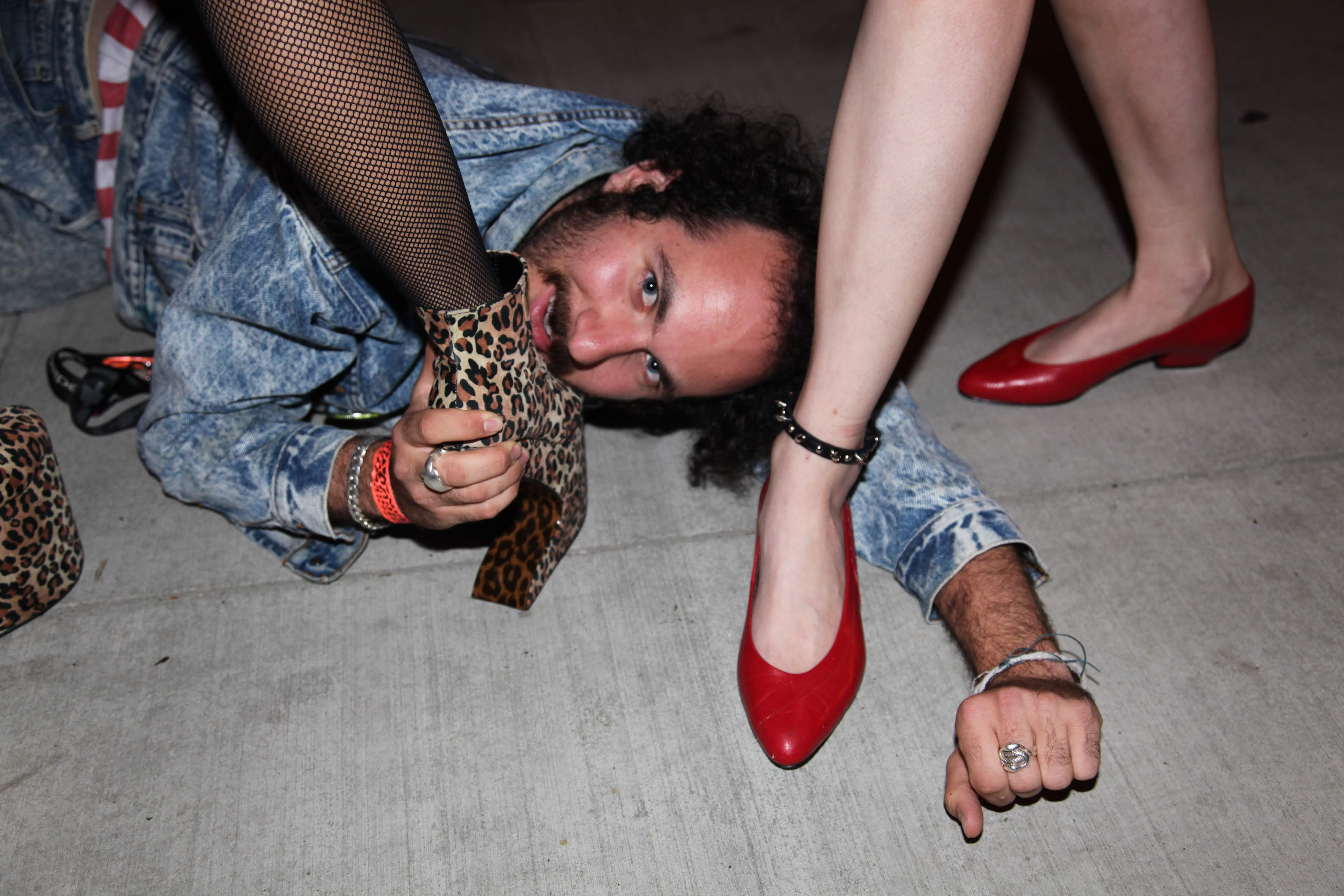
Una foto in cui viene mostrata una forte snodabilità dei piedi e caviglie femminili provocata dalla relaxina

Un'altra ipotesi di stampo biologico e evoluzionista sostiene che i piedi (e le mani) sono tra le parti meno suscettibili di interventi estetici di ringiovanimento sia leggeri che invasivi, dal trucco alla chirurgia. Per cui una persona, osservando i piedi di un'altra, può trovare facilmente segnali di giovinezza o vecchiaia e dunque di salute tendenzialmente buona o cattiva. L'osservazione dei piedi per capire l'età di un/una potenziale partner dunque porta una persona a focalizzarsi su di essi e sui loro tratti estetici.
Per introdurre un'altra teoria, la relaxina è un ormone peptidico presente sia nei maschi che nelle femmine. Nei maschi, la presenza è molto più bassa, è prodotto dalla prostata e serve a incrementare la mobilità dello sperma; nelle femmine, la produzione è più alta, raggiunge il picco durante la gravidanza, è prodotto dalle ovaie e dai seni e serve a rendere le cartilagini più flessibili in vista del parto. A prescindere dallo stato di gravidanza, il corpo femminile è più flessuoso, duttile, elastico e snodabile di quello maschile, in particolare nell'articolazione delle caviglie. Questa maggiore flessuosità della caviglia rende possibili dei movimenti più ampi o delle pose più estrose e sinuose. Una serie di studi può chiarire se l'osservazione della snodabilità delle caviglie (e dunque dei piedi) per notare le loro curve e la presenza di relaxina sia una causa biologico-evoluzionista del feticismo del piede e/o della caviglia.

### Il simbolismo sesso-sporco e di cura

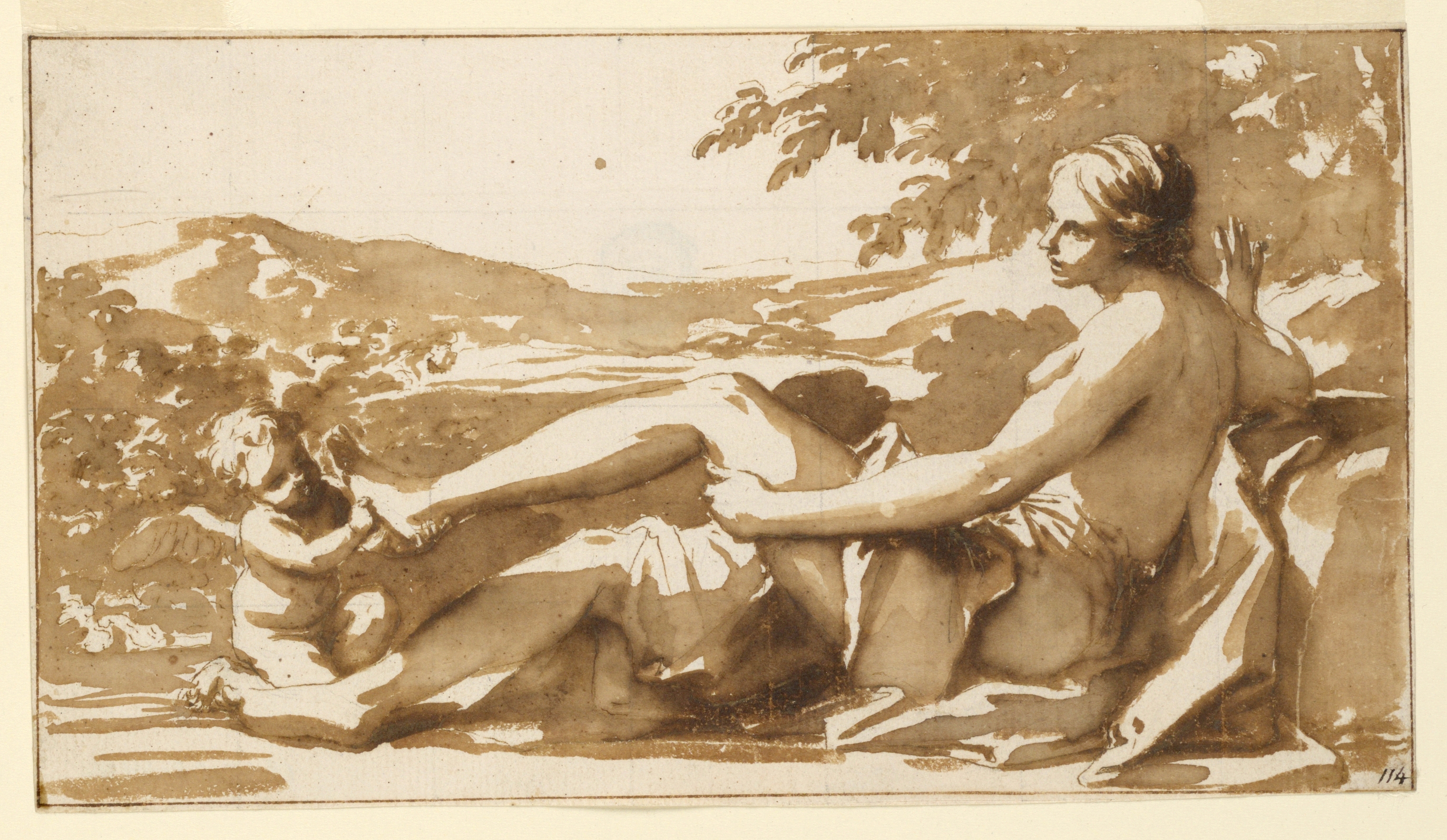
Un disegno anonimo del 1707 in cui Amore toglie una spina dal piede di Venere. Una delle cause del feticismo del piede sarebbe l'affetto derivato dal simbolismo di vulnerabilità del piede.

Secondo un articolo del Cosmopolitan, il fatto che i piedi siano tendenzialmente sporchi li renderebbe eccitanti a causa di un nesso simbolico tra lo "sporco" e il "sesso".
In alternativa, un'altra causa del fenomeno deriva dal piede come simbolo di cura e di vulnerabilità, presumibilmente in riferimento ai traumi e malattie che possono colpire questa parte del corpo a contatto con il terreno; pertanto, l'idea di cura dei piedi porterebbe a quella di affetto, che può portare infine al piacere sessuale e all'erotizzazione.

### Nesso con l'olfatto e il feromone
Secondo un'altra teoria illustrata sempre sul Cosmopolitan, da un punto di vista biologico l'odore animalesco dei piedi riporterebbe a uno stato di natura selvatico e quindi ipersessuale.
Secondo un'altra teoria simile citata dal sessuologo Stuart Nugent, l'odore dei piedi dovrebbe scatenare una reazione ormonale in alcuni soggetti. Tuttavia, non indica il meccanismo esatto. Inoltre, negli insetti, un odore che tipicamente scatena risposte ormonale è il feromone, ma l’esistenza del feromone nei mammiferi (inclusi gli esseri umani) non è mai stata dimostrata. Alcuni studi sull'esistenza del feromone negli umani si sono concentrati sugli effetti dell'odore delle sostanze prodotte dalle ghiandole sudoripare apocrine, ma sono presenti nel perineo (la zona tra l'ano e i genitali), nelle ascelle e nei capezzoli, ma non nei piedi: i piedi contengono le ghiandole sudoripare eccrine.
Altri studi citano dei profumi come afrodisiaci, tuttavia questi studi non sono correlati in alcun modo al feticismo dei piedi.

### Teoria freudiana
La prima teoria che spiega l'origine dei feticismi (incluso il feticismo dei piedi) deriva da Sigmund Freud. Secondo Freud, il bambino che scopre che la madre non ha il pene può sviluppare l'ansia di castrazione, cioè il timore di perdere il proprio pene. Pertanto, come strategia difensiva per affrontare quest'ansia e di difesa, sposta inconsciamente il focus della propria libido su un oggetto o parte del corpo che simbolizza e sostituisce il pene in caso di castrazione. Lo spostamento sui piedi deriverebbe dalla loro forma, interpretata come fallica. Quest’interpretazione teorica nata nel campo della psicoanalisi tuttavia non è basata su alcuna prova sperimentale e lo stesso Freud l'ha bollata come meramente speculativa; inoltre, oggi è vista da molti esperti con scetticismo in quanto è nata in un contesto di idee superate sullo sviluppo psicosessuale dei bambini ed è troppo complessa.
Questa teoria freudiana è stata elaborata alcuni anni dopo una delle prime descrizioni del feticismo del piede nella scienza, Psychopathia sexualis di Richard von Krafft-Ebing. L'opera di von Krafft-Ebing non distingueva tra "feticismo" e "disturbo feticistico".

### Nesso con il lobo temporale
Secondo un'altra teoria, i feticismi (incluso il feticismo dei piedi) sono correlati a disfunzioni del lobo temporale, un'area del cervello che processa gli stimoli visivi e auditivi. Per la precisione, 11 parafilie sono state associate a queste disfunzioni; se il sistema limbico (o "area temporo-limbica") è soggetto a lesione, alcuni riflessi normalmente inibiti su quest'area si manifestano. Tuttavia, gli studi che hanno correlato i due fenomeni sono stati svolti solo su soggetti affetti da epilessia. Gli studi, nel momento in cui sono stati ripetuti su pazienti sani, hanno smentito questo nesso.

## Pratiche

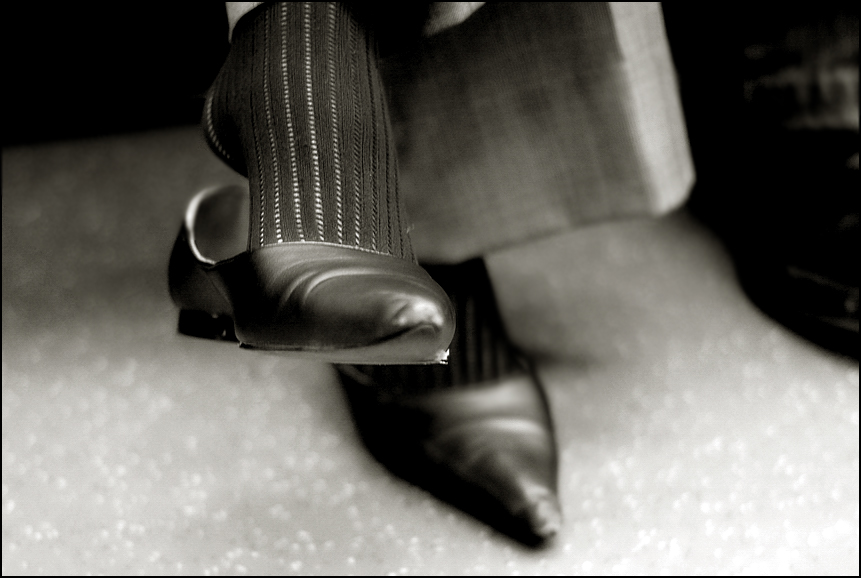
Un esempio di shoeplay (heelpopping siccome si sfila gran parte del piede dalla scarpa, shoe dangling se in più la scarpa viene fatta ondeggiare o dondolare)

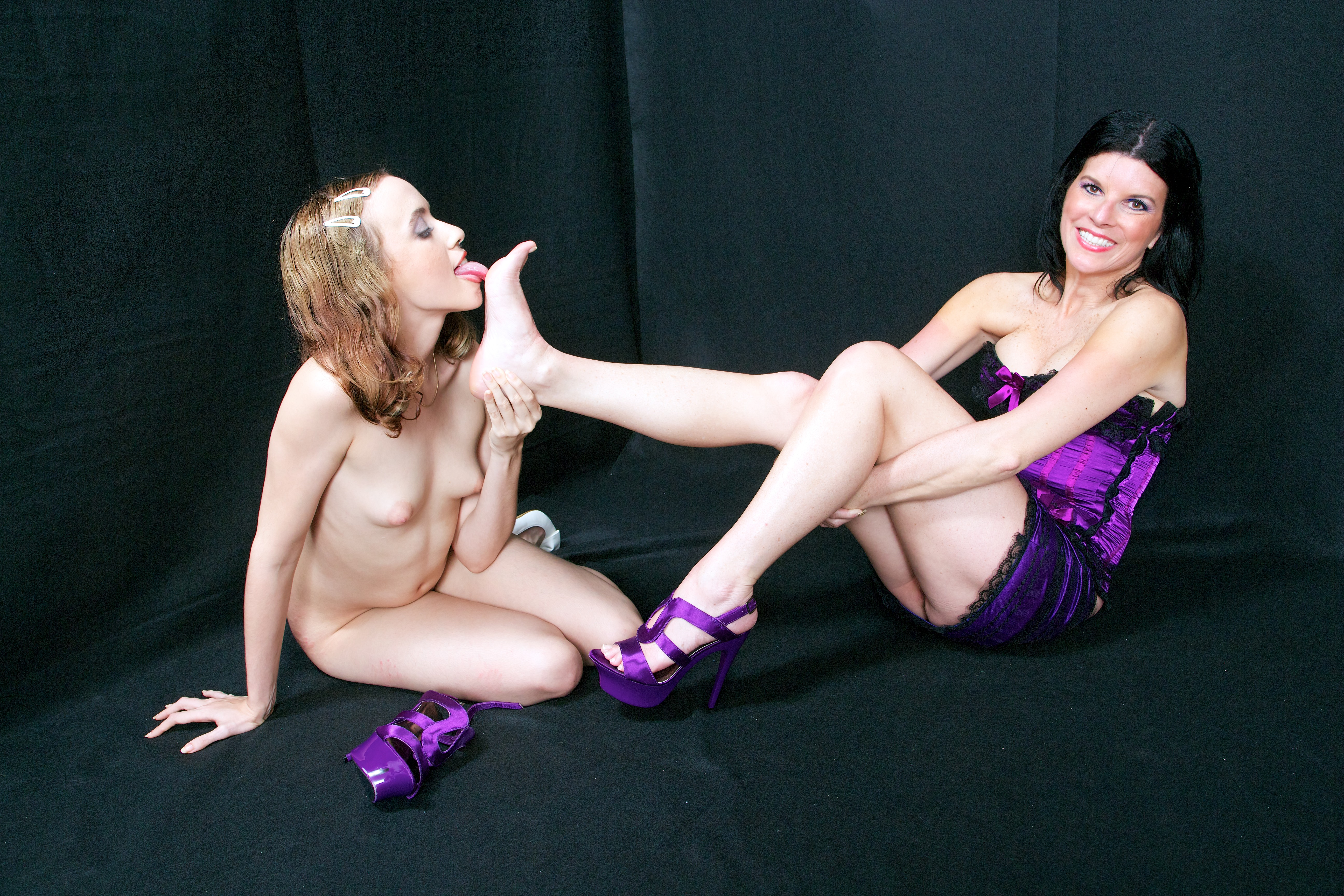
Una coppia di donne che pratica il licking

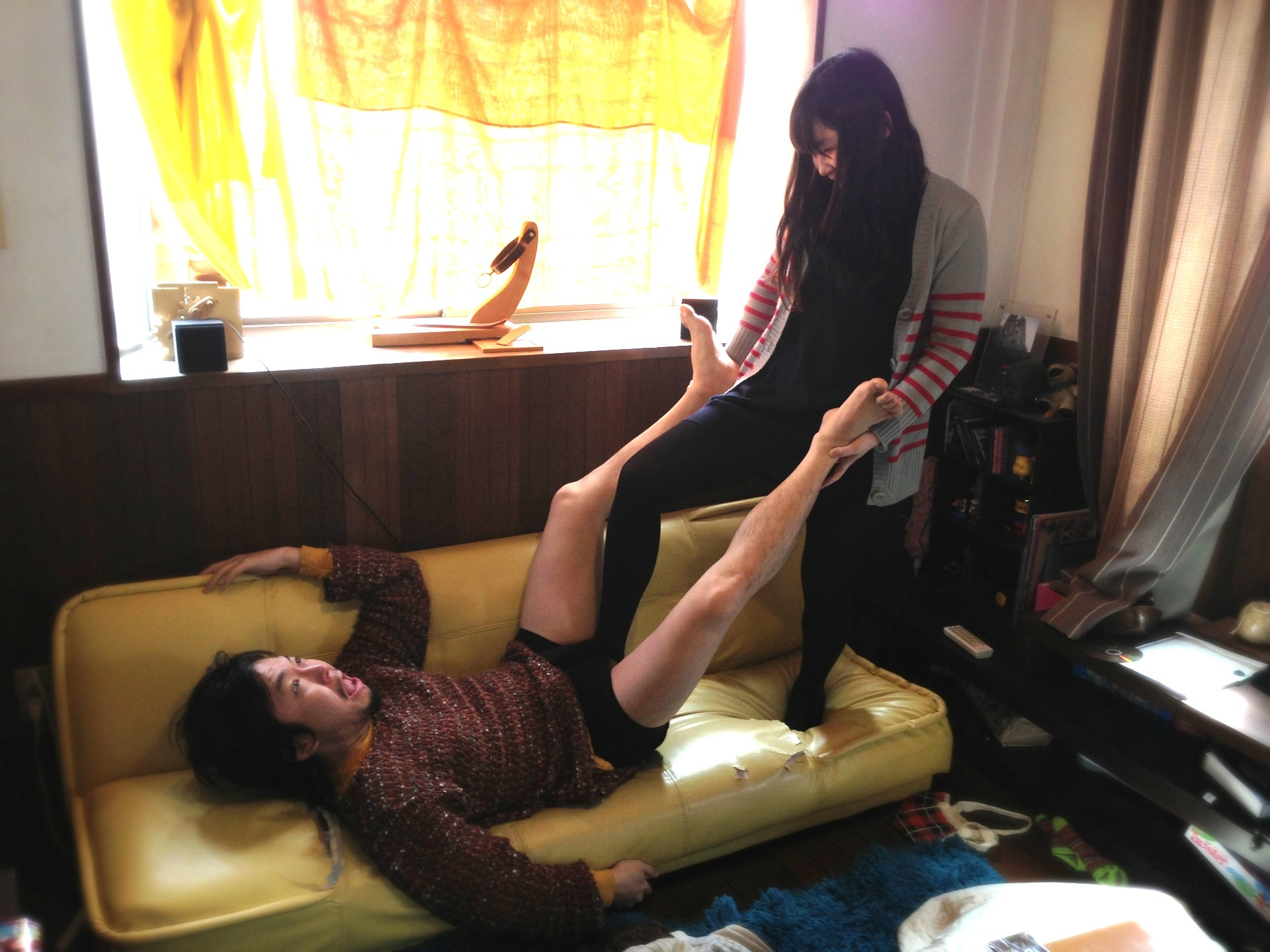
Una coppia che pratica il trampling

### L'adorazione del piede
L'adorazione del piede o "culto del piede" (in inglese: foot worship e molto più raramente foot adoration), si indicano molti giochi sessuali legati al feticismo del piede. I maggiori esempi sono indicati nella lista sottostante.
- Il feet tease o feet play è il movimento dei piedi (con scarpe, calze autoreggenti, collant o nudi) con l'intento di stuzzicare sessualmente una persona, anche fingendo di essere ignara/o (e.g., leggere, giocare al telefono, scrivere al computer, dormire). Alcuni gesti tipici, talvolta dotati di un nome, sono: arricciare le piante (feet scrunching) anche in modo alternato, dondolare le dita (toe wiggling), allargare le dita (toe spreading), muovere le caviglie, massaggiare un piede contro l'altro o toccarsi i piedi e le caviglie. Il feet tease può essere svolto in qualunque posizione (e.g., da seduti, proni, supini, in piedi, sdraiati di lato, inginocchiati...).
- Lo shoeplay è lo stuzzicamento di una persona attraverso dei giochi sessuali con una o entrambe le scarpe. Il primo gesto è l'esibizione del tallone e l'arco plantare sfilandoli dalla scarpa (heelpopping); l'heelpopping può avvenire potenzialmente in qualunque posizione. Il secondo gesto è il dondolamento di una scarpa già sfilata alla maniera dell'heelpopping e tenuta in equilibrio con le dita dei piedi (shoe dangling).[78] Una terza pratica talvolta indicata come heelpopping è quella di arricciare il piede in una scarpa (foot scrunching) per fare emergere dalla scarpa una parte dell'arco plantare. Sia il feet tease che lo shoeplay possono culminare nello shoe removal, cioè la rimozione totale della scarpa (nel caso in cui il calzario sia uno stivale, viene talvolta detto debooting).
- Il foot massage è il massaggio piedi della/del partner, anche con olio profumato. In generale, anche tutte le pratiche dal massaggio in poi si possono effettuare mentre la/il partner è potenzialmente in qualunque posizione.
- Il tickling è il solleticamento dei piedi della/del partner[15] con le dita o oggetti (tipicamente spazzole, spazzolini da denti, pennelli per cipria, piume e denti di una forchetta).
- Il kissing è il bacio di qualunque parte dei piedi della/del partner, che possono anche essere coperti dalle calze di nylon o collant (indicati talvolta in italiano con il termine aulico "piedi velati").
- Il footface o foot on face è l'atto di poggiare la pianta del piede sulla faccia della/del partner.[79] Inoltre, con il piede si può muovere la faccia della/del partner a sinistra e a destra se la testa è poggiata su una superficie piatta come un letto.
- Lo sniffing è l'annusamento dei piedi della/del partner, che possono essere sudati.[15]
- Il footjob è la masturbazione effettuata con uno o entrambi i piedi della/del partner.[15]
- Il licking è l'atto di leccare i piedi della/del partner.[15] I piedi possono essere puliti, cosparsi di dolcificanti (e.g., miele, crema al cioccolato o panna montata) o sporchi.
- Il toe sucking è l'atto di succhiare le dita dei piedi della/del partner.
- Il deet feet (o deep foot) è l'atto di infilare tutte le dita del piede in bocca al partner (il nome è una variante di "deep-throat").
- Il deep heel è l'atto di infilare tutto il tallone in bocca al partner (anche questo nome è una variante di "deep-throat").
- Una variante del kissing, footface, licking e simili svolto come 69, per cui un partner adora i piedi dell'altro e viceversa nello stesso momento.

Tutte queste pratiche si possono svolgere in contesto di giochi di ruolo (roleplay sessuali), in cui per esempio la partner si traveste (e.g., da segretaria, professoressa, scolaretta, nobildonna con abito da sera, cameriera, principessa, cintura nera di karate, cosplay, poliziotta, ufficiale nazista delle SS, suora ecc.). 
Tutte queste pratiche si possono svolgere con più di un/una partner (e.g., praticare il kissing a due donne o farsi praticare il kissing da due persone), per cui si possono configurare come un ménage a trois in ambito feticistico o a sesso di gruppo. 
Alcune pratiche di feticismo del piede sono autoerotiche e paragonabili per analogia alla masturbazione se sono svolte da soli (e.g., baciarsi il piede da soli).

### Pratiche BDSM

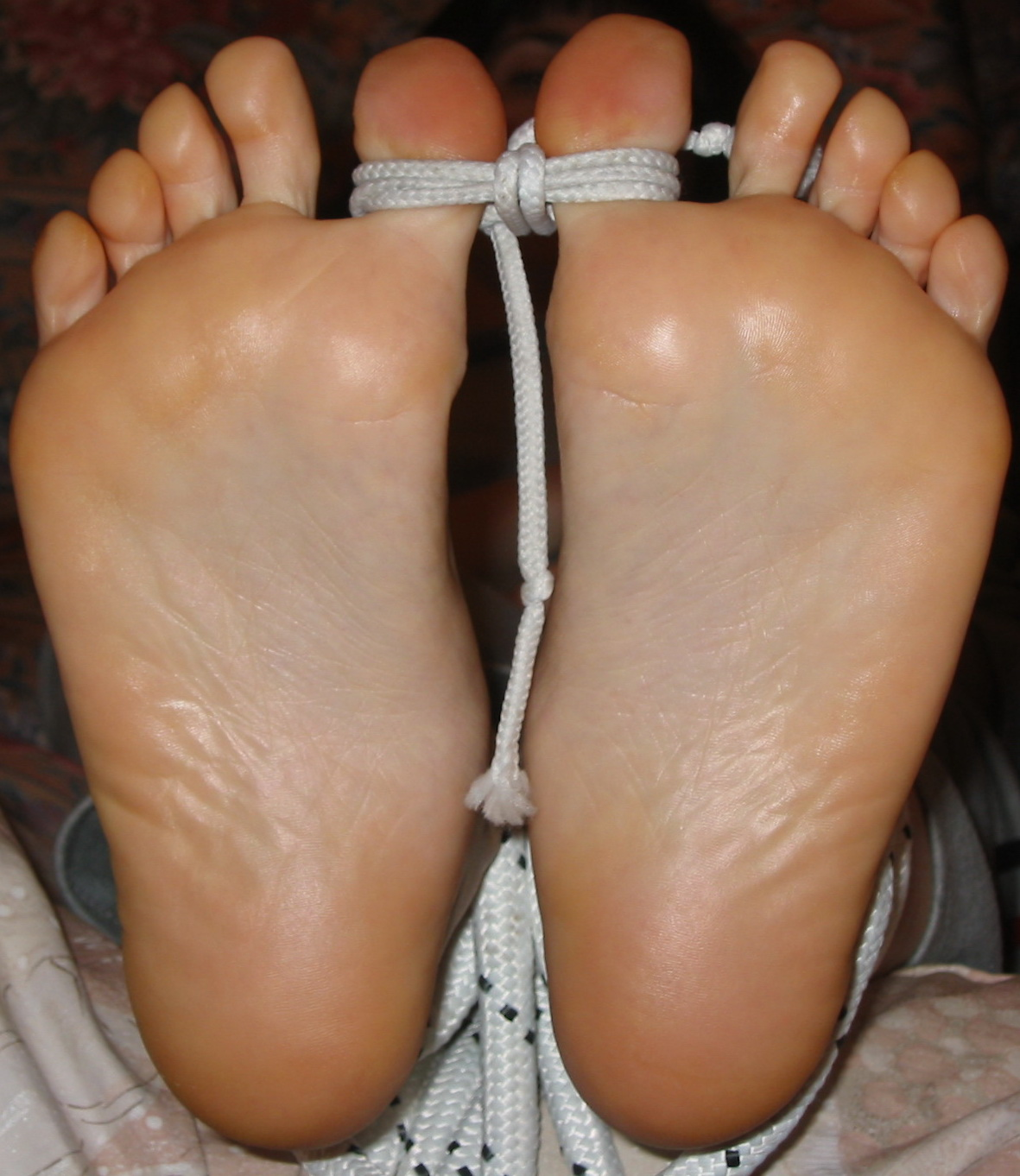
Piedi femminili legati nell’ambito del barefoot bondage

Qui sotto sono riportate le pratiche più umilianti, spesso collegate al sadismo, al masochismo e al BDSM.
- Lo human furniture o human footstool è l'atto di appoggiare i piedi sul corpo del/della partner (tipicamente schiena, gambe e petto) come se fosse un poggiapiedi o tavolino.[80]
- Il trampling o foot smothering, che consiste nel farsi calpestare dalla/dal proprio partner.[81] La pratica si può svolgere a piedi nudi o indossando calzature di qualunque tipo, incluse le scarpe con tacchi alti, gli stivali, le calze autoreggenti e i collant. Se il trampling si riferisce all'atto di stare in piedi sulla faccia del/della partner, si chiama talvolta face standing. Se invece si riferisce all'atto di premere il piede sulla gola per asfissiare il/la partner, si chiama foot choke.
- Il feeding from feet, che consiste nel mangiare afferrando il cibo direttamente dai piedi della/del proprio partner.[15]
- Il toejam eating, che consiste nel mangiare i residui che si accumulano tra le dita dei piedi della/del proprio partner.[15]

Inoltre, atti come il kissing, tickling, licking e simili possono essere svolti su un partner legato (alle mani, gambe e a volte anche ai piedi) e/o imbavagliato, per cui si si configurano come pratiche BDSM; anche il licking può essere fatto svolgere in modo forzato alla/al partner se si tiene per la testa o per i capelli.
Altre pratiche BDSM non hanno un nome e sono il prendere a schiaffi leggeri il partner con la pianta del piede, tappargli la bocca con il piede per impedirgli di parlare e tappargli il naso con le dita dei piedi.
Anche le pratiche BDSM si possono svolgere con più partner insieme, per cui si possono configurare come sesso di gruppo.

## Manifestazioni artistiche, culturali e sociali
L'erotizzazione (o "sessualizzazione") del piede ha varie manifestazioni artistiche, culturali e sociali lungo la Storia passata e presente; queste stesse sono anche tra le possibili cause del feticismo del piede.

### Antica Grecia

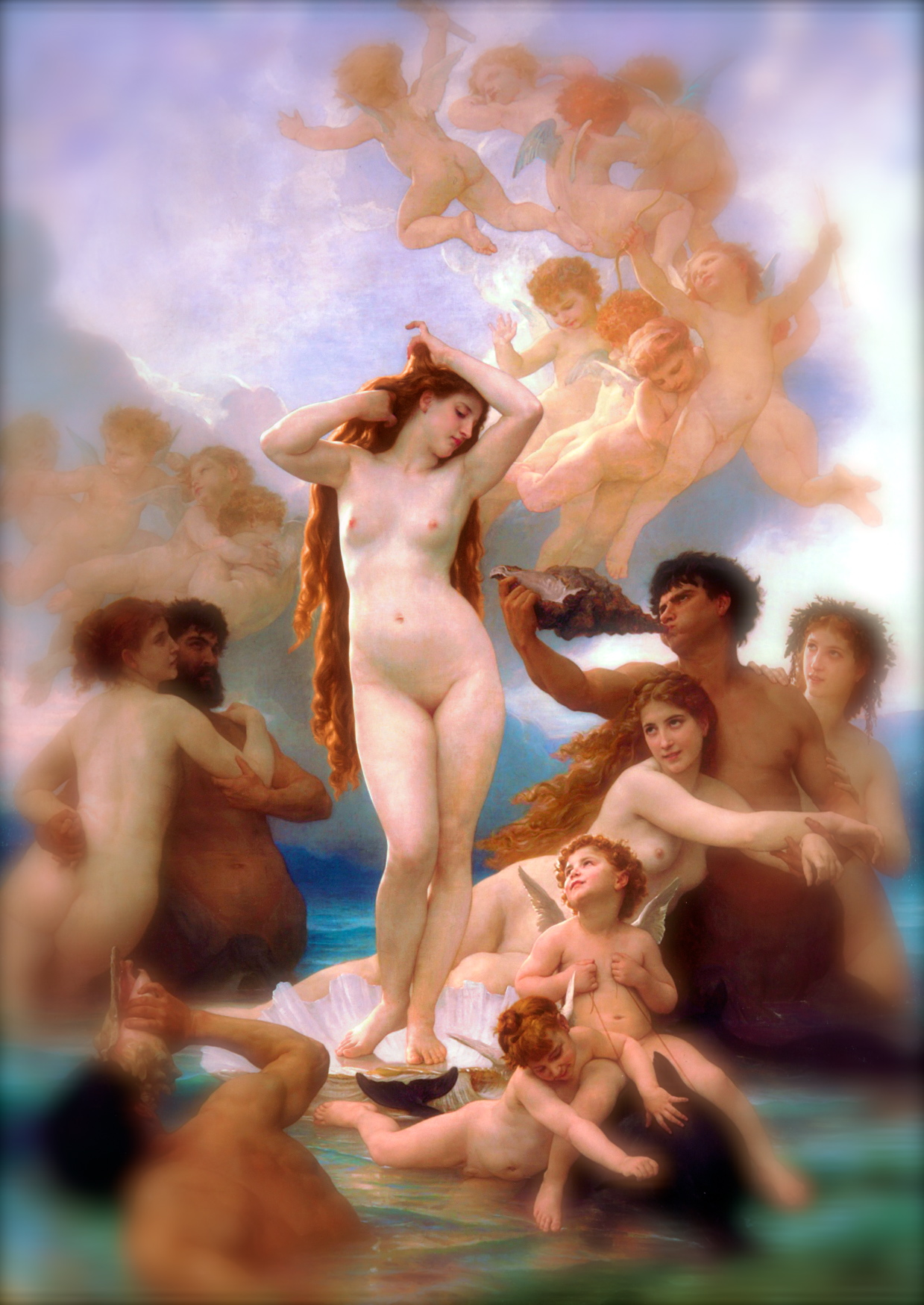
Una raffigurazione della nascita di Afrodite/Venere, la Dea della bellezza. Un dettaglio più volte citato nella letteratura greca antica è la nascita della dea con i piedi nudi

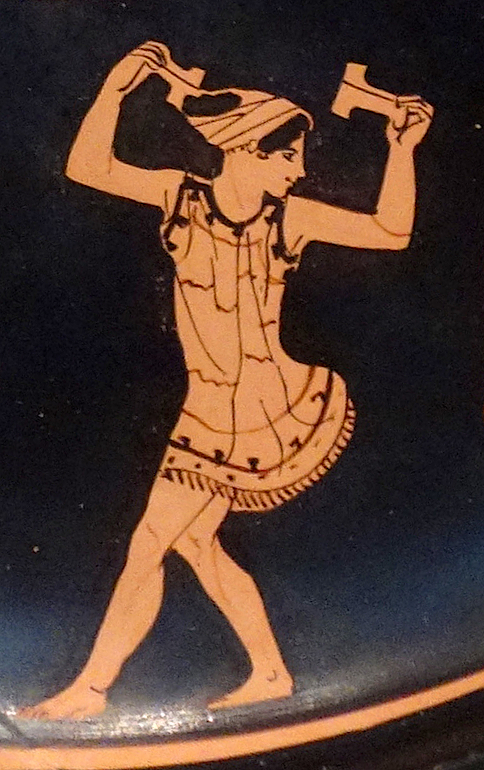
Una donna greca con gambe e piedi nudi su una coppa del V° secolo a.C. mentre danza e suona i crotala, un paio di nacchere greche. Nelle opere di svariati scrittori greci antichi, incluso Omero, le donne attraenti avevano le caviglie snelle

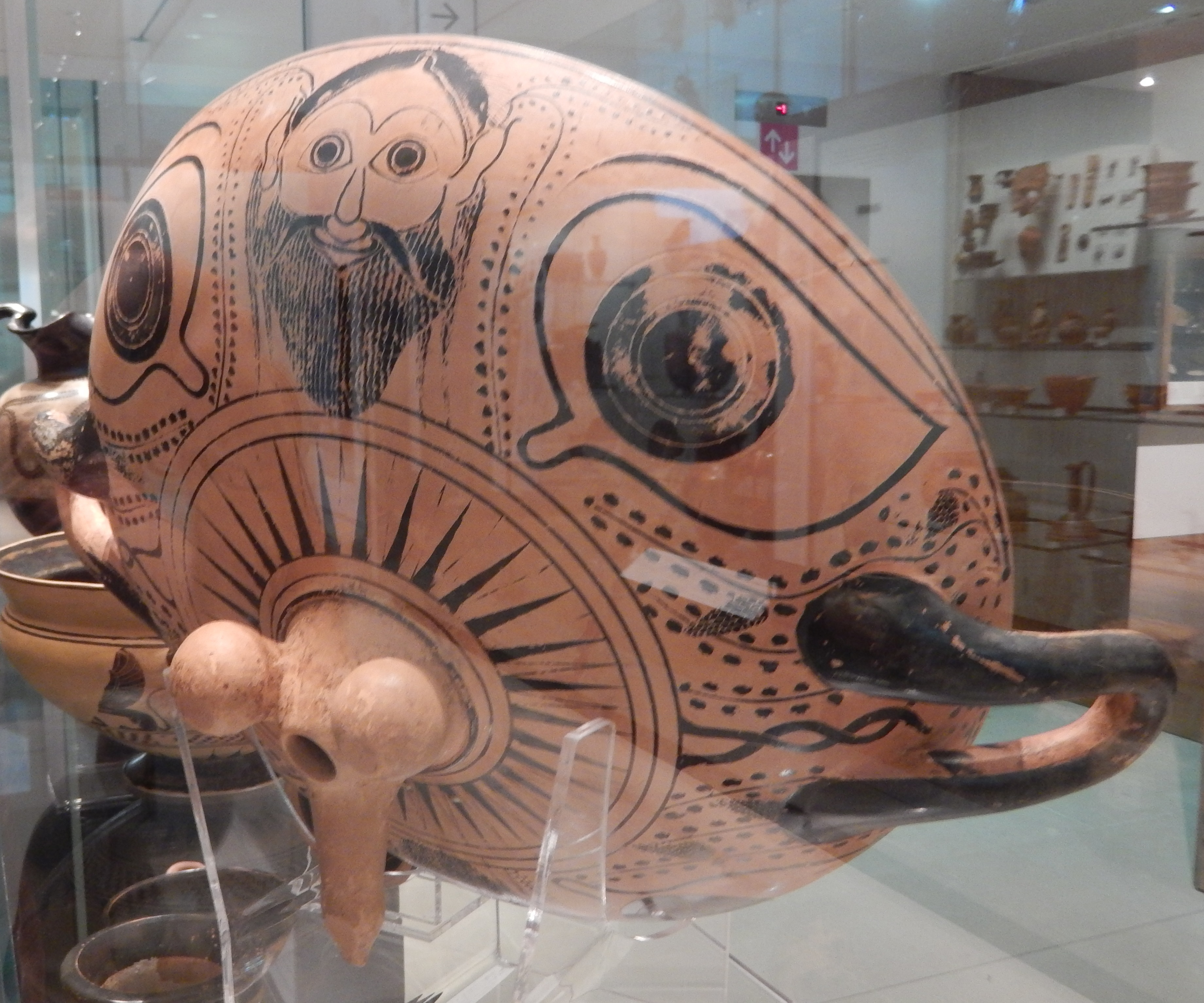
La coppa di Bomford, in cui il "piede" della coppa è sagomato come i genitali maschili

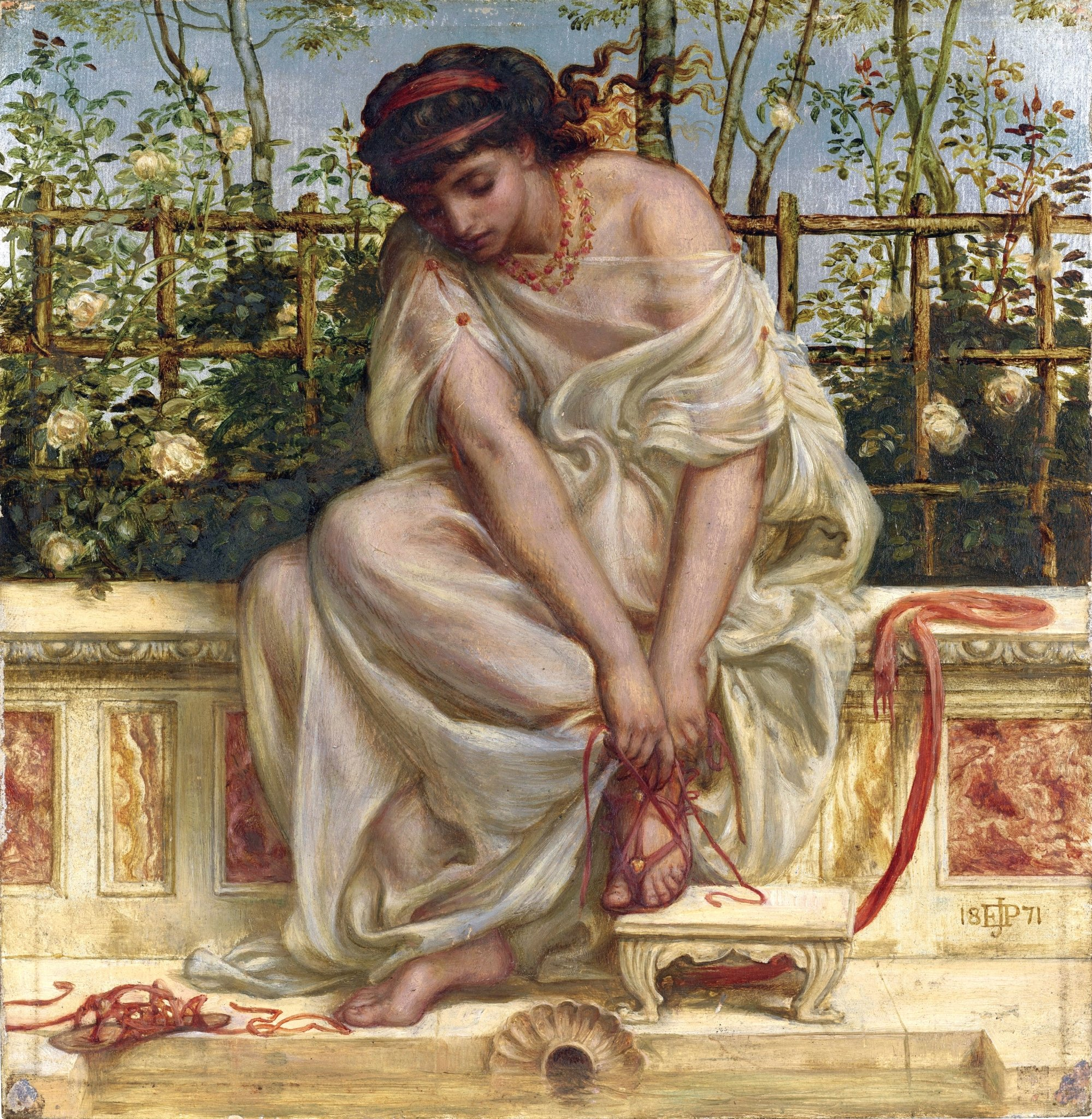
Un dipinto di Edward John Poynter in cui una donna dell'epoca classica si allaccia un sandalo. L'allacciamento dei sandali nel matrimonio ateniese era un gesto carico di erotismo

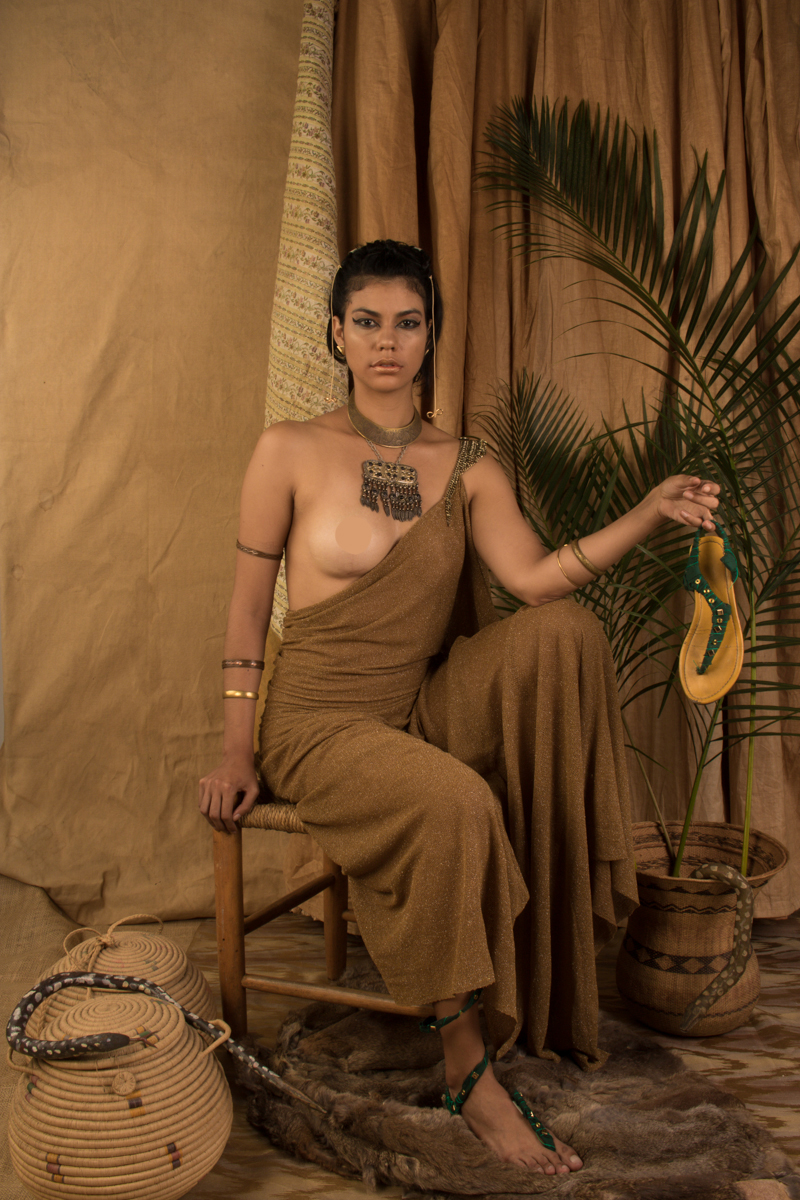
Una foto artistica di Gala Garrido di Rodòpi (la protagonista egizia della prima versione di Cenerentola) mentre mostra il proprio sandalo ritrovato

Nell'Antica Grecia, il piede era una parte del corpo carica di erotismo e veniva citato in numerosi generi letterari (epica, poesia lirica, poesia drammatica, lettere, epigrammi, mitologia e i primi trattati patristici/dei Padri della Chiesa) e anche nell'arte figurativa (illustrazioni su vasi e decorazioni). Per esempio, Saffo in un frammento dedicato a una donna di nome Anaktoria dice che la cosa più bella sulla Terra erano sono i piedi dei soldati e che desiderava ardentemente rivedere i passi adorabili di Anaktoria piuttosto che vedere gli uomini in battaglia. Nel frammento, le fantasie erotiche di Saffo si focalizzano sia sulla faccia di Anaktoria che sui suoi piedi. Nell'epica greca, le donne desiderabili erano descritte come "belle", "magre" o "dalle caviglie fini" (eùsphuros, in inglese fine ankles); Archiloco, un grande poeta lirico, aggiunse che una donna con le caviglie grosse era oggetto di ribrezzo. Alcuni riferimenti precisi a donne dalle caviglie fini sono presenti in un inno omerico (l'unione di Persefone con Ade), nel matrimonio di Climene descritto da Iapetus (Eogonia) e nell'unione di Ercole con Ebe descritta sia nell'Odissea che in un inno omerico. Sempre nell'Eogonia, viene detto che quando l'oceanide Idia si innamorò, partorì Medea "dalle caviglie adorabili" (lovely ankles). Nell'Iliade, Fenice (uno dei personaggi) parla di un altro personaggio, Marpessa, che aveva caviglie leggiadre (fair ankles) ed era talmente bella che fu rapita da Apollo. Sempre nell'Iliade, quando Zeus elenca le proprie amanti preferite alla moglie Era, include la madre di Perseo, "Danae dalle caviglie fini". Nell'Odissea, una donna di nome Ino "dalle belle caviglie" esprime dispiacere per Ulisse, che è appena naufragato. In un altro inno omerico, Leto e Leda sono descritte come due donne dalle belle caviglie. Esiodo, autore della Theogonia, descrive la nascita di Afrodite sottolineando come l'erba primaverile cresce suoi piedi ben proporzionati/ben fatti (shapely feet). Nello Scutum di Esiodo, Alcmena "dalle caviglie fini/leggiadre" era oggetto dei desideri di Anfitrione e Zeus. In altri casi, con un lessico diverso, le caviglie fini erano usate come epiteto onorifico, senza riferimenti all'erotismo e senza allusioni sessuali.
In una lettera di Alcifrone ai Parasiti, viene descritto un uomo lussurioso che desiderava baciare una donna durante una processione religiosa; dopo avere sentito questo desiderio, ha preferito trattenersi e limitarsi a seguirla per poter baciare le impronte dei suoi piedi sul terreno. In una lettera d'amore di Lucio Flavio Filostrato a un ragazzo, il poeta incita il ragazzo a togliersi i sandali e camminare a piedi nudi perché la polvere accetterà il sentiero che i suoi piedi battono come l'erba (un riferimento all'erba che cresce sotto i piedi di Afrodite, Dea della bellezza, e all'atto erotico di sfilarsi i sandali) e tutti potranno baciare le sue impronte dei piedi. La lettera di Filostrato si conclude con una serie di esclamazioni verso le impronte del ragazzo. In un'altra lettera d'amore di Filostrato stavolta indirizzata a una donna, si complimenta della bellezza dei suoi piedi, traccia un parallelismo con i piedi di Afrodite (nudi alla sua nascita) e la incita a restare senza calzari per permettere agli altri di baciarli. Anche in questa lettera desidera che la donna lasci le proprie impronte sul suolo per affascinare anche la terra. Nella terza e ultima lettera d'amore di Filostrato a un'altra donna, si complimenta con la donna della bellezza dei suoi piedi nudi; dopo avere descritto di nuovo i piedi nudi di Afrodite al momento della sua nascita, si lancia di nuovo in complimenti ai piedi nudi della donna e dice che sarebbe incantato e benedetto tre volte se i suoi piedi camminassero su di lui, quasi come se Filostrato desiderasse essere il terreno su cui la donna cammina (trampling).
La coppa di Bomford (Bomford Cup) sarebbe un esempio di arte greca antica con riferimenti velati al feticismo del piede: infatti la coppa ha il sostegno (che in greco antico veniva chiamato "piede") che ha la forma dei genitali maschili; inoltre, la parola in greco antico per dire "piede" (poùs) è simile a quella per dire "pene" (peos) e entrambe le parole erano usate per fare giochi di parole comuni. L'interno della coppa mostra un simposio con un giovane servo completamente nudo e uno dei due uomini sdraiato sul letto che si toglie una scarpa, dunque una serie di riferimenti erotici. Il gioco di parole piede-pene si ritrova nella "Medea" di Euripide e nella "Lisistrata" di Aristofane. Nell'arte figurativa greca, verso la fine del VI° secolo, le figure umane venivano rappresentate per la prima volta in visione frontale; tipicamente erano accovacciate e i piedi e genitali erano ritratti con dovizia.
In base agli studi di John Oakley e Rebecca Sinos, è stato osservato come i piedi nei matrimoni ateniesi avessero un grande peso. Un gesto preliminare al matrimonio ateniese era l'allacciamento dei sandali nuziali (nymphides). Questo gesto veniva rappresentato nell'arte e la figura che allacciava i sandali era Eros, il Dio dell'amore. Pertanto, è presente una connessione tra il piede e l'amore. Sempre in base ai frammenti di vasi con illustrazioni, è nota l'usanza di buttare una scarpa addosso a una neo-coppia di sposi prima della loro partenza per un viaggio. Il gesto ha varie interpretazioni, tra cui quella di un simbolismo della sessualità siccome la rimozione dei sandali è associata a Afrodite, la Dea della bellezza. Inoltre, il giorno dopo la prima notte di nozze, in cui il matrimonio era consumato per la prima volta, venivano portati dei doni agli sposi, tra cui le calzature per simbolizzare l'ingresso della sposa nella sfera simbolica di Afrodite. All'interno dell'intera cerimonia di matrimonio ateniese, svariati oggetti avevano un potere seduttivo (e.g., profumi, gioielli e cosmetici); i calzari sarebbero tra questi. Lo stesso Aristofane nella commedia "Le donne alle Tesmoforie" inserisce una scena che collega l'erotismo ai calzari femminili: in una scena, un personaggio di nome Euripide distrae un arciere con un'etera, cioè una donna accompagnatrice; per distrarlo, la fa camminare in modo sensuale, le toglie di dosso il vestito di fronte all'arciere e alla fine le dà dei comandi molto precisi per farsi rimuovere i sandali davanti all'arciere. Quest'ultimo gesto descritto è simile al rituale matrimoniale ateniese di allacciare i sandali nuziali, con la sola differenza che vengono rimossi (presunto simbolismo della sessualità). Dopo la rimozione dei sandali, l'arciere resta sedotto dall'etera e la bacia.
In una serie di graffiti sul monte Imetto, Merle K. Langdon ha trovato alcuni disegni di piante di piedi accostate ai genitali maschili e frasi erotiche. Nei graffiti vicini al ginnasio delle rovine dell'isola di Thera (oggi nota come Santorini), è presente una frase erotica pederastica ("Qui ti ha montato, dopo che ti ci ha condotto") con il disegno di due piante dei piedi e di un fallo; inoltre, le due piante dei piedi sembra che camminino sopra la frase: questa disposizione non è un caso siccome, in greco antico, il verbo "camminare" (bannein) significava anche "montare, avere un rapporto sessuale". Nelle rovine di Torico, è stato trovato un graffito che recita "Xares è una prostituta bella" (Xares pornos kalos) con accanto una pianta del piede; in un graffito eseguito un secolo più tardi vicino a questo, si nota la frase "Noto come un ano" (bòtiades no proktos): "proktos/ano" detto a una persona è un riferimento di scherno al fatto che è omosessuale e dunque è un riferimento alla sfera sessuale aggiunto accanto al graffito di una pianta del piede.
Infine, secondo il Paedagogus di Clemente di Alessandria (uno dei primi Padri della Chiesa) attesta che l'erotismo correlato ai piedi era ancora presente nel tardo classicismo greco: ad esempio, Clemente di Alessandria condanna l'usanza delle donne di indossare calzari con frasi erotiche incise sulle suole, per cui sul suolo venivano lasciate frasi erotiche contornate dalla forma del piede/calzario. Inoltre, condanna le donne che mostrano i propri piedi nudi, senza tuttavia condannare gran parte degli uomini. Nella sua opera, un intero capitolo è stato dedicato solo ai piedi e ai calzari. Un vaso greco che ha la forma di impronta di sandalo reca la scritta "Akolouthi" ("seguire"), per cui richiama l'usanza condannata da Clemente di Alessandria. Nelle rovine di Efeso, lungo una sua sezione (la "Via di marmo"), è incisa l'impronta di un piede accanto a un cuore; tuttavia, la credenza per cui questa impronta indicava la via per andare al bordello è errata.

### Antica Roma, Antico Egitto, cultura ebraica

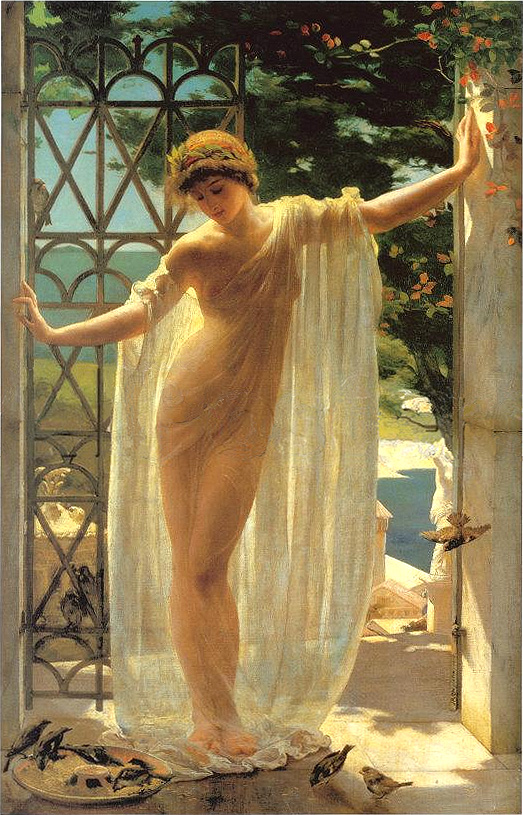
"Lesbia", di John Reinhard Weguelin (1878). In una sua poesia, Catullo indica in modo indiretto i piedi femminili piccoli come attraenti e loda la bellezza di Lesbia come imparagonabile

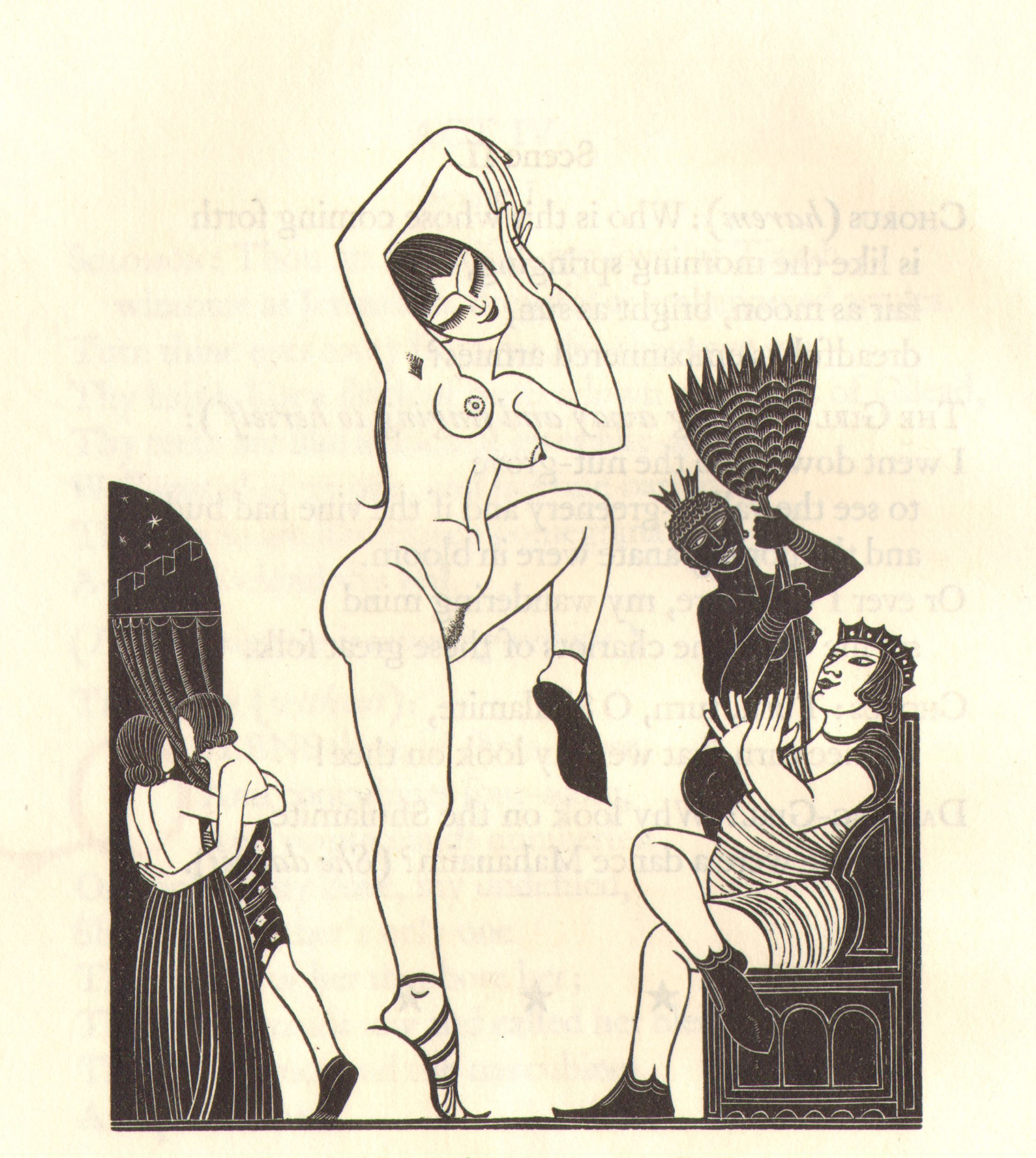
Un'illustrazione liberamente ispirata al Cantico dei cantici di Gill Song del 1925 che raffigura una ballerina vestita solo con un paio di sandali aperti mentre si esibisce di fronte a un sovrano, probabilmente Salomone

Nell'Antica Roma, il feticismo dei piedi era molto diffuso, per cui di base era presente una continuità tra il mondo greco classico e il mondo romano classico. Una rara testimonianza dell'attenzione data ai romani alla bellezza dei piedi femminili si trova nel carme 43 di Catullo: il carme rimprovera a una donna di non essere bella, elencando una serie di caratteristiche ritenute attraenti che la donna non ha. Tra le varie caratteristiche (e.g., naso piccolo, occhi neri, dita affusolate, modo di parlare elegante), la seconda a essere indicata è il "piede non bello" ("Salve, nec minimo puella naso, nec bello pede [...]", traducibile come "Salve, fanciulla né con il naso piccolo, né con il piede bello [...]").
Lo scrittore Henry Havelock Ellis, che è l'inventore del termine "feticismo" in ambito psico-sessuale, nel 5° volume di "Studi sulla psicologia del sesso" (1897), descrive quella che sostiene essere un'ossessione feticistica di Ovidio: infatti, tra i greci, etruschi e romani, le dee caste e vergini erano rappresentati con i piedi coperti; Ovidio dunque rappresentava le matrone caste vestite con una stola che copriva i piedi, ma le cortigiane e le ninfe erano sistematicamente rappresentate con vestiti che lasciavano i piedi scoperti.
Secondo le "Vite dei Cesari" di Svetonio, Lucio Vitellio il Vecchio era un amico fidato dell'imperatore Claudio e un alleato di Messalina, la moglie dell'imperatore Claudio, ricordata dagli storici dell'epoca come una donna dissoluta. Secondo lo storico, Vitellio adorava farsi porgere i piedi di Messalina per sfilarle i calzari. In più, si è conservato la sua scarpa destra, che indossava costantemente tra la sua toga e la sua tunica e che ogni tanto ricopriva di baci.
Negli Amores di Ovidio, nel 3° componimento del 3° libro, è presente un riferimento ai piedi piccoli di una donna citato da Restif de la Bretonne nelle note a fine libro di "Il piede di Fanchette". Inoltre, negli Amores sono presenti alcuni ulteriori riferimenti ai piedi femminili; ad esempio, nel 1° componimento del 1° libro, viene citato il personaggio allegorico dell'Elegia, una donna con un piede più lungo dell'altro; questo difetto le conferisce grazia. Non è chiaro se sia un gioco di parole tra "piede" metrico e "piede" anatomico. Lo stesso componimento si apre con un gioco di parole siccome, mentre Ovidio è intento a scrivere di epica con i versi tutti della stessa lunghezza, Cupido "gli sottrae un piede" per cui Ovidio scrive con versi di sei e cinque piedi e dunque per coppie di 11 piedi in totale.
In un episodio del Satyricon, attribuito a Petronio, il protagonista chiede a un'ancella di chiamare la sua padrona, una maga di nome Circe. Quando vede apparire Circe, la descrive come una donna estremamente attraente; oltre ai capelli e ad alcuni tratti del viso, cita esplicitamente la bellezza delle mani e dei piedi dalla pelle così candida "che il marmo di Paro avrebbe sfigurato al confronto".
Al tempo dell'Antico Egitto, è rintracciabile la prima versione della fiaba di Cenerentola, riportata nella "Geografia" di Strabone, composta tra il 14 d.C. e il 23 d.C. In questa versione, Rodòpi è una giovane nobile molto attraente di Naucrati che viene rapita dai pirati e resa schiava. Un giorno, quando si reca a un fiume, un'aquila le ruba uno dei suoi sandali e lo trasporta fino a farlo cadere in grembo al faraone Amhose a Menfi. Il faraone si innamora della bellezza del sandalo e ordina di cercare la proprietaria. Dunque, Rodopi viene liberata dai pirati e condotta a Menfi, dove si sposa con il faraone. La fiaba pone una forte enfasi sui piedi e sui sandali della protagonista.
Nella cultura ebraica, si trova una prima traccia dell'erotizzazione dei piedi nel Cantico dei cantici, una raccolta di poesie erotiche in 8 capitoli contenute nell'Antico Testamento e scritto da un autore anonimo nel IV° secolo a.C. Il libro fa parte dell'Antico Testamento siccome l'amore carnale tra un uomo e una donna anonimi nel libro (tradizionalmente identificati come Salomone e Sulammita) è interpretato come un'unione divina. Nel capitolo 7, un verso recita "Come sono belli i tuoi piedi nei sandali, figlia di principe!". Un altro gruppo di versi nel capitolo 5 recita "Mi sono tolta la veste; come indossarla di nuovo? Mi sono lavata i piedi; come sporcarli di nuovo?" dopo che la donna lascia entrare l'amato in casa sua per poi avere un rapporto sessuale; l'atto di non volersi rimettere la veste indica la volontà di avere un rapporto sessuale, mentre i piedi puliti sono citati esplicitamente e affiancati a questo verso già eroticamente carico con lo stesso significato.

### Antica Cina, Antico Giappone

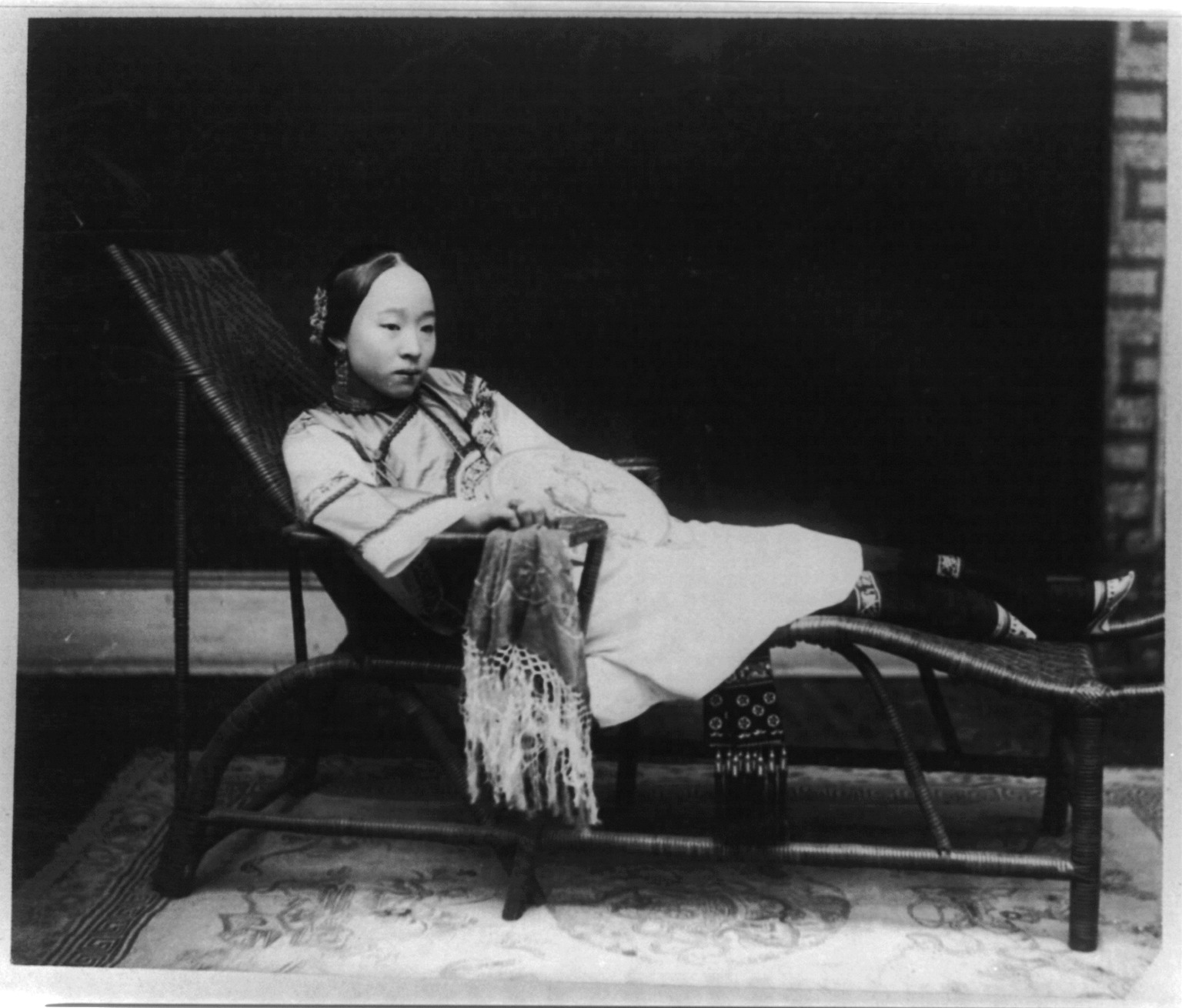
Una donna cinese con i piedi fasciati (piedi loto d'oro), considerati attraenti nella cultura cinese tradizionale

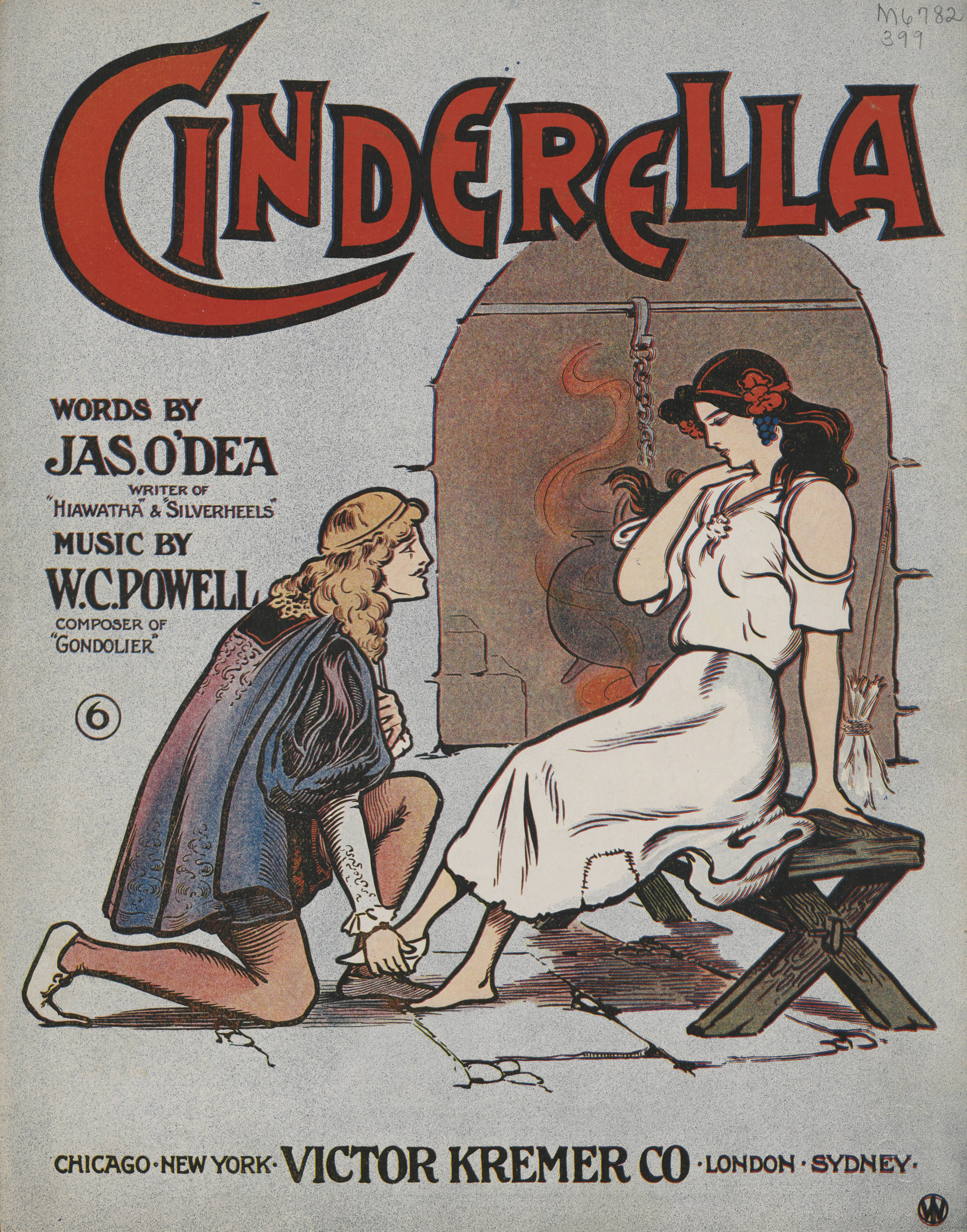
Un'illustrazione di Cenerentola. Le due versioni originali della fiaba sono una egizia e una cinese

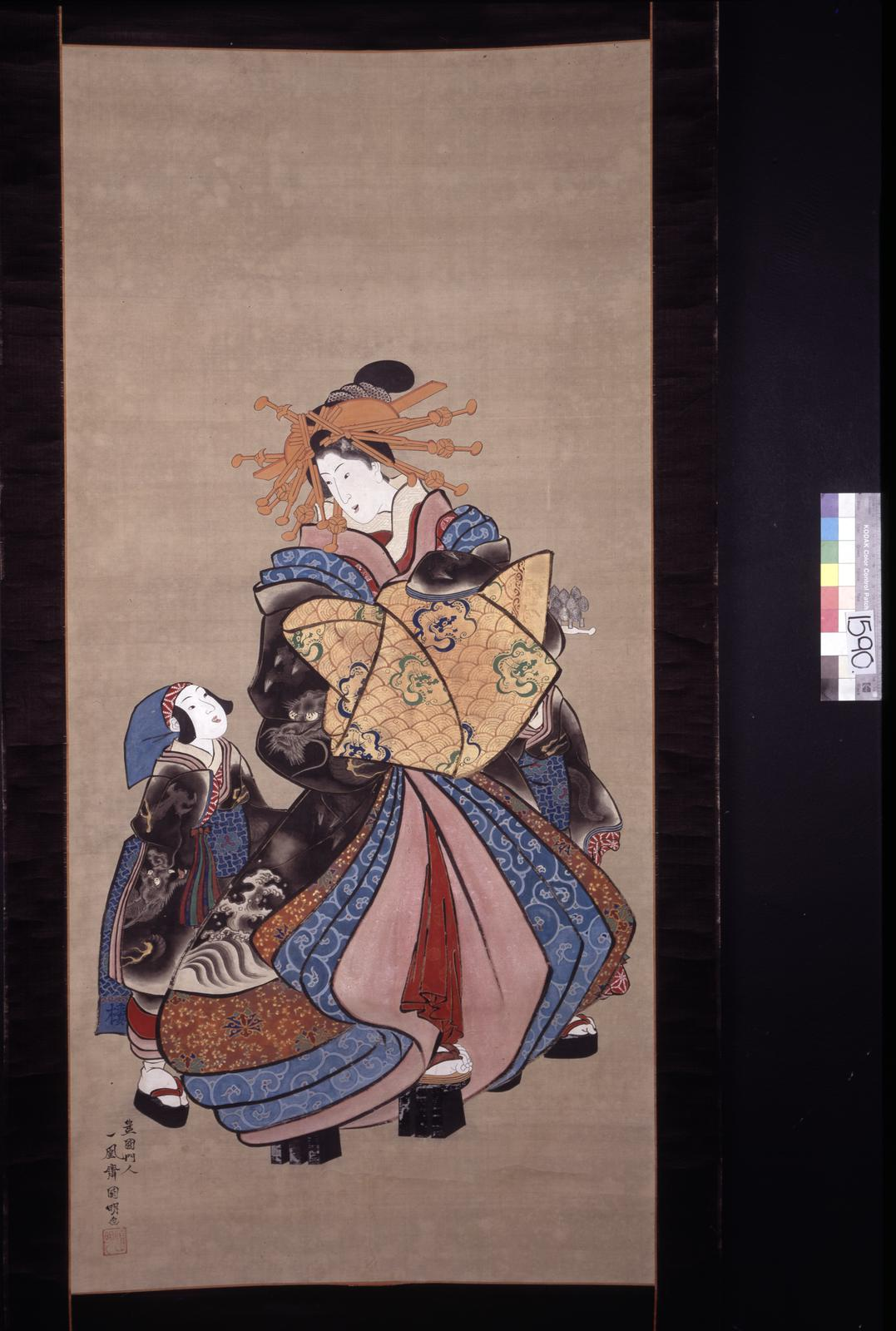
Una donna cinese insieme al suo paggio. Mentre il paggio indossa le calze con la punta divisa, la donna indossa gli zoccoli aperti senza calze. Una simile immagine ha colpito molto Li Bai in una sua poesia.

Nella Cina imperiale, il piede era erotizzato; in particolare, era apprezzato se di dimensioni molto piccole. Lo stesso corpo femminile era apprezzato se magro e fragile, secondo l'ideale confuciano. Questa tendenza sarebbe alla base dell'usanza di fasciare i piedi alle donne (缠足 chanzu) fin da bambine in modo da deformare le ossa del dorso durante la crescita e renderli più piccoli. La pratica, molto dolorosa, portava le donne a potersi muovere con difficoltà siccome i piedi erano deformati e grossi in media 18 centimetri. Le prime tracce di questa usanza risalgono alla dinastia Song, cioè al tardo Rinascimento cinese (907-1279), e non alterava in modo vistoso e drammatico le ossa. L'usanza si è poi diffusa dalle donne d'élite a gran parte della popolazione durante il periodo Qing, cioè l'ultima dinastia imperiale, ed è stata praticata in modo pesante, fino a deformare le ossa. Le donne con i piedi non fasciati e dunque di taglia normale venivano considerate mascoline, adatte al lavoro manuale e meno attraenti. Dopo la fondazione della Repubblica Popolare Cinese (1949) è stata vietata.
Nella Cina meridionale è presente un'altra delle prime versioni della favola di Cenerentola, che pone un forte focus sui piedi femminili e sulle scarpe. La fiaba di Ye Xian (pronuncia: iè scièn) è attestata per la prima volta su un'opera del tardo periodo Tang (618-907), dunque del Rinascimento cinese, lo Youyang zazu 酉阳杂俎 di Duan Chengshi (段成式). Secondo la fiaba, la giovane Ye Xian (叶限), vissuta nella Cina pre-imperiale, era una fanciulla che veniva maltrattata dalla matrigna e veniva inviata a raccogliere l'acqua da pozzi profondi e pericolosi. Un giorno, Ye Xian trova nel pozzo un pesce magico che porta nello stagno dietro casa. Quando la matrigna scopre il pesce, lo uccide e nasconde la lisca enorme sotto il letame. Ye Xian, triste perché la matrigna ha ucciso il pesce, incontra un uomo "sceso dal cielo" che la conforta e le dice che può rivolgere delle preghiere alla lisca del pesce, nascosta sotto il letame: le sue preghiere verranno esaudite. Ye Xian, dopo avere rivolto le prime preghiere alla lisca, ottiene del cibo, un abito di seta e un paio di scarpette dorate. Adornata in tale modo, decide di andare ad una festa. Tuttavia, alla festa incontra accidentalmente la matrigna, che quasi la riconosce. Ye Xian, per non essere riconosciuta, fugge dalla festa e, nella fuga, perde una scarpetta dorata. La scarpetta finì nelle mani di un re, che provò a farla indossare a tutte le donne del regno, ma nessuna donna aveva i piedi abbastanza piccoli da riuscire a calzarla. Pertanto, il re fece perquisire tutte le case del regno, finché nella casa di Ye Xian non trovarono l'altra scarpetta. Il re dunque sposò Ye Xian e fece lapidare la matrigna.
Secondo lo psicanalista e filosofo Bruno Bettelheim, le dimensioni piccole dei piedi di Ye Xian sono segno di bellezza che è impareggiabile siccome tutte le donne del regno non hanno piedi così piccoli. Inoltre, aggiunge che i lettori moderni non collegano la dimensione molto piccola dei piedi della protagonista all'attrattiva sessuale e alla bellezza; viceversa, i cinesi svolgevano quest'associazione proprio a causa della pratica delle fasciature dei piedi e dell'ideale confuciano di bellezza femminile.
In 《越女词》, una poesia di Li Bai (uno dei più grandi poeti di tutta la letteratura cinese), il poeta scrive 长干吴儿女，眉目艳新月。屐上足如霜，不著鸦头袜。Nella poesia, Li Bai spiega di essere stato a Wu (吴), uno stato nel Sud della Cina antica corrispondente grossomodo all'odierna Shanghai; lì è rimasto profondamente impressionato dalla bellezza delle donne del posto e dalla moda femminile locale, al punto da annotare questa impressione in una poesia. Nel primo verso, dice che le donne di Wu (dove si trova Changgan, 长干) hanno gli occhi e sopracciglia come il novilunio, uno dei migliori complimenti alla bellezza femminile di Li Bai. Dopodiché, Li Bai aveva notato che, mentre nel resto della Cina le donne indossavano le calze con la punta divisa (split-toe socks, 鸦头袜), nello Stato di Wu le donne non indossavano calze, per cui gli zoccoli (屐) mostravano i piedi nudi "come la brina" (霜), cioè dalla pelle di un candore enorme. Nella quarta e ultima stanza, il poeta cita in particolare una donna con i piedi affascinanti che viene da Chenyang (东阳). Un editoriale su iFeng ha dunque proposto la tesi che l’attenzione di Li Bai a questi dettagli possa derivare da un feticismo del piede. Nell’editoriale, "feticismo del piede" viene tradotto come "恋足癖" invece del più neutro "恋足" e del sinonimo altrettanto neutro "恋脚": il suffisso "癖" sia nel radicale Kangxi che nel significato complessivo indica un uomo sdraiato su un letto e la "malattia", per cui la sfumatura di significato non è neutra ma negativa.
Un altro articolo su questa poesia di Li Bai sostiene che altri letterati nella Storia della letteratura cinese antica e moderna fossero feticisti del piede. Vengono citati in particolare il poeta del periodo Qing Yuan Mei (袁枚), il poeta del tardo periodo Ming Li Yu (李渔), lo scrittore Jin Yong (金庸) e il poeta taiwanese Bo Yang (柏杨).
Anche nel Giappone antico le donne si fasciavano i piedi, riprendendo dunque l'usanza cinese. Tuttavia, la pratica delle fasciature dei piedi in Giappone era meno praticata ed è sempre rimasta molto leggera e meno estrema di quella cinese durante il periodo Qing. Già nel periodo Heian (794-1185) i piedi femminili piccoli, snelli e delicati erano associati a eleganza e raffinatezza aristocratica; in generale, nella cultura giapponese tradizionale erano anche simboli di femminilità, attrattività e status sociale. Nel Giappone tradizionale, i due sandali di legno (i geta di legno e gli zori di paglia o tessuto) avevano una base elevata che accentuava la forma e la grandezza dei piedi, una certa postura dei piedi e un'andatura graziosa; una simile elevazione oggi si trova, ad esempio, nelle scarpe con i tacchi. Le donne giapponesi, alla pari di gran parte di quelle cinesi, indossava le calze con la punta divisa (le tabi). L'uso delle fasciature ai piedi in Giappone è poi stato abbandonato durante la modernizzazione del Giappone, iniziata durante l'era Meiji (1868) e la fine dello shogunato. Nonostante il cambiamento culturale, il piede femminile piccolo rimane ancora nella memoria collettiva come segno tradizionale di femminilità ed è spesso romanticizzato nella letteratura, arte e mass media. Non ci sono tracce dell'usanza della fasciatura dei piedi in Vietnam e Corea.

### India tradizionale e moderna

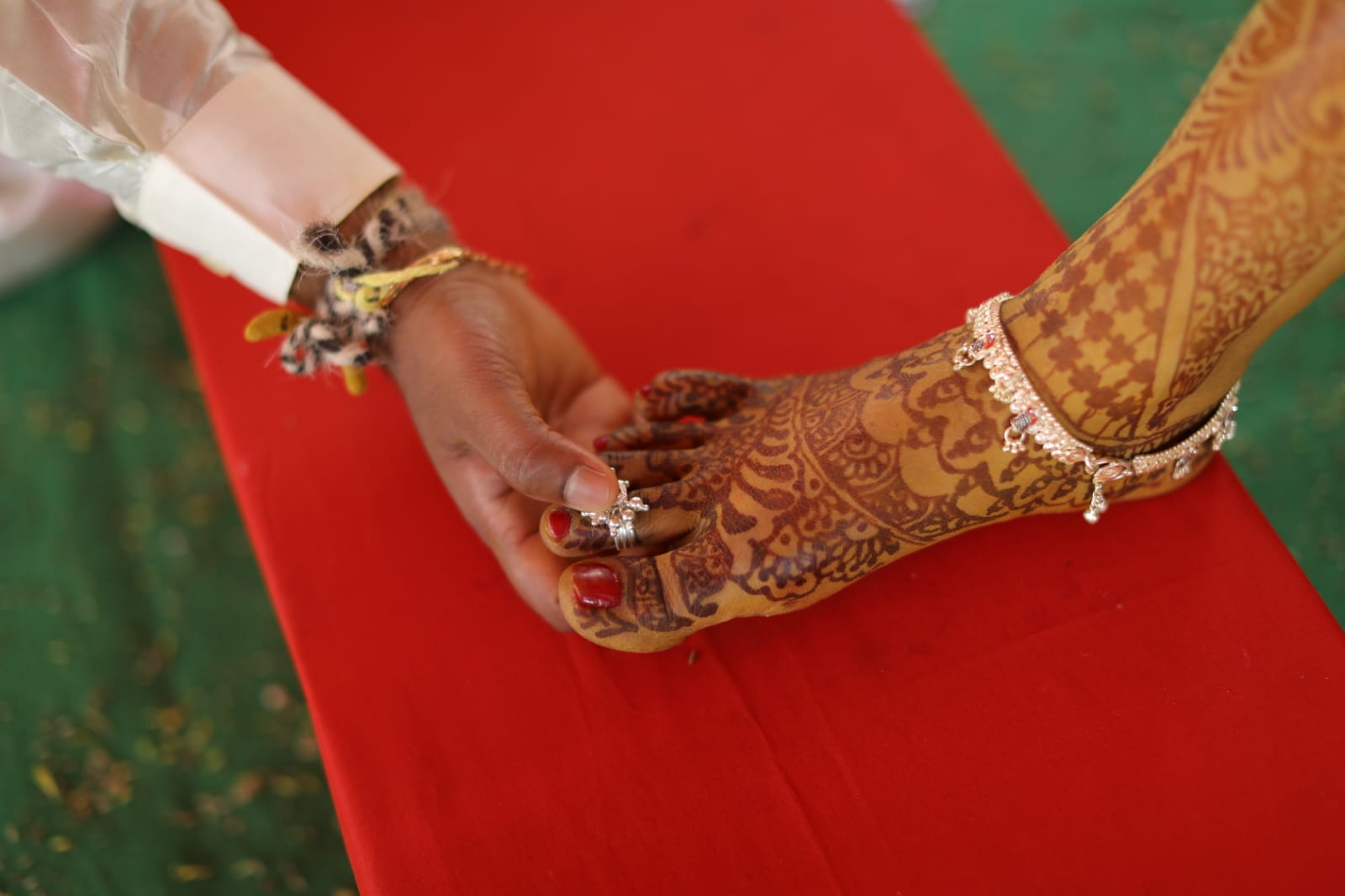
Il piede di una donna indiana sposata decorato con l'henné, un tatuaggio decorativo spesso applicato ai piedi e caviglie. Il marito, ai piedi della sposa, le mette intorno a un dito il bichhiya o metti (l'anello da piede) come simbolo tradizionale del matrimonio. Infine, è possibile notare anche una cavigliera decorativa

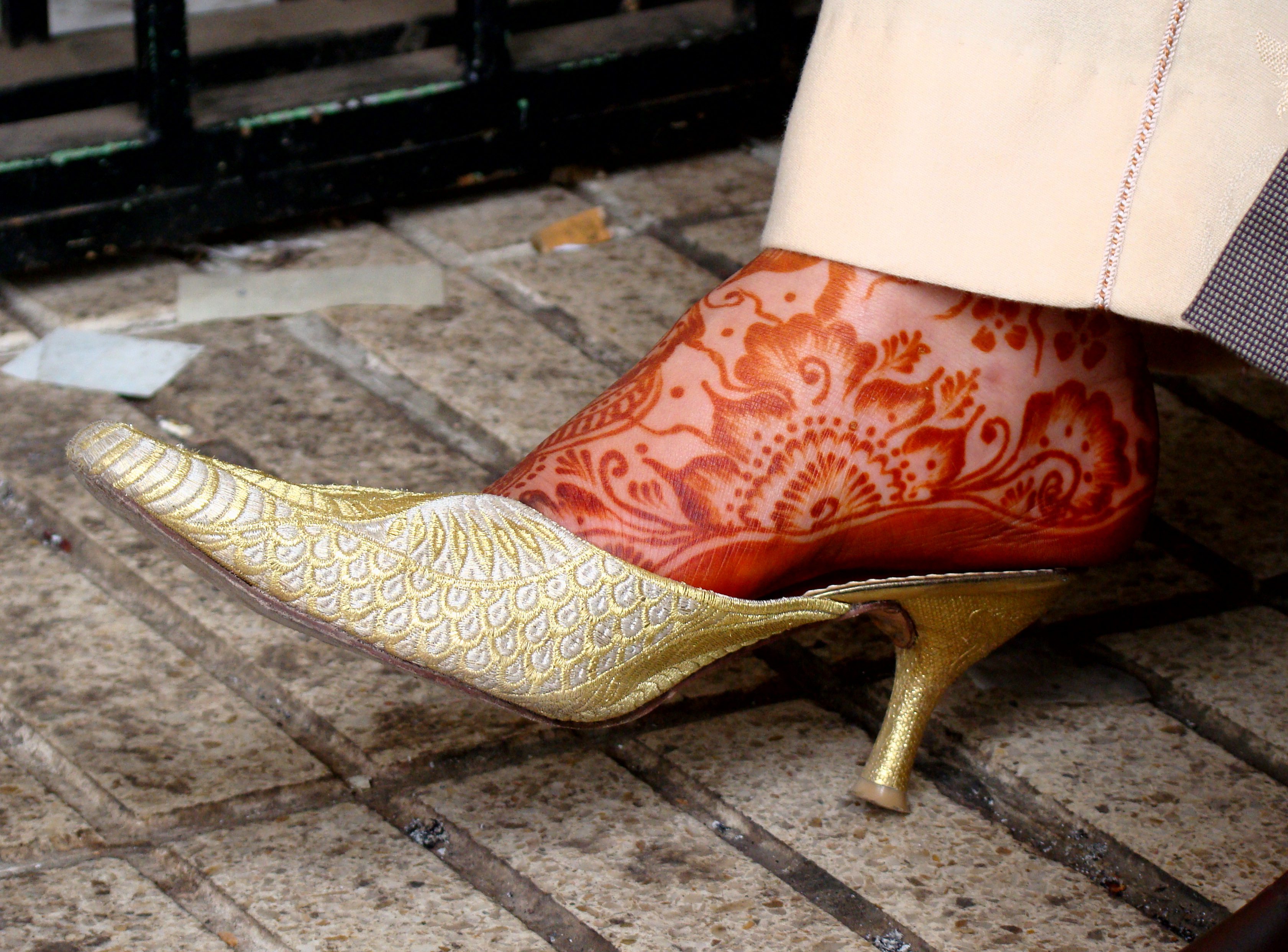
Un esempio di utilizzo dell'henné in Marocco

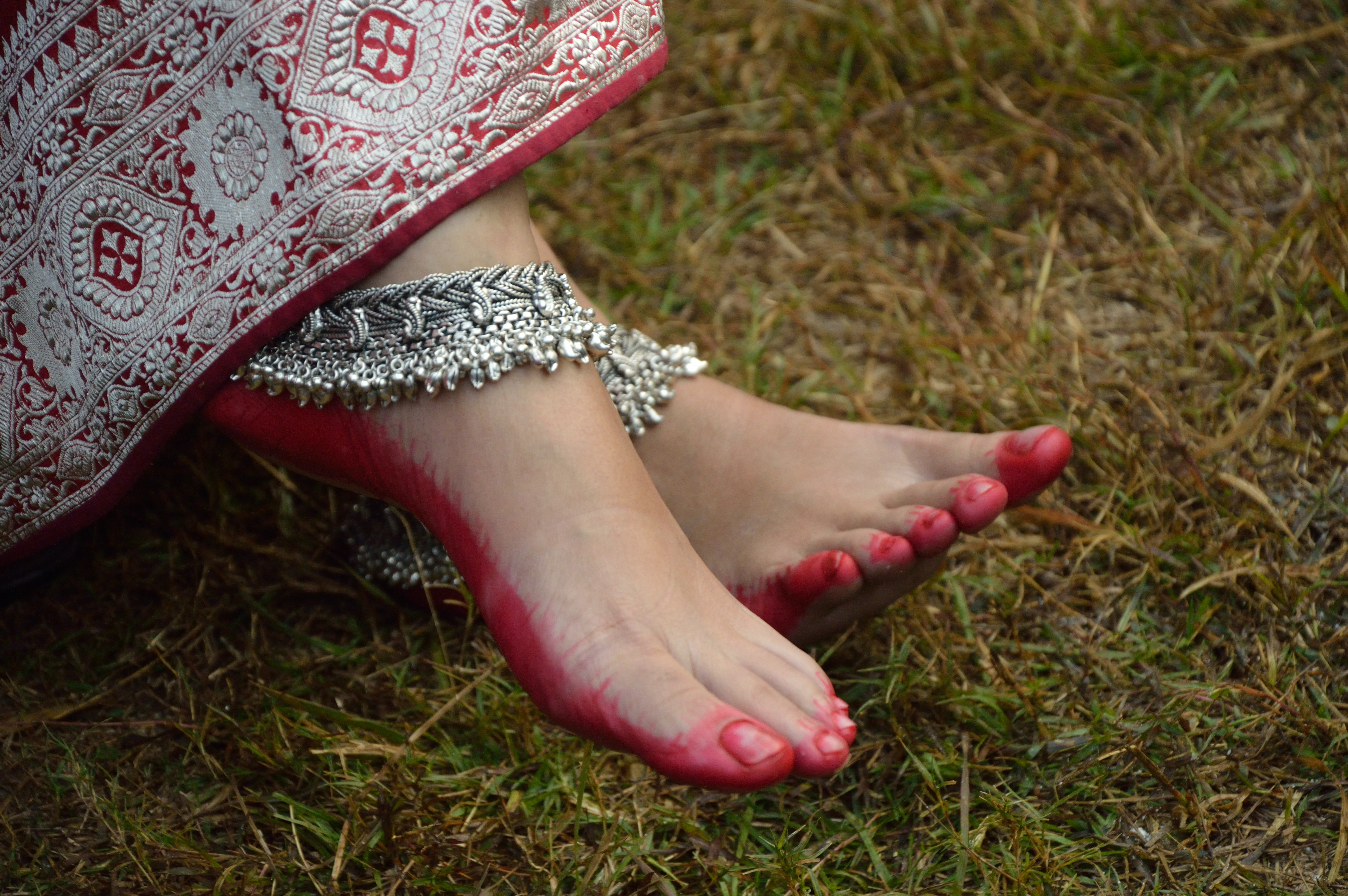
Piedi femminili con una cavigliera argentea e colorati di alta, una lacca rossa usata tipicamente nei matrimoni. I piedi rossi di alta sono citati spesso nella letteratura erotica sanscrita

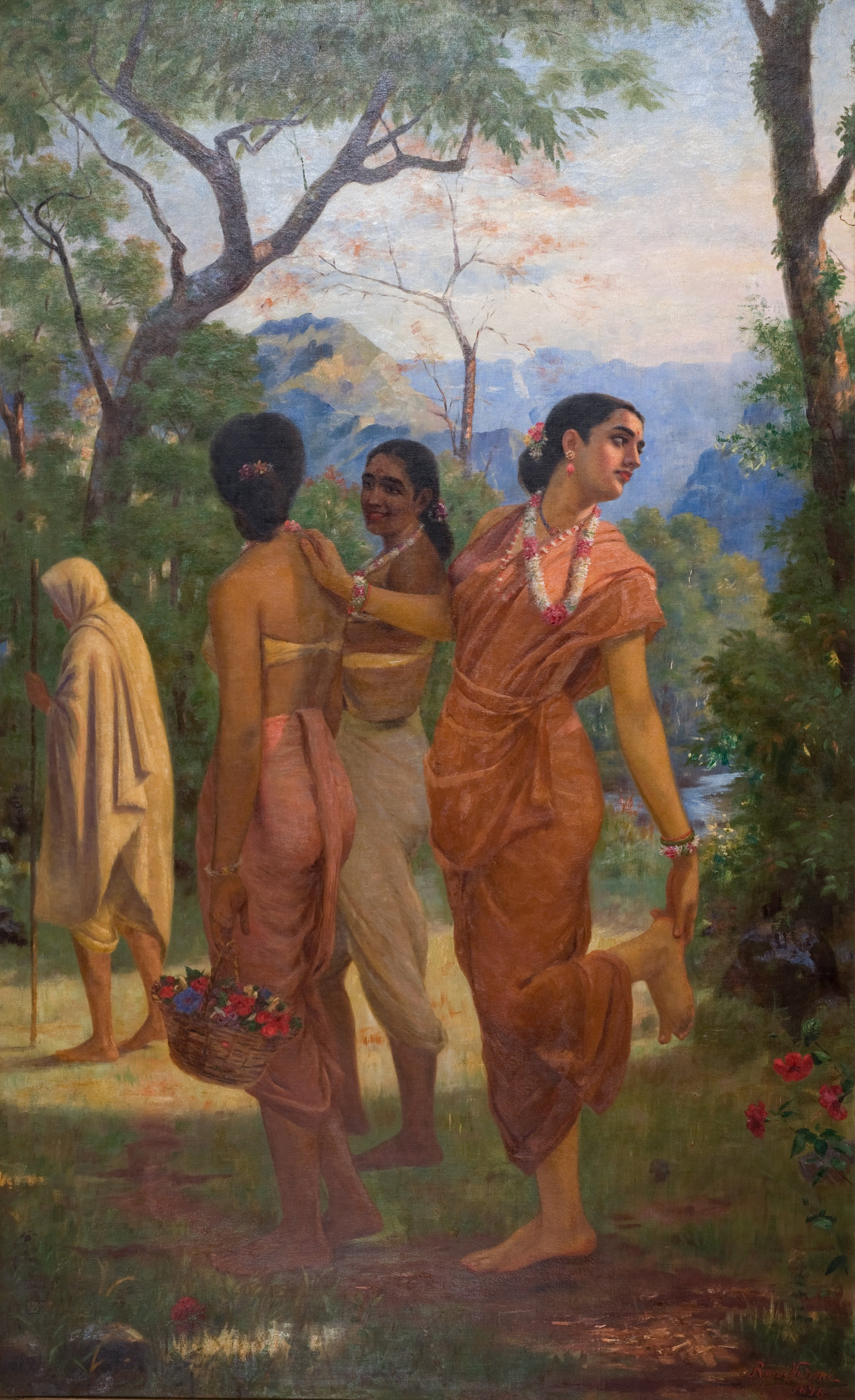
Shakuntala mentre fa finta di togliersi una spina dal piede per guardare furtivamente il suo amante. L'omonima opera teatrale di Kalidasa contiene alcuni riferimenti ai piedi femminili

Il Dio Krishna inginocchiato mentre massaggia il piede della Dea dell'amore e della devozione Radha, la consorte a cui è legato profondamente; Radha inoltre indossa una cavigliera dalla forma sinuosa. Questo è un topos figurativo diffuso nelle rappresentazioni di Krishna e Radha e si ritrova nel Gita Govinda di Jayadeva

Nell'India, Pakistan, Bangladesh, Nepal, Sri Lanka e anche in zone del Nordafrica come il Marocco si usa l'henné (o henna), un pigmento di origine vegetale che si applica come decorazione alle mani (inclusi i polsi e avambracci) e ai piedi nudi o in scarpe aperte (inclusa la caviglia). Nei matrimoni in India, viene tradizionalmente esibito dalla sposa. Quest'ultima inoltre si fa infilare sul secondo dito del piede un anello da piede che funge da analogo dell'anello nuzionale. La moda inoltre comprende l'uso di cavigliere.
L'India, secondo un saggio di Sushil Kumar De, ha un ricco patrimonio di letteratura erotica in sanscrito, a cui si affiancano i trattati di erotismo (Kama Shastra, che includono anche il Kama Sutra). Una ricerca su questi trattati può individuare eventuali riferimenti all'erotismo dei piedi femminili e a pratiche di stimolazione dei piedi. Ad esempio, nel Kama Sutra di Vatsyayana, il trattato più famoso di questo genere, è un'opera ricca di contenuti disparati tra cui delle sezioni nel capitolo 13 in cui vengono spiegate le tecniche per baciare la partner e baciare altre parti del corpo, tra cui le mani e i piedi. L'edizione in questione è quella con la traduzione di B. N. Basu rivisitata (1952).
Nel Naishadha Charita, un poema in versi in sanscrito, nel sarga 7 (cioè il capitolo 7) ai versi 97-105 il sovrano Nala descrive le caviglie, i piedi, le dita dei piedi e le unghie dei piedi di Damayanti, la co-protagonista dell'opera e la donna amata da Nala.
In un episodio dell'Abhijñānaśākuntalam di Kalidasa (1° atto) ritratto anche in pittura, Shakùntala mentre è con un gruppo di amiche fa finta di togliersi una spina dal piede per lanciare uno sguardo furtivo al suo amante, il re Dushyanta. Inoltre, nel 3° atto, il re Dushyanta prima di nascondersi tra dei cespugli per aspettare Shakuntala, guarda il terreno e descrive un'impronta del piede della fanciulla, che ha le dita appena accennate e il tallone profondo e chiaramente delineato. Dopodiché, quando incontra Shakuntala, le propone di mettere i suoi "piedi come il loto" (lily feet) sul suo ginocchio per offrirle un massaggio rilassante.
In generale, nella poesia in sanscrito, un topos letterario comune nella descrizione delle donne è la bellezza dei piedi, "belli come il loto" (raramente, il loto è riferito alla faccia e agli occhi); altri tre topoi comuni sono il tintinnio delle cavigliere, l'andatura graziosa e languida e le decorazioni dei sandali. Un altro topos comune è la fioritura degli alberi ashoka (Saraca asoca) al tocco dei piedi della donna, mentre un altro topos è l'innamorato o il marito che letteralmente si getta ai piedi della propria donna amata in atteggiamento di supplica, pentimento o penitenza quando quest'ultima lo ignora o è arrabbiata. In particolare, una delle 700 stanze di versi dell'Hala Satavahana, una raccolta di poesie di autori probabilmente antecedenti a Kalidasa, un giovane attratto da una ragazza cerca di interagire con lei fingendo di chiederle con insistenza delle indicazioni finché la ragazza, che lo ignora, non si arrabbia. Dopo avere visto che si è arrabbiata, si getta ai suoi piedi e la testa va a toccare la sua cavigliera, per cui delle ciocche si impigliano nella cavigliera. La ragazza, non più arrabbiata e con gesti teneri, libera i capelli dalla cavigliera. In un'altra poesia, il poeta si dichiara sorpreso di trovare una donna attraente con il tilaka sulla fronte (un cerchio decorativo dipinto tra le sopracciglia) ma che non indossa segni convenzionali di bellezza come le cavigliere ai piedi. Il tilaka della donna viene descritto come "un marchio che sorpassa tutti gli altri" e "il sigillo di approvazione del Dio-Amore" di cui, secondo un altro componimento, le persone venerano i piedi. Anche il Kama Sutra, nel capitolo 7, cita l'immagine dell'uomo che cade ai piedi di una donna perché la implora di ricevere un bacio.
Nel canto III° del Kumarasambhava di Kalidasa viene descritta l'immagine di un albero di ashoka che fiorisce precocemente, senza il bisogno di essere toccato "da piedi adornati di cavigliere". Nel canto I°, viene descritto come i piedi di un personaggio femminile lasciano sul terreno la bellezza del loto "nella forma della radianza del suo alluce e delle sue unghie" (in the shape of the radiance of her raised great toe and nails). I cigni reali l'avevano istruita su come camminare in modo grazioso perché desiderosi di imparare la "musica" che la donna produceva con le proprie cavigliere. vedendo il modo grazioso in cui camminava.
Nel Muka Panchashati, un'opera di Muka Kavi, sono descritti i "piedi come il loto" della dea Kamakshi, che il poeta stesso venerava. Inoltre, nella prima stanza di cinque (ogni stanza è pari a 100 versi), cita la goia divina di venerare i piedi della dea. Sempre nella stessa stanza, il poeta osserva la dea mentre cammina lungo le banchine del fiume Kampa, ne cita la bella camminata languida dei suoi piedi (soft pretty walk by her feet) oltre al altre caratteristiche fisiche e ne resta estasiato dalla gioia. In un altro punto dell'opera, cita esplicitamente la venerazione dei piedi di Kamakshi.
Nel Kadambari di Banabhatta, all'inizio dell'opera viene descritta una giovane cortigiana osservata da Śūdraka; parte della descrizione si focalizza sui suoi "piedi come il loto", rossi per la tintura, con le cavigliere e le unghie che emettono una luce che sfiora le dita dei piedi. In molti altri punti, cita i piedi venerati di divinità. In un altro punto della storia, un principe vittorioso si reca in una città e, al suo arrivo, i palazzi si riempiono di donne dai piedi come il loto. In molti altri punti, cita in modo particolareggiato le impronte dei piedi femminili che, essendo tinti di una lacca rossa, lasciano segni rossi per terra. In un altro punto della storia, un personaggio incontra il capo di un harem accompagnato da una donna descritta in vari particolari fisici, tra cui i piedi con le cavigliere tintinnanti e tempestate di gemme (jingling begemmed anklets), e paragonata a una piscina con fiori di loto circondata da oche schiamazzanti (cackling geese). Anche nel Kadambari è presente l'immagine dell'uomo che cade ai piedi di una donna, narrata ad esempio dalla serva Taralikā a una principessa durante un dialogo; è anche presente l'immagine contraria, per cui donne disperate si buttano ai piedi dei loro uomini. In una scena, il protagonista vede Kadambari su un divano attorniata da giovani serve incantate dalla sua bellezza; la sua descrizione fisica si focalizza sui piedi: i suoi piedi sembravano formare un fiume di coralli liquidi (a river of liquid coral) siccome avevano le unghie come gioielli e che sembravano un gruppo di stelle venute sulla Terra; le sue dita dei piedi sembravano emanare "un flusso costante di raggi rossi" e la "cascata della sua amorevolezza" (the cascades of her loveliness) erano arrossate dalla lacca liquida (un probabile riferimento al pigmento rosso applicato sulle piante dei piedi) e dai raggi di lucentezza emanati dai gioielli delle cavigliere; questi raggi rosso sangue le accarezzavano i lombi e arrivavano quasi a sostenerle le cosce. In molti punti dell'opera, vengono citate cavigliere tintinnanti e ingioiellate.
Nel Vikramorvasī, un dramma teatrale scritto da Kalidasa da giovane, viene citata per due volte l'immagine di un uomo che riconosce la presenza della propria donna desiderata dal tintinnio delle cavigliere; inoltre contiene anch'esso l'immagine di un uomo che cade ai piedi di una donna che non lo ama per supplicarla, venendo comunque rifiutato.
Nel pantheon induista, due divinità in particolare sono Krishna, la reincarnazione di Vishnu e con la tipica pelle blu, e Radha, una delle sue consorti e Dea dell'amore e della devozione, reincarnazione di Lakshmi (Dea della bellezza). Nell'iconografia induista tradizionale e nell'arte moderna, Krishna è spesso ritratto in atteggiamenti di adorazione verso Radha (e.g., massaggio dei piedi, tinteggiatura dei piedi con henné, sistemazione dei capelli, suonare per lei). Nel Gita Govinda di Jayadeva, un'opera letteraria molto famosa in sanscrito, viene cantata in versi l'adorazione reciproca tra Krishna e Radha. In un punto, Krishna dice a Radha che i suoi piedi "sconfiggono la bellezza del loto" e le chiede di ordinargli di tingerli di lacca. In un altro verso appena successivo, Krishna chiede a Radha di offrire "i freschi boccioli dei suoi piedi incantevoli" come ornamento sulla sua testa per alleviare il fuoco dei suoi desideri amorosi. In un altro passo dell'opera, Radha ordina al Dio Krishna di prendersi cura di lei e della sua bellezza ("Colorami le guance! Riempi la mia treccia di fiori! Metti file di bracciali sulle mie mani e di cavigliere ingioiellate sulla mia caviglia."), mentre in un altro passo Krishna è descritto mentre tinge le unghie dei piedi di Radha con la lacca e ne adorna interamente il corpo (e.g., le mette una collana di perle sul collo, un bracciale di zaffiro nero sul braccio e una cintura di gemme sulle cosce). Dunque, tra le caratteristiche che rimarcano la bellezza femminile, si ritrovano le decorazioni ai piedi. In un altro punto dell'opera, Krishna accoglie Radha dopo un lungo viaggio e, siccome crede sia stanca, la invita a togliersi la cavigliera per massaggiarle il suo "piede come il loto". Il rumore delle cavigliere ha un ruolo centrale in alcuni versi: ad esempio, in un altro punto dell'opera, una voce fuori campo spiega a Radha che Krishna è caduto ai suoi piedi per amore e la sta aspettando lungo le banchine di un fiume; Radha è dunque invitata ad avvicinarsi a lui facendo tintinnare le cavigliere e con un'andatura sensuale, da oca selvatica. In un altro verso, i campanellini sulla cavigliera di Radha tintinnano "in modo adescante" (alluringly); un altro verso invita Radha, pronta a battaglie passionali, a fare tintinnare le cavigliere per assecondare lo stato d'animo elevato (rich mood) del suo innamorato. Le cavigliere sono nuovamente erotizzate in un verso in cui le cavigliere di Radha intenta ad amoreggiare con Krishna tintinnano vedendo il suo amore. Anche le impronte del piede sono caricate di sensualità: in verso in particolare mostra l'innamoramento di Krishna come una macchia rossa che i piedi tinti di rosso di Radha hanno lasciato sul suo cuore. In un altro verso probabilmente correlato, viene descritto il petto di Krishna colorato dalle impronte del piede come il loto di Radha; il petto viene dunque paragonato a un albero radicato nel cuore pieno di foglie rosse. Altri poeti che hanno cantato l'amore di Krishna e Radha in alcuni componimenti sono Surdas, Swami Haridas, Vidyapati, la poetessa Mirabai, Narsinh Mehta (che ha scritto in gujarati) e Candidas.
In una poesia erotica di Madhukuta, una donna racconta a un'altra persona di avere sognato di avere appoggiato il proprio piede ad un albero di ashoka, per cui è fiorito; dopodiché, da un boschetto nei paraggi, è giunto il suo amante e, per onorare il piede della propria amata, se l'è messo sopra la testa.
Nella sezione 1 degli Skanda Purana, capitolo 26, Brahma durante una cerimonia religiosa (Yajña) osserva i piedi e le unghie dei piedi "belle come la luna" della dea Parvati e si eccita immediatamente. Sopraffatto dall'amore, eiacula per terra. Per l'imbarazzo, Brahma nasconde il seme mettendoci sopra il suo piede. Da questo seme sono nati migliaia di saggi, i Vālakhilyas della mitologia induista.
L'uso di cavigliere come decorazione per i piedi e caviglie è diffuso anche tra le donne Masai in Stati come la Tanzania e il Kenya.

### Letteratura moderna

#### Fino all'Ottocento

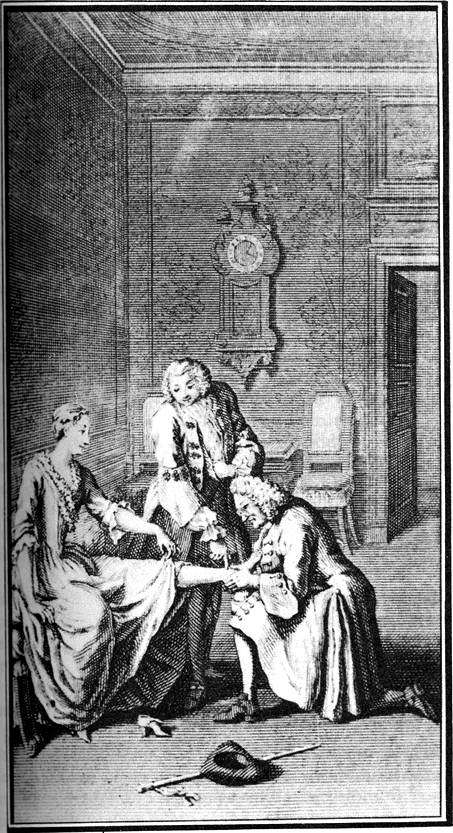
Illustrazione di Jacobus van der Schley di "La vie de Marianne" di Pierre de Marivaux. Nella scena, Marianne si fa osservare il piede nudo dal chirurgo e dall'amante, che in più è intento a tastarlo

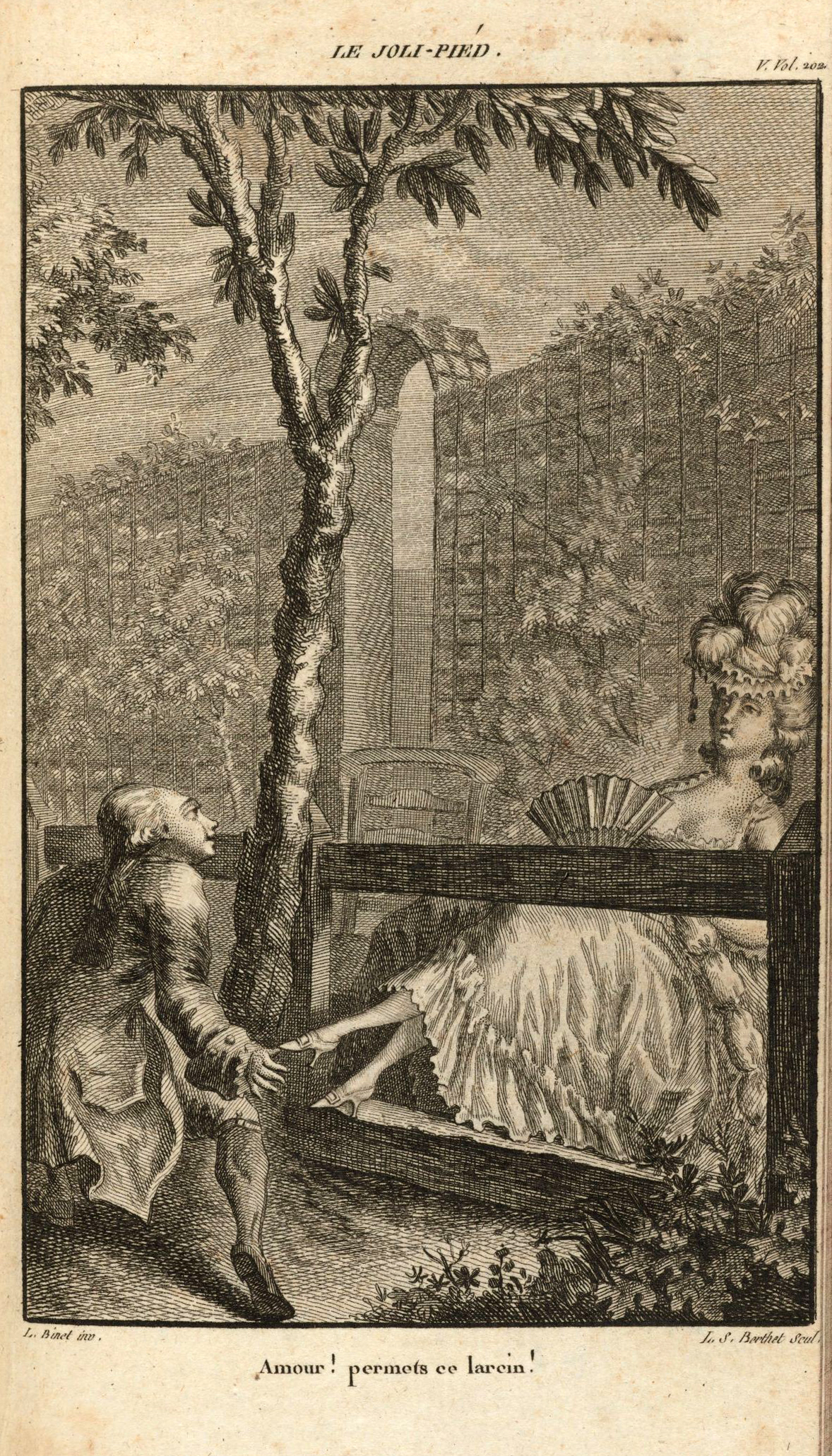
Illustrazione di "Les contemporaines; ou, Avantures des plus jolies femmes de l'âge présent" di Rétif de la Bretonne

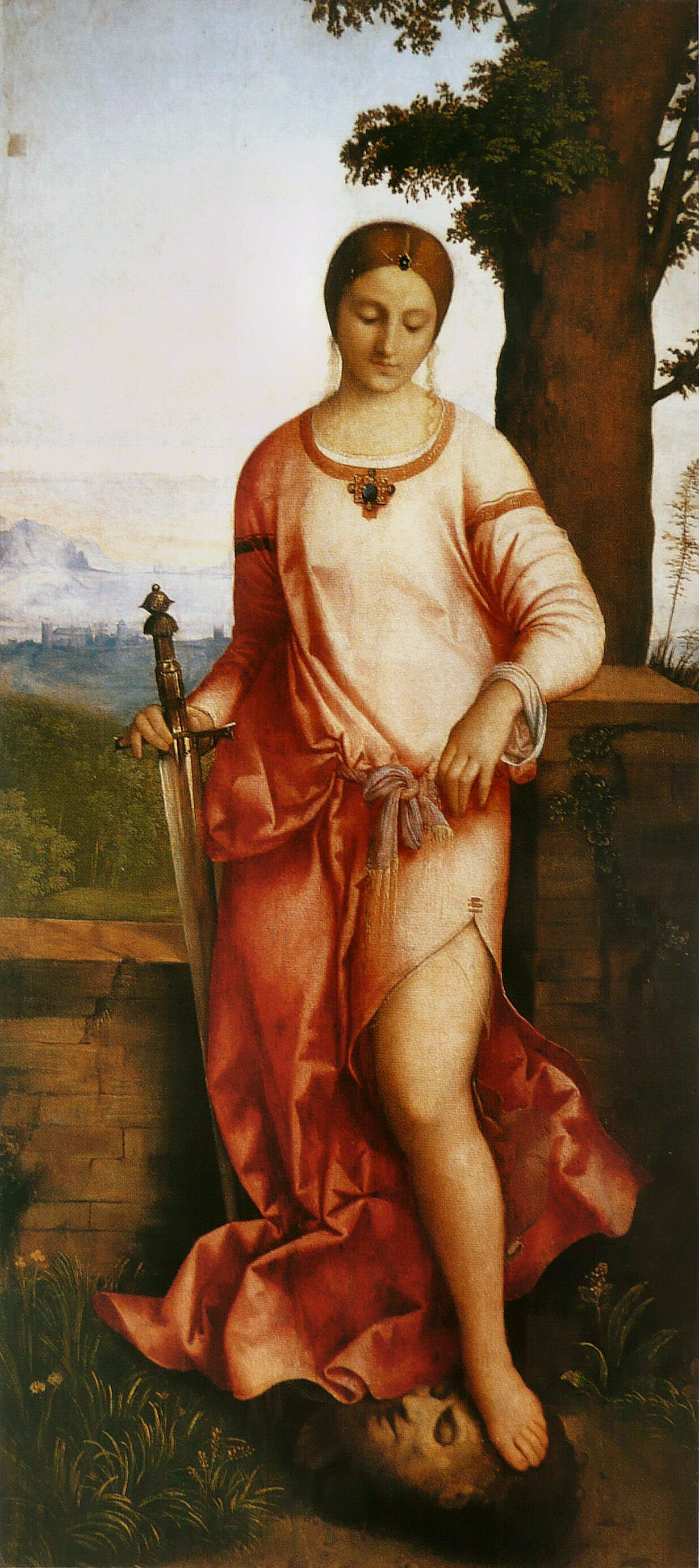
La Giuditta di Giorgione, un'opera indicata da Rétif de la Bretonne come un esempio di come i piedi femminili possono scatenare passioni. Nell'opera, Giuditta (talvolta simbolo della femme fatale) è ritratta in atteggiamento trionfale e di dominio fisico sul generale Oloferne, decapitato dopo essere stato sedotto.

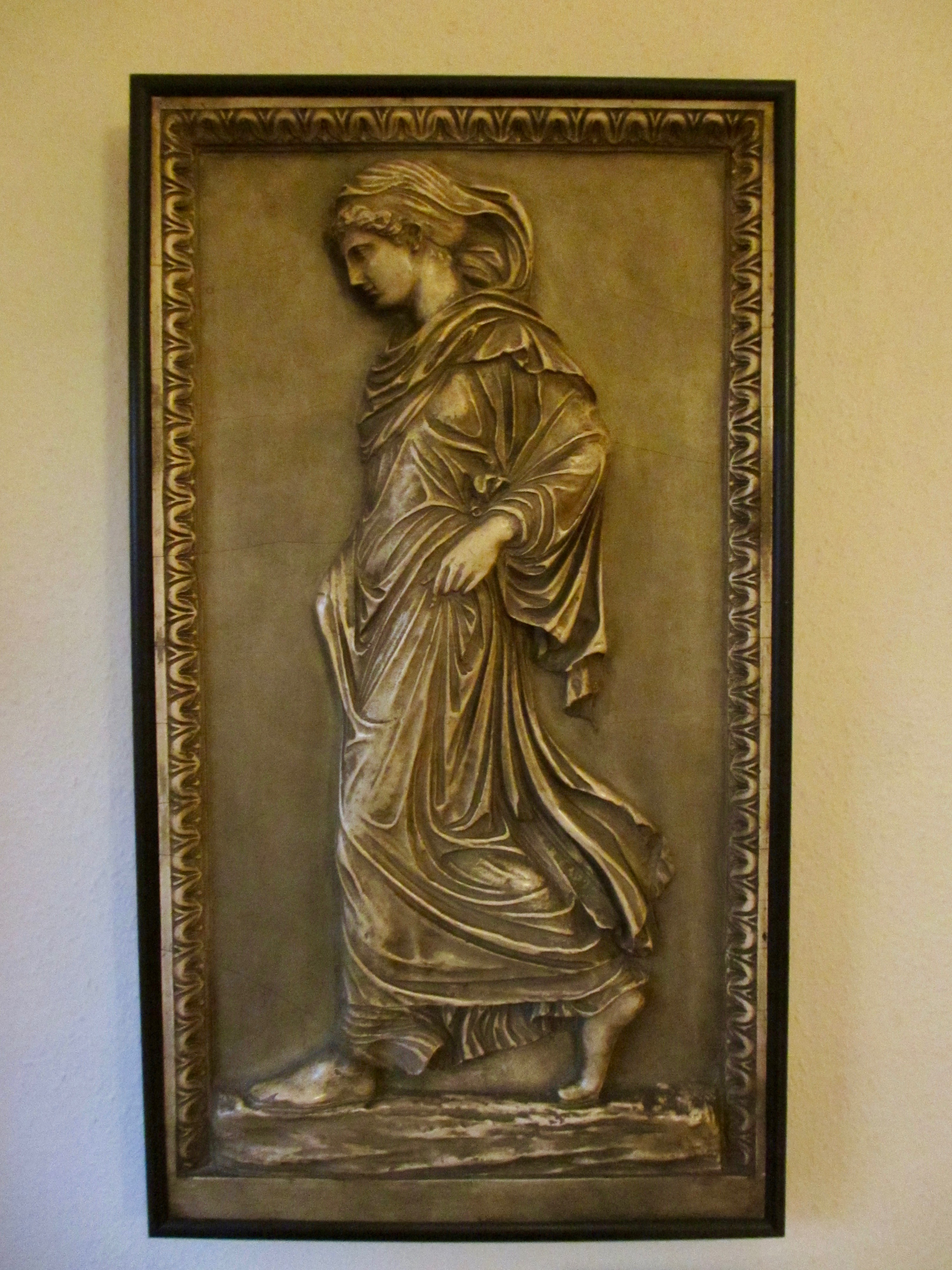
Una copia in bronzo del bassorilievo romano "Gradiva". Questo bassorilievo e il modo in cui la donna cammina ha ispirato l'omonima opera di Wilhelm Jensen

Prima della letteratura moderna, l'unica grande traccia del feticismo del piede nella letteratura è presente nella poesia trobadorica del XIII° secolo. In alcuni componenti, i poeti trobadorici lodavano i piedi femminili con arcate plantari alte e dita lunghe e sottili. In particolare, nella poesia "Plus que 'l paubres quan jai el ric ostal" di Peire Vidal, è presente una variante del topos (presente anche nella letteratura erotica sanscrita) dell'uomo che si getta ai piedi della propria donna siccome dice che il proprio amore e il proprio cuore "giacciono ai suoi piedi".
Intorno al 1595, John Donne ha scritto "Love's Progress", in cui si immagina un viaggio metaforico e esploratorio sul corpo femminile che parte dal piede femminile.
La prima versione della fiaba di Cenerentola in Europa è rintracciata in Italia, si chiama "La Gatta Cenerentola" ed è contenuta nel Pentamerone (o "Lo cunto de li cunti") di Giambattista Basile, pubblicato postumo nel 1636. In questa versione Zezzolla, una giovane ragazza orfana disprezzata dalla matrigna e dalle sorellastre, riceve in regalo dal padre (un principe in partenza per un viaggio) un nòcciolo di dattero da coltivare. La ragazza coltiva il nocciolo e, in pochi giorni, vede crescere un albero magico che le fornisce dei vestiti e un paio di pianelle, cioè di antiche calzature di lusso con tacco basso o senza tacco, prive di allacciatura. Mentre cammina ben vestita, viene notata dal re e dal suo servo. La ragazza preferisce fuggire e, nella fuga, perde una pianella, recuperata dal servo. Il re dunque indice una festa per ritrovare la proprietaria della pianella. Nella festa, Zezzola viene riconosciuta come la proprietaria della scarpa e viene sposata dal re, mentre le sorelle impazziscono dall'invidia.
Nel 1731-1741, Pierre de Marivaux ha scritto un romanzo incompiuto, "La vie de Marianne" ("La vita di Marianna"); nella seconda parte, è presente una scena celebre con riferimenti al feticismo del piede. Nell'episodio, contenuto nella seconda parte del romanzo, Marianne incontra in una chiesa Valville, il suo futuro amante; all'uscita dalla chiesa, Marianne viene ferita al piede dall'arrivo della carrozza di Valville. Portata a casa, i due si scambiano sguardi di desiderio finché viene l'anziano chirurgo. Quando il chirurgo chiede a Marianne di togliersi la scarpa, quest'ultima arrossisce per la pudicizia ma al contempo pensa di avere "il piedino più bello del mondo" (le plus joli petit pied du monde). Valville ne approfitta dell'occasione per ammirarle il piede; Marianne se ne accorge siccome Valville si piega per osservarlo più da vicino nonostante la giovane età, mentre il chirurgo si piega per osservarlo meglio perché è anziano. Marianne è contenta che Valville apprezzi il suo piede (m’en paraissait aussi content que je l’avais espéré). Inoltre Valville, quando Marianne indica il punto esatto in cui prova dolore, ne approfitta per toccarle il piede e commentare che è un po' gonfio. La scena è stata immortalata da un'illustrazione di Pierre Gustave Eugène Staal del 1865 e da un'altra illustrazione di Jacobus van der Schley.
Nel 1769, Restif de la Bretonne pubblicò "Il piede di Fanchette" ("Le pied de Fanchette"). Nell'opera, una giovane donna di nome Fanchette usa il fascino dei suoi piedi, decantato all'interno dell'opera dallo scrittore, per sedurre gli uomini e farsi strada nella società; gli uomini che si invaghiscono di lei provano a possederla con la forza o l'inganno. Nell'opera, in un episodio, un uomo lascivo di nome Apatéon si si inginocchia davanti al piede di Fanchette mentre dorme e gli dà un migliaio di baci. In un'opera successiva, "L'anti-Justine", le descrizioni di feticismo dei piedi si fanno più fisiche ed esplicite. Al tempo della stesura di "Il piede di Fanchette", i connotati della figura femminile in contesto di venerazione amorosa si stavano evolvendo da religiosi e platonici a erotici e fisici, senza però rinunciare al vocabolario dell'adorazione, idolatria e devozione a divinità, idoli, talismani e reliquie: la donna era diventata sacra/divina e sessuale allo stesso tempo e il piacere fisico era diventato pari all'estasi spirituale. Questa tendenza letteraria ha portato a una reazione della Chiesa. Retif era anche feticista delle calzature femminili; dal suo nome deriva la parola "retifismo". All'epoca e fino all'Età vittoriana inclusa (1837-1901), esporre il piede nudo era tabù in arte, per cui Restif e altri autori infrangono questo tabù.
Un anno prima, nel 1768, la scrittrice Françoise-Albine Benoist aveva pubblicato "Agathe et Isidore", un'opera divisa in due parti; nella prima parte, citata da Restif, è presente un episodio in cui la marchesa Agathe si denuda un piede e lo lascia massaggiare all'amante Isidore, che viene trascinato dalla passione.
Un contemporaneo di Restif era il marchese De Sade, da cui deriva il nome "sadismo". Al 1785 risale "Le 120 giornate di Sodoma", un'opera non finita considerabile come un'antica enciclopedia del BDSM. Nell'opera, in un aneddoto viene descritta una donna che lavora in un bordello che aveva i piedi maleodoranti. Nonostante ciò, un cliente del bordello, un marchese, ha avuto un rapporto feticista con la donna siccome ne apprezzava il fetore.
Il breve saggio "Adorati piedi. Breve storia del feticismo del piede nella letteratura" di Miriam Costa (2021) cita una vasta antologia di scrittori famosi che si sono focalizzati sui piedi, incluse descrizioni di adorazioni del piede, trampling, human footstool e footjob. Solo alcuni degli autori citati sono Kafka, Goethe, Dickens, Svevo, Flaubert, Thomas Mann, Moravia, Shakespeare, Verga, Joyce, Foscolo, Poe, Gadda, Fitzgerald, David Foster Wallace, Mastronardi, Gogol', Dostoevskij, James, Musil, Nabokov, Ariosto e Dumas. Tra gli autori citati è presente Ludovico Ariosto, autore dell'"Orlando Furioso", in cui al canto settimo viene descritta Alcina. La descrizione dei dettagli che denotano la sua bellezza, come il viso, la scollatura e i lunghi capelli biondi, viene chiusa dalla descrizione del piede ("Si vede al fin de la persona augusta / il breve, asciutto e ritondetto piede).
Nelle opere di Shakespeare, si nota inoltre un gioco di parole tra "piede" metrico e "piede" anatomico, alla pari del gioco di parole "pous-peos" (piede-pene) al tempo dell'antica Grecia e del medesimo gioco di parole nel primo componimento degli "Amores" di Ovidio.

#### Dall'Ottocento alla prima metà del Novecento

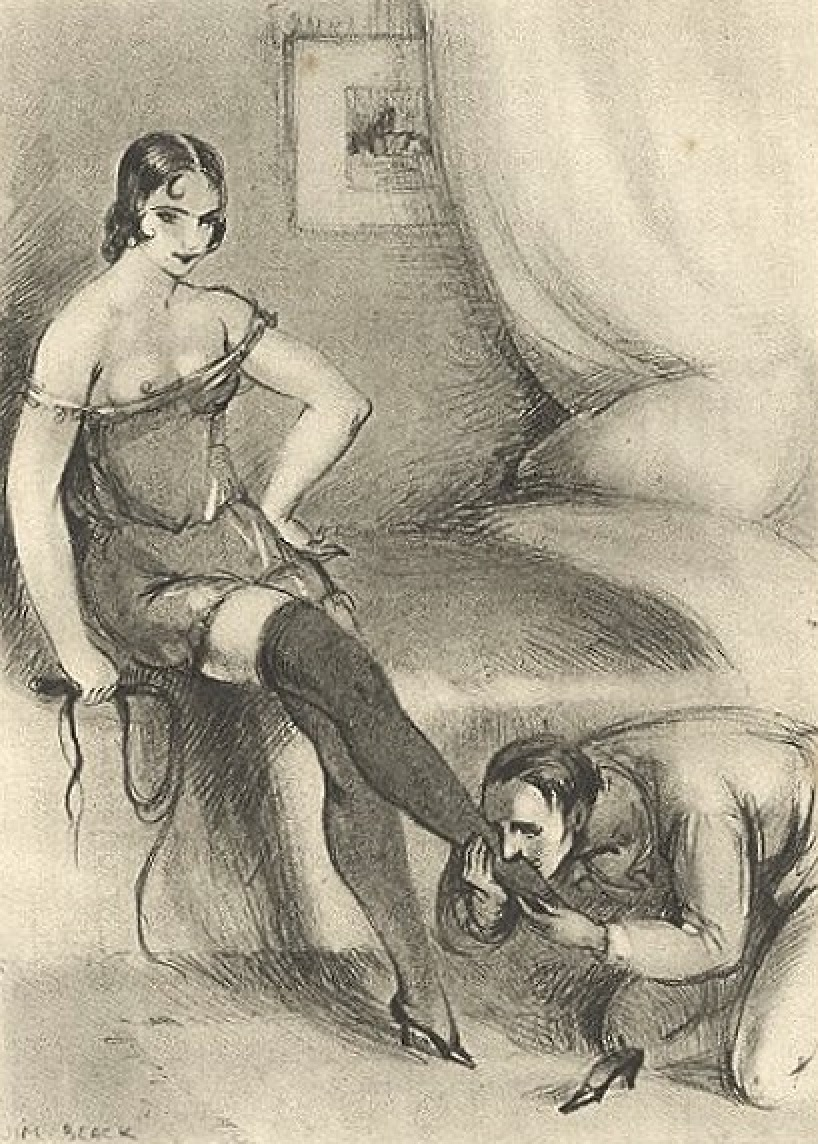
Illustrazione del 1931 in cui un uomo bacia il dorso del piede di una donna coperto dalla calza autoreggente

Riferimenti all'attrattività dei piedi femminili ben formati (shapely feet) sono presenti anche nel Wilhelm Meister di Goethe, nel Geschichte des Agathon ("La storia di Agatone") di Christoph Martin Wieland e nel Kabale und Liebe di Schiller.
Un loro contemporaneo, Pushkin, ha inserito in numerose sue opere riferimenti ai piedi femminili e alla loro erotizzazione. Già nelle sue pagine di appunti e manoscritti, in cui sono presenti quasi 2000 illustrazioni, una parte sostanziosa di esse sono illustrazioni di piedi femminili nudi o con calzari. Nel Ruslan e Ljudmila (1820), lo scrittore esalta la bellezza dei piedi di Ljudmila. In "Lo zar Nikita e le sue quaranta figlie" (1822), descrive la bellezza dei piedi delle figlie dello zar Nikita; nella stessa opera, vengono descritti i punti di riferimento (landmark) della bellezza femminile; tra di essi, è nominato il piede. In "La signorina-contadina", una delle 5 novelle di "Le novelle del compianto Ivan Petrovič Belkin" (1831), il protagonista Ivan Berestov è disgustato dall'apprenza di Liza Muromskaja, che cerca di apparire brutta per allontanare tutti i pretendenti; tuttavia, rimane affascinato dal suo piede. In "Zefiro notturno", il poeta immagina di rivolgersi a una donna spagnola e la invita a mostrare il suo piede. In "Il conte Nulin" (1856), il conte descrive la bellezza del piede dilettevole di Natalja Pavlovna.
Riferimenti al piede femminile si trovano anche nel "Lejtenant Belozor" (1831) di Aleksandr Aleksandrovič Bestužev, un poeta e scrittore russo, siccome descrive le caviglie snelle e i piedi molto piccoli dell'eroina dell'opera, Žanni. Un altro elogio al piede piccolo di un personaggio, Tafaeva, si trova in "Obyknovennaja istorija" ("Una storia comune", 1847) di Ivan Aleksandrovič Gončarov. In generale, in Russia le donne avevano la fama di avere i piedi grossi, per cui i piedi piccoli potevano essere oggetto di attenzione in letteratura. Inoltre, secondo David Kunzle in "Fashion and Fetishism", il piede femminile piccolo è attraente non solo per le sue dimensioni contenute, ma perché, se è talmente piccolo da potere stare nella mano di un uomo, è un simbolismo di possesso.
Tra i poeti dell'Età vittoriana, Algernon Charles Swinburne componeva poesia a tema pagano (su ispirazione dei misteri eleusini, delle divinità ctonie e dello spirito dionisiaco) in cui il concetto di piede ritmico era connesso con il trampling; parte dell'ispirazione deriverebbe anche dalle sue letture delle opere di De Sade. La teoria della danza della ballerina e ellenofila Isadora Duncan è basata sulle poesie di Swinburne, di cui era una lettrice entusiasta, e sull'arte greca antica. Questa teoria della danza è basata sulle sue idee politiche e femministe ed è focalizzata sull'emancipazione del piede nudo e del corpo femminile attraverso la danza non più tradizionale e convenzionale (i movimenti erano più naturali e i piedi della ballerina erano nudi). Secondo la stessa Duncan, in particolare la scarpa alla pari del corsetto era un simbolo di intrappolamento della libertà di movimento del corpo femminile. La produzione di Swinburne ha nessi con quella di John Keats siccome entrambi i poeti, nella loro produzione, non esaltavano la figura dell'uomo virile ma, secondo un saggio di Louis Etienne del 1867, "piangevano ai piedi di Venere" e avevano tendenze effeminate. Già un saggio di Richard Marggraf Turley (2002) discuteva la mancanza di mascolinità nelle poesie di John Keats e la collegava a un suo feticismo dei piedi; Turley ha indicato come spiegazione la teoria del complesso di castrazione freudiana, una teoria comunque superata. John Keats, nella poesia "Il piede nudo della Poesia", traccia un parallelismo tra il piede metrico e il piede anatomico, alla pari di alcune opere di Shakespeare e dell'apertura degli "Amores" di Ovidio. Keats, nel primo libro dell'"Endimione", si sofferma su un paragone tra i piedi di Diana e di Venere, mentre Swinburne nelle "Poesie e ballate" e nell'"Atalanta a Calidone" cita sei volte la nascita di Venere, soffermandosi sulla descrizione dei suoi piedi. In "A Ballad of Death", cita i piedi di Venere adornati con pietre preziose, mentre in "The Masque of Queen Bersabe" cita i suoi "piedi piccoli e morbidi, calzati in cremisi in modo regale" (her small soft feet, that be / Shod now with crimson royally). Nella produzione di Swinburne, i piedi sono mezzi di empowerment delle figure femminili; di contro, nella letteratura greca classica, sono spesso i punti deboli degli uomini (e.g., il tallone d'Achille). Henry Havelock Ellis, colui che usò per primo la parola "feticismo" in contesto psico-sessuale, era un ammiratore delle opere di Swinburne.
Nel 1831, Honoré de Balzac pubblica "Una pelle di zigrino", in cui sono affrontati temi correlati al feticismo dei piedi. Balzac inoltre ha scritto "Cento racconti divertenti"; in uno di essi, "Il peccato veniale" (Le péché véniel), la giovane Blanche tradisce l'anziano marito Bruyn con il paggio René. Per sedurre René, Blanche mentre sonnecchia appoggia il suo piede su un poggiapiedi. Balzac dopodiché si lancia nella descrizione del piede, piccolo, "diabolicamente allettante", "persuasivo", "che meritava un bacio" e che fa venire voglia a René di sfilare la scarpa in cui era racchiuso. René infine gli dà rapidamente un bacio.
Nel 1852, Théophile Gautier pubblicò "Arria Marcella", un libro in cui sono presenti riferimenti al feticismo dei piedi e in particolare alla sensualità dei piedi di Arria Marcella, un personaggio femminile nell'opera. Alcuni anni prima, nel 1840, ha pubblicato una storia breve, "Il piede della mummia", in cui una persona compra in un negozio il piede mummificato di un'antica principessa egizia per usarlo come fermacarte. La notte, in sogno, compare la principessa che reclama il proprio piede.
Sia Théophile Gautier che Baudelaire hanno avuto influenza su Swinburne; infatti, anche le opere di Baudelaire contenevano temi legati al feticismo dei piedi originate dall'interesse verso la letteratura greca antica (in particolare, le poesie di Saffo). Baudelaire, in "La bella Dorotea", parla di una schiava liberata e la descrive in particolare mentre la brezza marina solleva la sua gonna, rivelando la sua gamba e un suo piede come il marmo delle statue mentre imprime le impronte sulla sabbia. In "À une Malabaraise" (A una donna di Malabar), apre la poesia descrivendo i piedi di una donna indiana sottili tanto quanto le sue mani e citando il fatto che cammina a piedi nudi.
Nel romanzo "Delitto e castigo" di Dostoevsky (1866), i piedi di Sonja, uno dei personaggi del libro che diventa una prostituta, vengono baciati da un'altra donna, Katerina Ivanovna. Inoltre, anche il protagonista Raskolnikov bacia i piedi di Sonja come forma di profondo rispetto. In un'altra scena, bacia anche il piede della propria madre, Pulcherija. In "I fratelli Karamazov" (1880), un personaggio di nome Rakitin dedica una poesia a Madame Ekaterina Khokhlakov, un personaggio nel libro; la donna ricorda che l'incipit della poesia si apre con un riferimento al suo "piedino accattivante". In generale, in entrambe queste opere, ricorrono scene in cui gli uomini si buttano ai piedi delle donne, immagine presente anche nella letteratura erotica sanscrita. Lo stesso Dostoevsky apprezzava i piedi femminili e aveva fatto delle avances a tema in alcune lettere mandate alla sua amante, Polina Suslova.
Nel romanzo "Venere in pelliccia" (1870) del conte Leopold von Sacher-Masoch, da cui deriva la parola "masochismo", il protagonista Severin chiede a una donna, Wanda, di diventare il suo schiavo; la donna accetta e, con il passare del tempo, inizia a provare piacere a schiavizzare Severin. In un punto dell'opera, Severin bacia il piede di Wanda e se lo poggia sul collo, mentre in un altro le racconta un ricordo d'infanzia in cui ha baciato il piede di una statua raffigurante Venere che i genitori tenevano in casa. In un altro punto dell'opera, viene descritto un quadro in cui una donna vestita solo con una pelliccia e con una frusta in mano utilizza un uomo come poggiapiedi (human footstool, una pratica di adorazione del piede).
George Du Maurier era uno scrittore che inseriva riferimenti al feticismo dei piedi nelle sue opere. Ad esempio, nel best-seller Trilby (1894), descrive un atelier artistico a Parigi in cui tre artisti apprezzano il piede di una modella, Trilby: quest'ultima si sfila una pantofola e lo mostra ai tre artisti, vantandosi che sia il piede più bello di Parigi; quando dice che solo un altro piede lo può eguagliare, mostra anche l'altro piede e ride per la battuta. George Du Maurier è anche l'autore di una celebre vignetta satirica del 1870 in cui un gruppo di donne si scandalizza di fronte alla nudità della Venere di Milo. Le tre donne sono sconvolte dai capelli slegati, dalla testa piccola e dal suo piede nudo; per l'imbarazzo, non riescono ad ammettere di essere sconvolte in primis dai seni scoperti.
Nel romanzo "Gradiva" di Wilhelm Jensen (1903), un archeologo rimane colpito da un bassorilievo di una donna che cammina scolpita di lato conservato in un museo di Roma; in particolare, è colpito dal suo modo di camminare e dai suoi piedi nudi. Dopodiché, compra una copia del bassorilievo, la appende nel suo studio e sogna di incontrare la donna del bassorilievo mentre cammina sulle ceneri ardenti del Vesuvio. Questo libro è stato oggetto di un'analisi psicologica da parte di Freud, Der Wahn und die Träume in W. Jensen's Gradiva (1907).
Nel 1911 Pierre Dumarchey (pseudonimo di Pierre Mac Orlan) pubblica "La contessa con la frusta, bella e terribile". Il libro è uno dei numerosi romanzi erotici pubblicati nel Novecento. Nella trama, la contessa Maria Nikolaevna legge le opere di De Sade e, nonostante abbia ricevuto un'istruzione cattolica, scopre il proprio lato sadico. Di conseguenza, inizia a schiavizzare la propria serva Emilienne e a torturare con frustate il proprio marito, un conte anziano, ricco e sottomissivo, senza mai concedersi sessualmente a lui. Dopo la sua morte di stenti, trova un altro schiavo, Yvanof, con cui inizia a viaggiare. Il libro è stato condannato in tribunale per oscenità 6 volte tra il 1950 e il 1956, per cui è diventato fuori stampa fino al 2012. In una celebre illustrazione di Martin van Maële, è raffigurata una scena di adorazione del piede.
Nello stesso anno, Guillaume Apollinaire ha pubblicato "Le prodezze di un giovane Don Giovanni", che contiene alcuni riferimenti a giochi erotici con i piedi. Da questo libro, è tratto il film "L'iniziazione" del 1986.

### La contemporaneità (letteratura, fotografia, cinema, fumetti, musica, cultura di massa)

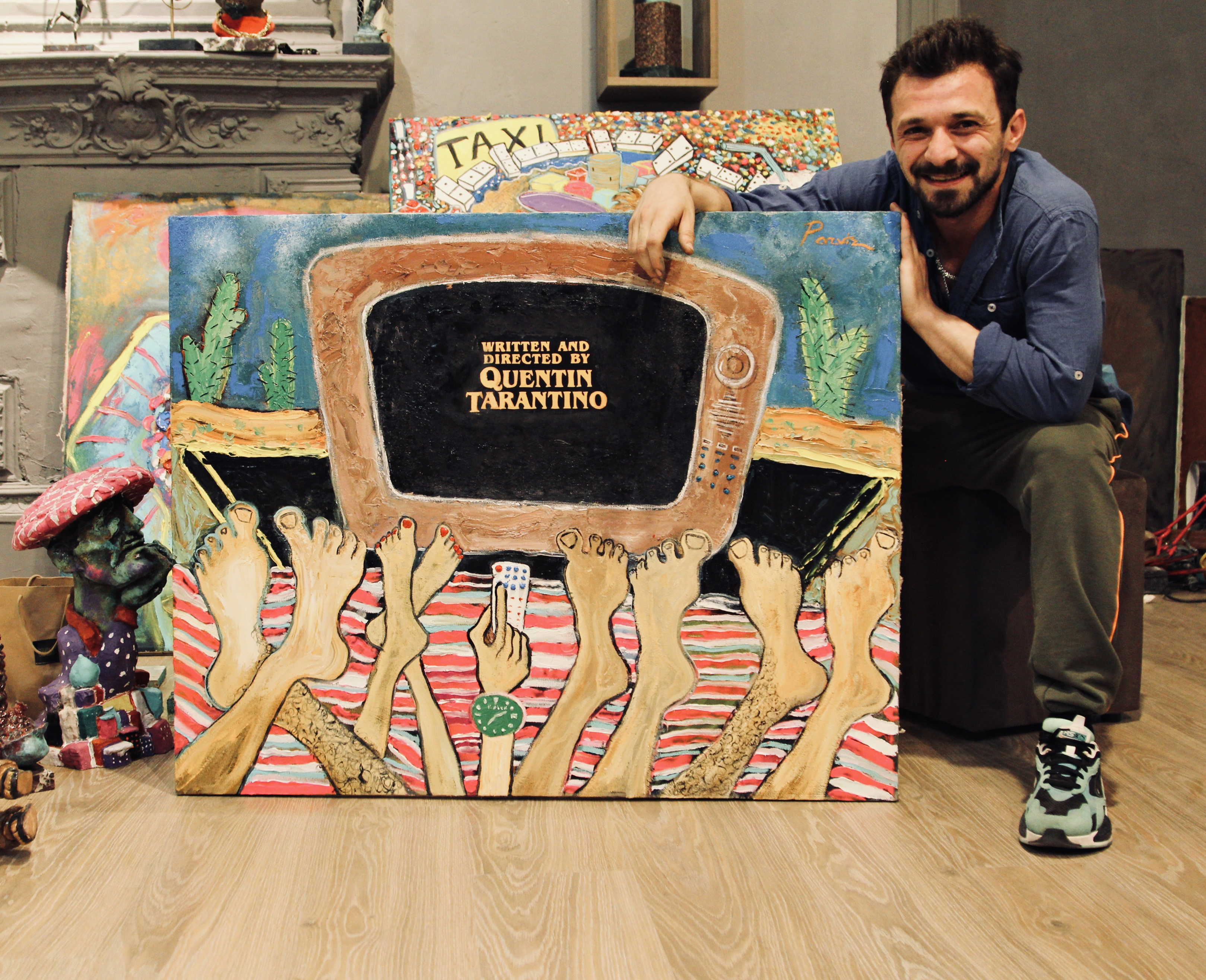
"Tarantino" di Parviz Abasov (2020), un dipinto che ironizza in modo scherzoso la presenza dei piedi in un qualunque film "scritto e diretto da Quentin Tarantino"

Nel 1956, Elmer Batters ha fondato la rivista Man's Favourite Pastime, una rivista specializzata su fotografia erotica di gambe e piedi femminili. Lo stesso Elmer Batters è stato uno dei pionieri della fotografia erotica feticista. Batters ha anche pubblicato foto per altre riviste fondate successivamente, cioè Sheer Delight, Leg-O-Rama, Nylon Doubletake e French Frills. La fotografia di Batters è stata d'ispirazione per grandi fotografi successivi come Allen Jones e Helmut Newton; a sua volta, Helmut Newton aveva un feticismo per le scarpe con i tacchi, dunque una forma di retifismo. La modella preferita di Batters era una donna di nome Caruschka. Durante la sua carriera, Batters fu arrestato siccome una foto da lui pubblicata che ritraeva un piede femminile su un petto nudo era ritenuta scandalosa. L'epoca in cui viveva Batters era puritana e, in essa, la fotografia erotica basata sul feticismo del piede era considerata inaccettabile.
Nel film "Lolita" di Stanley Kubrick (1962), tratto dall'omonimo romanzo di Nabokov, sono presenti riferimenti al feticismo dei piedi. In particolare, nella scena iniziale del film, viene inquadrato il piede della giovanissima Dolly Haze (detta "Lolita") in mano al protagonista, Humbert Humbert.
Luis Buñuel, un regista spagnolo di stile surrealista, e il regista e scrittore francese Alain Robbe-Grillet all'interno dei loro film hanno più volte inquadrato i piedi. Secondo Buñuel, in generale le "deviazioni" sessuali derivavano dagli insegnamenti repressivi del cattolicesimo, per cui il sesso è peccato; pertanto, nei suoi film, il piede sarebbe un sostituto dei genitali. L'articolo di A. N. Fragola cita dunque la teoria freudiana sull'origine del feticismo del piede. Nei film di Robbe-Grillet, il feticismo del piede è usato per costruire e decostruire la narrativa, come un segno di interpunzione, ed è trattato come una norma e non una devianza. La produzione di Robbe-Grillet contiene anche temi "sado-erotici" soprattutto a partire da "La chambre secrète" ("La camera segreta"). Robbe-Grillet ha inoltre girato un film ispirato a "Gradiva" di Wilhelm Jensen, "C'est Gradiva qui vous appelle"; in questo film, gli stereotipi sessuali tradizionali sono confinati nel mondo esotico e ai miti per essere sovvertiti; tale obiettivo è presente anche nella sua tarda produzione letteraria. Buñuel comunque ha negato di essere feticista del piede.
In "L'ultimo imperatore" di Bernardo Bertolucci (1987), l'imperatrice Cixi (pronuncia: "zìsci"), mentre è sdraiata su un letto in penombra, si fa sfilare una calza dalla principessa giapponese e spia Yoshiko Kawashima. Dopodiché, si fa succhiare le dita dei piedi. Durante l'atto, Cixi le dice "Te lo dico, io ti odio", per cui lei le risponde "È solo perché soddisfo tutto quello che vuoi".
Nello stesso anno in Italia Franco Saudelli inizia a pubblicare i primi fumetti erotici con numerosi riferimenti al feticismo dei piedi, delle calze, al retifismo e anche al bondage. Al 1987 risale il primo, "La Bionda", dal nome della ladra protagonista; l'opera, oltre a immagini di personaggi legati nudi o seminudi e con i vestiti strappati, in numerose occasioni presenta scene con i piedi femminili nudi o velati da calze nere in primo piano. Saudelli ha poi realizzato dei servizi fotografici a sfondo bondage e feticista dei piedi collaborando con Giovanna Casotto e Raffaella Ponzo; Giovanna Casotto a sua volta è anche fumettista e modella per contenuti feticisti e ama usare temi feticisti molto simili a quelli di Saudelli nei suoi fumetti. In un'intervista, ha illustrato parte della propria ideologia artistica e culturale spiegando che "Femminile è tutto ciò che appartiene solo alla donna. Dalla sensibilità d’animo alla cellulite. Dal fascino della seduzione alla grazia con cui una donna ondeggia camminando, a piedi nudi o con un paio di scarpe dai tacchi a spillo. Dall’assunzione di atteggiamenti di pin-up ad ammiccamenti e sorrisi". Un terzo fumettista, di fama internazionale, che ha prodotto opere incentrate sul femdom e talvolta focalizzate sul feticismo dei piedi è Sardax, pseudonimo di un illustratore londinese.
Nel film "Rabbia ad Harlem" ("A Rage in Harlem", 1991), il protagonista chiede alla co-protagonista, una donna interpretata da Robin Givens, di poterle massaggiarle i piedi mentre è a letto siccome lei è stanca per avere camminato molto. La donna acconsente sorridendo e, mentre l'uomo le sfila la scarpa, commenta di non avere mai visto dei piedi così piccoli in vita sua. Durante il massaggio, la donna inizia con atteggiamenti di seduzione a sfiorare il viso dell'uomo e il petto con le dita di un piede per poi addormentarsi. In un film successivo sempre con Robin Givens come co-protagonista, "Il principe delle donne" ("Boomerang", 1992), la co-protagonista è coinvolta in una scena erotica con il protagonista, Eddie Murphy. In questa scena, appoggia un piede coperto da una calza sul petto del protagonista mentre il protagonista è sdraiato sul letto. Sempre nello stesso film, il protagonista mentre è a letto con una donna le scopre i piedi nel sonno e, nel momento in cui vede che hanno dei calli, si allontana disgustato dal letto.
I film di Quentin Tarantino sono pieni di scene in cui vengono inquadrati i piedi delle protagoniste. Tarantino è stato criticato per questa scelta, ma in un'intervista si è difeso dicendo che i film di buoni registi contengono inquadrature di piedi. Tali registi sono stati etichettati come feticisti del piede. Tarantino cita dunque Luis Buñuel, Alfred Hitchcock e Sofia Coppola.
Nel video musicale ufficiale di "Engel", una canzone dei Rammstein del 1991, è presente una scena di feticismo del piede tra una modella e spogliarellista vestita con un bikini in metallo e un membro della band.
Nell'agosto 1992, è avvenuto uno scandalo nella famiglia reale in Inghilterra siccome la Duchessa di York Sarah Ferguson, all'epoca moglie del Duca di York Andrew, è stata fotografata mentre era intenta a fare un gioco erotico con l'amante. Per la precisione, si stava facendo succhiare le dita dei piedi da John Bryan, un milionario texano, a Saint-Tropez. Quando lo scandalo è venuto alla luce, i due hanno divorziato e Sarah Fergus è stata parzialmente allontanata dalla famiglia reale.
Il libro "Footsucker" di Geoff Nicholson (1996) è un romanzo intriso di humor nero in cui un londinese dalla vita perfettamente normale (legge giornali, segue la politica e ha un lavoro) sente la mancanza di una donna ideale per soddisfare le sue fantasie feticiste finché non incontra Catherine, una donna adulata dall'apprezzamento del protagonista e che innesca l'intreccio del libro.
In un famoso episodio della 2° stagione di Sex and the City (1999, 12° episodio), una delle protagoniste della serie televisiva, Charlotte, si reca in un negozio di scarpe il cui commesso è feticista del piede.

#### Il XXI° secolo e la popolarizzazione

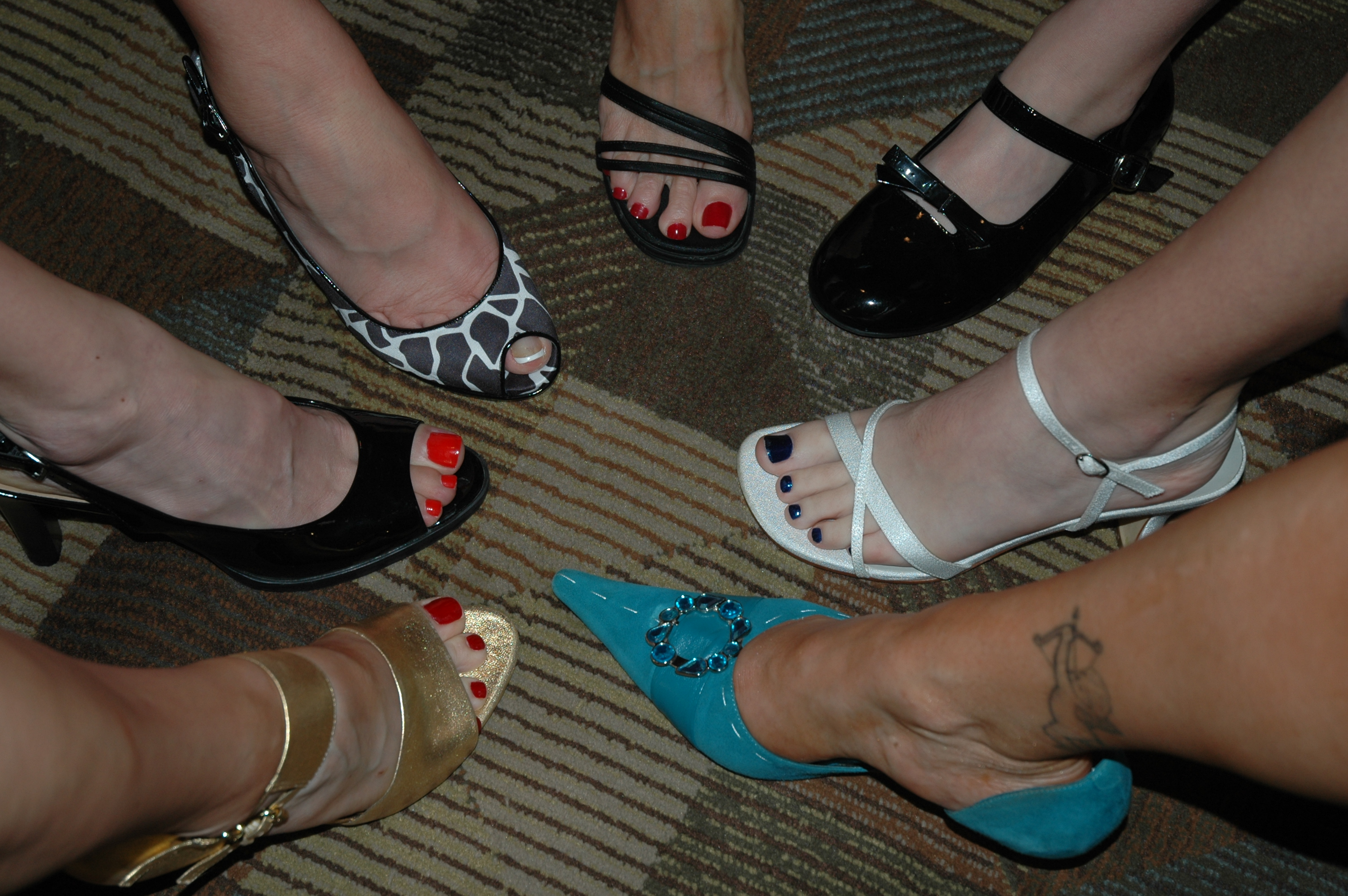
Un selfeet di gruppo precoce del 2005, nove anni prima che diventassero di tendenza nella loro versione originale, in cui il focus non era costituito dai piedi ma dai giochi geometrici e cromatici intricati dei pavimenti

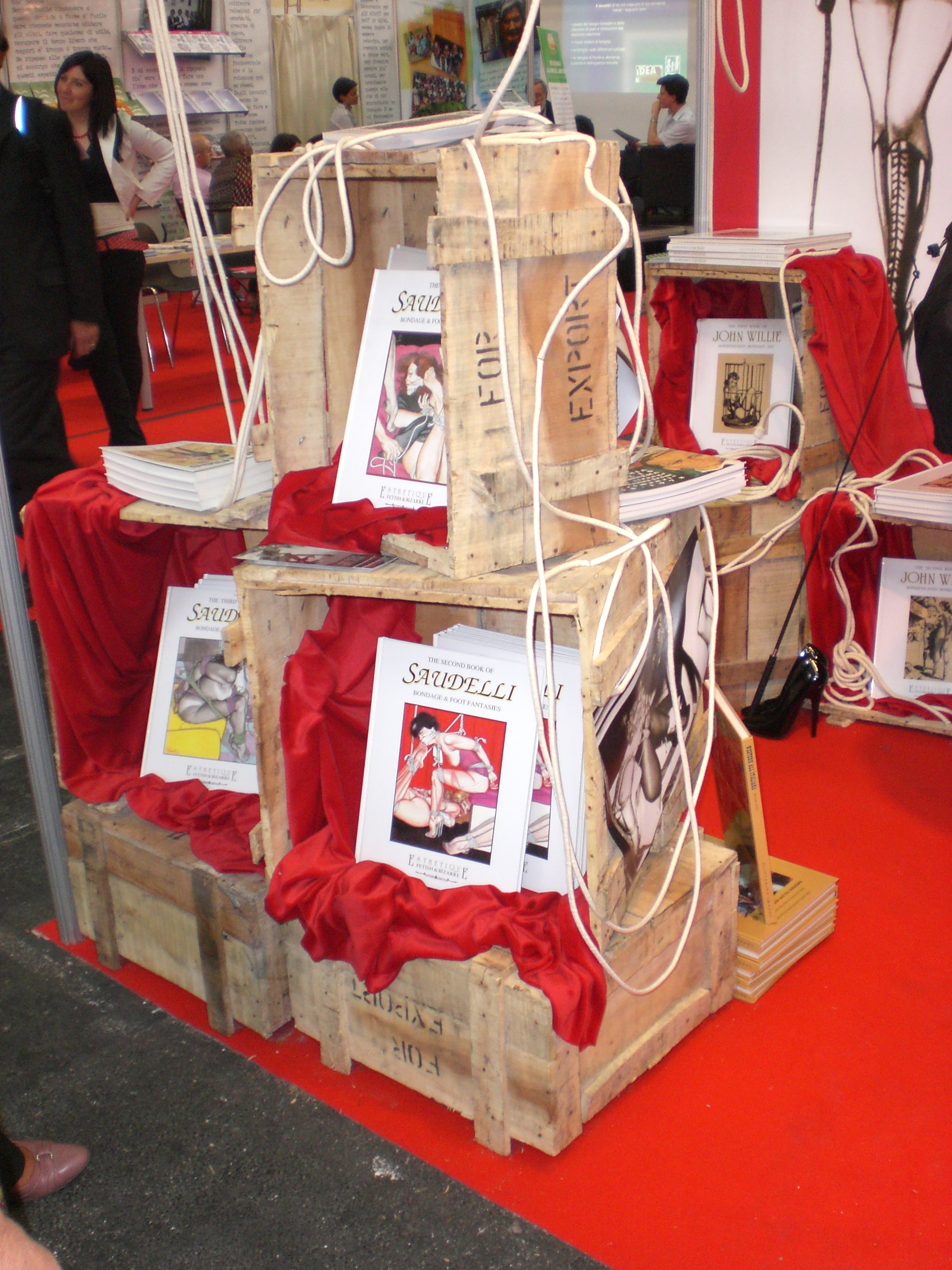
Esposizione di alcune tavole di Franco Saudelli al Salone del Libro di Torino del 2007 con delle corde decorative per simbolizzare il bondage. Nelle tavole, sono ritratte delle donne legate con i piedi in vista, un tema tipico nei lavori del fumettista

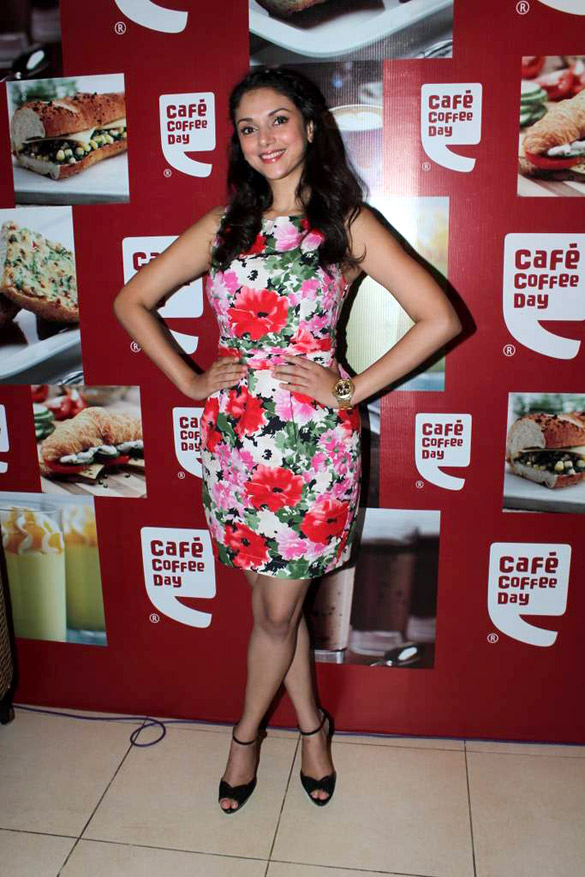
L'attrice Aditi Rao Hydari mentre indossa un paio di scarpe da donna open toe, cioè che lasciano intravedere le dita dei piedi. Questo tipo di scarpe ha dominato il mondo della moda tra il 2022 e il 2024, dopo la popolarizzazione del feticismo del piede

Nella serie tv "I Griffin", Glenn Quagmire è un personaggio che ha un feticismo per i piedi. In una puntata, Peter Griffin regala a Quagmire un piede della Statua della Libertà come regalo di nozze.
In "The Dreamers" sempre di Ben Bertolucci (2003), è presente una scena in cui la protagonista Eva, mentre è sdraiata su un letto completamente nuda, si fa succhiare il dito del piede dal suo amante dopo un rapporto sessuale.
Nel video musicale ufficiale di "This is the New Shit" di Marilyn Manson (2003), sono presenti alcune scene in cui il cantante si trova in un camerino ed è intento a strofinarsi in faccia il piede di una prostituta coperto da una calza a rete mentre è seduto su una sedia. L'altro piede calza una scarpa con i tacchi con un vistoso toe cleavage.
Nel 2008 è nato wikiFeet, un sito in cui si possono caricare liberamente foto e video gratuiti di piedi. Il materiale può essere creato intenzionalmente o essere preso da foto in cui, anche accidentalmente, sono messi in mostra i piedi. Infine, può essere votato con un rating fino a 5 stelle. Il fondatore, Eli Ozer, nel 2017 ha dichiarato che il sito era visitato da 3 milioni di persone al mese. Nel maggio 2025, il sito era visitato da 8,8 milioni di persone; circa il 20% dei visitatori era composto da donne.
Nel 2012, Andrea Dipré ha intervistato Peppe Fetish (pseudonimo di Giuseppe Borgia), un personaggio italiano virale che ha raccontato di pagare le ragazze per farsi praticare atti di adorazione del piede. Questa e le successive interviste hanno formato un’immagine trash del personaggio e, in generale, dell’identikit del feticista del piede. Le interviste di Dipré sono spesso accomunate dal mostrare personaggi che assumono atteggiamenti trash davanti alla telecamera, atteggiamenti che a volte ha ostentato lo stesso Dipré. 10 anni dopo, nel 2022, Giuseppe Borgia è stato reintervistato su YouTube dal canale "Alici come prima". In quest’intervista è emerso per la prima il lato umano del personaggio siccome, con un tono composto, ha parlato del suo feticismo del piede manifestato fin da piccolo, di come la viralità del suo personaggio lo abbia portato a subire atti di bullismo fisici e verbali e del fatto che assume farmaci a causa di alcune condizioni cliniche che però non lo hanno mai reso pericoloso. L'intervistatore, Andrea Rossi, ha descritto Giuseppe Borgia come "simpatico e innocuo"; lo stesso Giuseppe Borgia ha lodato l'intervista, definendola "tranquilla".
Nel 2014, si è registrata l'ascesa del trend dei selfeet, cioè i selfie ai piedi. Tuttavia, perlomeno alla nascita, era completamente scollegato da qualunque forma di sessualizzazione del piede. In origine, il selfeet era un trend reso popolare da Instagram in cui le persone fotografavano i propri piedi su un pavimento con forme e decorazioni artistiche estrose. Il trend è iniziato quando tre utenti ad Amsterdam (Edith Beurskens, Josha Jansen e Pien van Wijmen) hanno deciso insieme di creare un account a tema su Instagram e l’hashtag #ihavethisthingwithfloors. Nel 2019, il trend era ancora presente. Oggi tuttavia non è inusuale fotografarsi i piedi anche senza la presenza di un pavimento decorato (e.g., fotografarsi i piedi in spiaggia e simili contesti in cui si possono tenere denudati) e postare queste foto sui social, per cui il termine "selfeet" si può anche riferire a un contesto generico.
Nel 2015, secondo un articolo del Cosmopolitan che cita Google Trends, la parola chiave "piedi" su Google Search ha superato la parola "tette"; inoltre, le parole chiave "foto piedi" hanno subito un’impennata.
Nel 2016, il celebre canale di YouTube "Comedy Central" ha svolto un mini-documentario sui party erotici dei feticisti dei piedi, in cui la conduttrice e comica Nikki Glaser ha intervistato alcuni partecipanti e si è fatta massaggiare i piedi da uno di loro in mezzo alle battute e risate reciproche. Il video è diventato uno dei video più visualizzati a tema in lingua inglese dell’intera piattaforma, arrivando a totalizzare oltre 560.000visualizzazioni ad agosto 2025.
Il film "Fumiko no ashi" ("I piedi di Fumiko" o "Le gambe di Fumiko", 富美子の足) del 2018 è tratto da un racconto breve del 1919 di Jun'ichirō Tanizaki (谷崎 潤一郎), autore che ha incentrato la sua produzione letteraria sulla bellezza femminile. Nel racconto breve, che è pieno di riferimenti feticisti e masochisti, il protagonista Tsukagoshi mentre accarezza le gambe della propria geisha e mistress Fumiko, si perde nelle memorie della propria infanzia. Tanizaki ha anche scritto "La chiave", da cui Tinto Brass ha tratto l'omonimo film.
Nel 2019, su Instagram erano di moda le unghie lunghe finte dipinte in acrilico. Questa moda è stata correlata al feticismo del piede in base all'analisi degli hashtag correlati ai post. Nello stesso anno, in Cina sono stati vietati i video di feticismo del piede insieme ad altri materiali che promuovono "una visione non salutare del matrimonio e dell'amore", probabilmente ritenendo il feticismo del piede solo una patologia.
Nel video musicale ufficiale di "Bloody Valentine", una canzone dell'attore e rapper Machine Gun Kelly o "MGK" (2020), è presente Megan Fox che compie dei giochi erotici con il cantante, che si sveglia con mani e piedi legati e con un cerotto sulla bocca. In una scena, Megan Fox con un piede nudo massaggia la guancia dell'attore. In un'altra scena, utilizza il cantante seduto e legato come poggiapiedi, per cui pratica lo human footstool. In un'intervista, l'attore ha detto di essere feticista del piede e che Megan Fox ha i piedi più belli del mondo. Nello stesso anno Chiara Ferragni, che nel 2020 era descritta come l'influencer più famosa di Italia, in un breve video su TikTok con il marito dell'epoca Fedez si è fatta leccare il dorso del piede da Fedez. Il video è diventato virale.
Nel 2021, è stato pubblicato sul canale "Real Time" di YouTube uno dei video con più visualizzazioni a tema feticismo su YouTube in Italia, una puntata di "Alta Infedeltà: 1000 modi per tradire" (5° stagione, episodio 9). Nella puntata, chiamata "Piedi di fata", si narra come un uomo resta folgorato dalla commessa di un negozio di scarpe, che ricambia; in particolare, rimane attirato dai suoi piedi e dalle sue scarpe con i tacchi aperte, per cui la commessa gli chiede maliziosamente se vuole conoscere il resto. I due iniziano dunque una relazione che approda al matrimonio. Un giorno, la commessa e neo-sposa si ammala e chiede al suo uomo di gestire il negozio di scarpe; nel mentre, una nuova cliente molto affascinante lo seduce con i suoi piedi, per cui la moglie, già fiaccata e bloccata a letto dalla malattia, viene consumata dalla gelosia.
Nel febbraio 2022, il feticismo del piede era descritto come un fenomeno diventato "mainstream", cioè di larga diffusione e conosciuto a livello popolare, e il "kink del momento". L'articolo di giornale cita come prima tappa fondamentale l'uscita del film "50 sfumature di grigio", tratto dall'omonimo best-seller della scrittrice E. L. James. Il film ha popolarizzato il sesso BDSM. Una seconda tappa fondamentale è il lancio di OnlyFans (OF) nel 2016. Una terza tappa è un episodio del reality show Love Island del 2021 in cui uno dei partecipanti (Jake Cornish) ha raccontato di essere feticista del piede e ha filmato un altro concorrente (Toby) mentre succhiava l'alluce di una concorrente (Kaz). Nello stesso anno, in un episodio della serie tv Holby City, una delle protagoniste (Kylie) parla con il collega (un medico) e gli spiega che vende in internet le foto dei propri piedi perché può guadagnare di più in un'ora vendendo foto che in mezza giornata in ospedale; i fan della serie tv si sono lamentati che Holby City stava diventando troppo simile a Love Island. Una quarta tappa fondamentale è un'intervista virale in cui Quentin Tarantino ha parlato esplicitamente della sua scelta di inserire inquadrature di piedi femminili nei suoi film per poi difenderla. Una quinta tappa è stato un video virale di 1 minuto postato su TikTok in cui un tiktoker, Forrest Valkai, ha spiegato la teoria del Cross Signaling come una probabile origine del feticismo del piede. A luglio 2025, il video ha totalizzato oltre 2,3 milioni di view e 37.400 commenti.
Nel 2022, nella 9° puntata della 1° stagione di House of the Dragon, il perfido Lord Larys offre delle informazioni alla regina Alicent, ma in cambio chiede alla regina di togliersi le scarpe e le calze e mostrargli i piedi. La regina acconsente, poggiando i piedi nudi su un tavolino davanti a Lord Larys. La scena ha scatenato delle accese discussioni tra i fan della serie ed è diventata celebre. Nello stesso anno, in un'altra stagione del reality show Love Island un partecipante (Luca Bish) ha adorato i piedi di una partecipante (Gemma Owens). Sempre nello stesso anno, Kourtney Kardashian ha iniziato a pubblicare alcune foto in cui suo marito, Travis Barker, le baciava o maneggiava i piedi nudi. A poca distanza di tempo, anche Kim Kardashian ha postato una foto in cui, mentre è sdraiata su un letto, poggia i suoi piedi nudi sul petto del suo fidanzato dell'epoca, Pete Davidson. La sorella Khloé Kardashian ha commentato in modo ironico la foto. Le foto sono diventate virali a causa della grande fama dei Kardashian. Nello stesso anno, secondo un articolo della CNN, le scarpe che mostravano le dita dei piedi (peeptoe o open toe o toe baring) erano molto di moda. Due anni dopo, nel 2024, quello che è stato definito "il feticismo del piede della moda" era ancora praticato; un articolo del The Guardian ha inoltre sottolineato come le scarpe toe baring fossero ancora di moda.
All'inizio del video musicale ufficiale di "Pound Town", una canzone di Sexyy Red del 2023, si vede un uomo con i dreadlock che si inginocchia per succhiare l'alluce alla cantante mentre viene filmata con il cellulare da una terza persona.
L'anno successivo, nel 2024, il cantante Ricky Martin ha dichiarato con entusiasmo di essere feticista del piede maschile; in passato aveva già fatto coming out sulla propria omosessualità parlandone in modo aperto dopo un lungo periodo in cui aveva paura di vedere la propria carriera musicale distrutta. Inoltre, nel maggio 2024, in un’intervista per il canale YouTube Hulu, Khloé Kardashian ha parlato all’intervistatrice di come ci fossero donne su OnlyFans che vendessero foto dei proprio piedi. A gesti, le ha anche mostrato come si svolge un footjob. Il video in questione è diventato uno dei video a tema feticismo del piede in inglese più visualizzati di tutto YouTube, per un totale di oltre 726.000 view ad agosto 2025. Sempre nel 2024, è stato pubblicato "The Fetishist" di Katherine Min, un'acclamata scrittrice coreana; il libro è stato pubblicato postumo dalla figlia Kayla Min Andrews. In questo libro uno dei protagonisti, il violinista Daniel, è feticista delle asiatiche e del piede. Il libro è stato indicato da Harper's Bazaar come uno dei migliori libri del 2024.
L'anno successivo, il top model e attore Tyson Beckford in un talk show ha dichiarato di essere feticista del piede e ha elogiato i piedi di una delle ospiti, Octavia Spencer, che indossava le scarpe peeptoe.
Le ultime frontiere sono l'ascesa delle feet models (modelle di piedi) e la possibilità di generare foto di piedi e dunque contenuti potenzialmente a sfondo feticistico con l'intelligenza artificiale.

#### Storia e ascesa delle modelle di piedi

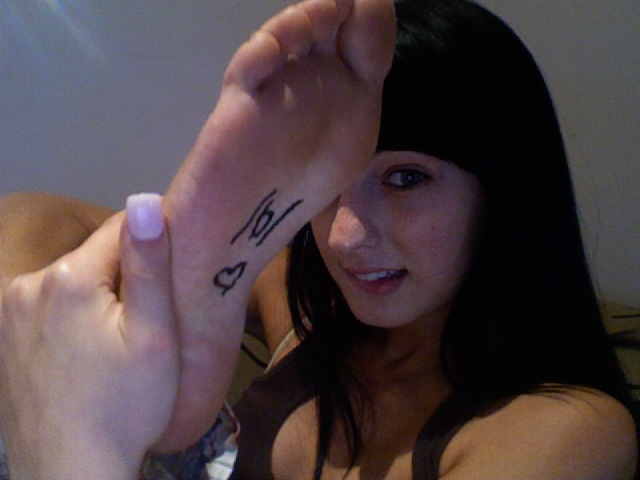
Un esempio di foto di piedi di una ragazza

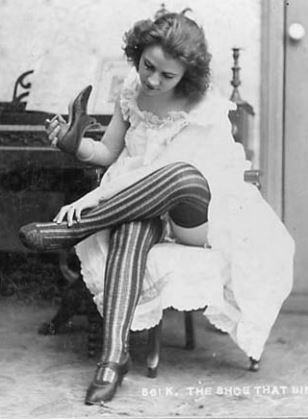
The Naughty Maid di Charles Ellis Johnson (1903 circa), una stereoscopia precoce in cui una giovane descritta come "birichina, maliziosa" si solleva la gonna e toglie una scarpa, mostrando una gamba e un piede avvolti da una calza autoreggente

Alcune donne, le modelle di piedi (feet models) vendono attraverso i social in privato foto dei propri piedi, anche realizzando enormi guadagni ogni settimana. Il fenomeno è cresciuto in particolare durante la pandemia di COVID-19, dunque durante un periodo di chiusura forzata delle attività lavorative, isolamento e distanziamento sociale. Già nel 2020, in piena pandemia, era stato registrato un'impennata in India del business online del feticismo del piede. Alcune foto sono generiche, mentre altre foto hanno caratteristiche particolari (e.g., inquadrature estremamente ravvicinate dette anche "closeup", uso della lente fish-eye per aumentare le dimensioni dei piedi e il punto di vista, uso di travestimenti, calpestamento di oggetti, calpestamento dell'osservatore detto anche "POV foot crush" o "giantess foot crush" e pratiche feticiste autoerotiche); nel caso limite, sono prodotte in modo personalizzato. Le modelle di piedi possono anche produrre video (e.g., feet tease anche mentre fanno finta di dedicarsi ad altre attività o con insulti e dirty talk, shoeplay, performance con travestimenti, provarsi le scarpe, passeggiare, massaggiarsi, farsi la pedicure, premere a piedi nudi i pedali dell'auto ovvero "pedal pumping" ecc.). In alcuni casi, la modella non è da sola, per cui le foto e i video sono prodotti in coppia con un'altra donna o in gruppo; in questi casi, un altro soggetto diffuso è la comparazione dei piedi.
Una precursora delle feet model è stata Virginia Oldoini, contessa di Castiglione, cugina di Cavour e spia inviata in Francia con l'obiettivo di sedurre l'imperatore Napoleone III. Già nota al suo tempo per la sua grande bellezza e la sua passione per la fotografia, si è anche fatta scattare alcune foto ai piedi. In particolare, una foto poi colorata è "Les Cothurnes" ("I calzari") di Pierre-Louis Pierson, scattata tra il 1861 e il 1867. Nella foto, è visibile il piede della Contessa di Castiglione in una scarpa classicheggiante con l'open toe. Altre due foto dello stesso periodo invece inquadrano le gambe e i piedi nudi della contessa; in una delle due foto, si vede come la contessa seduta mentre solleva la gonna e offre la visione di queste due parti del corpo all'osservatore. Le foto ai piedi della Contessa di Castiglione sono dunque pionieristiche.
La contessa si è fatta anche realizzare alcuni calchi in gesso delle proprie mani e anche dei propri piedi che donava ai suoi amanti. Di un caso è noto anche il contrario: Ludovico I, re di Baviera, dopo che nel 1846 si era invaghito della sua amante Lola Montez, aveva realizzato un calco dei suoi piedi in alabastro. Lola Montez era una ballerina e, quando il re l'aveva vista ballare la prima volta, si era sentito attratto sia da lei che dai suoi piedi, cosa mai avvenuta in vita sua prima di quel momento; tra le varie pratiche, il re amava baciare i piedi della ballerina. Lola Montez inoltre ballava sul palco con una frusta in mano e un look sessualizzato, per cui sarebbe una precursora delle moderne dominatrix.
La contessa di Castiglione, durante l'età avanzata e con il diminuire della bellezza fisica, era refrattaria a farsi fotografare, ma curiosamente nel 1894 si è fatta ancora fotografare i piedi; non è chiaro se tale scelta derivi dall'idea che i suoi piedi mantenessero ancora un aspetto gradevole, in collegamento con la teoria biologico-evoluzionistica che lega il feticismo del piede ai segnali di giovinezza e salute.
Altri precursori delle feet model sono le modelle fotografate da Elmer Batters nella metà Novecento, in un'epoca in cui tuttavia non esistevano ancora né internet né i social.
Nelle serie tv, un riferimento alle modelle di piedi è contenuto in una puntata di Holby City del 2021, in cui un'infermiera viene osservata da un collega mentre posta e vende le foto dei suoi piedi online. Un riferimento satirico alle modelle di piedi contenuto anche in una puntata dei Griffin: in questa puntata, Meg viene contattata da un fotografo per farsi fare delle fotografie sexy ma, quando le vede proiettate sul computer, scopre che le ha fotografato i piedi perché alcune persone sono disposte a pagare per averle. Il fotografo, successivamente, mette le foto in internet in cui ricevono 35.000 view in una sola notte.
Due tra i più grandi siti di vendita sono OnlyFans, lanciato da Tim Stokely nel novembre 2016, e FeetFinder, lanciato nel settembre 2019 da Patrick Nielsen. Alcuni esempi trattati dai giornali di "modelle di piedi" (feet models) sono:
- Lucy (42 anni), una donna che vive a Londra e con un impiego nel settore delle risorse umane, in un anno ha guadagnato oltre 3500£ su Feetfinder.[190]
- La cantante Lily Allen ha venduto le proprie foto su OnlyFans e nel 2024 ha dichiarato di guadagnare di più rispetto ai suoi video-streaming su Spotify.[191]
- L. Spencer (circa 50 anni) di Birmingham al 2024 guadagnava da 10.000£ a 30.000£ al mese vendendo le foto su OnlyFans.[192]
- K. Marie (23 anni), una modella e receptionist che vive in Georgia (USA), al 2020 guadagnava in media 466£ vendendo le sue foto di piedi; inoltre ha aggiunto che, nel momento in cui ha inquadrato anche il volto sorridente, il suo profilo ha aumentato le statistiche siccome i visitatori hanno apprezzato la carica di energia, gentilezza e positività del sorriso.[193]
- J. Tyron (18 anni) dell'Essex ha dichiarato al 2023 di guadagnare fino a 1000£ al mese vendendo le sue foto.[194]
- Una modella con pseudonimo "Sweet Arches" ("Dolci Aracate", 28 anni) dell'Oregon nel 2020 ha dichiarato di guadagnare fino a 5000£ al mese e fino a 58.000£ all'anno vendendo le sue foto. La modella stessa si è dichiarata feticista del piede fin dall'infanzia.[195][196]
- K. Woods (21 anni) della Florida ha dichiarato nel 2018 di avere guadagnato 2380$ dal 2017 al 2018 vendendo le sue foto. Prima di intraprendere quest'attività, aveva una pessima opinione dei propri piedi.[197][198]
- M. Thompson (25 anni) di Leicester ha dichiarato nel 2020 di poter guadagnare fino a 800£ a settimana vendendo le sue foto su OnlyFans e KIK.[199]
- J. Gould (32 anni, nome d'arte "Scarlet Vixxen"), canadese dell'Ontario, ha dichiarato nel 2017 di guadagnare fino a 55.000£ in un anno vendendo le sue foto. Prima di intraprendere quest'attività, pensava che nessuno potesse essere interessato ai suoi piedi.[200]
- G. Lee, una dominatrix part-time e ex-modella, ha dichiarato nel 2018 di guadagnare circa 30.000$ l'anno vendendo le sue foto.[201]
- Larsa Pippen, attrice di 'The Real Housewives of Miami', ha dichiarato nel 2021 di guadagnare 10.000$ al giorno vendendo le sue foto su OnlyFans.[9]
- Raquel Leviss, attrice di Vanderpump Rules, ha dichiarato nel 2021 di avere guadagnato 30.000$ vendendo le sue foto; i soldi sono stati poi usati per un'operazione chirurgica estetica al naso.[9]

Inoltre Vogue nel 2021 ha presentato la storia di D. Korwin, una agente di Parts Model, un'agenzia di modelle specializzata in mani e piedi fondata nel 1986. Per i servizi, le modelle di mani e piedi sono pagate quasi quanto le modelle standard nonostante il viso non compaia nelle foto.
Nel 2024, un articolo di giornale ha attestato l'esistenza del primo salone di bellezza in Canada in cui le clienti che si fanno una pedicure hanno diritto a uno sconto del 20% se si fanno fotografare i piedi; le foto vengono caricate con anonimato sul profilo del salone di bellezza su FeetFinder, in cui vengono vendute e il business viene promosso. Questo modello di business orientato alla crescita aziendale fa dunque perno sul feticismo del piede.
Un articolo di giornale del 2025 in particolare ha messo in mostra la difficoltà di fare la modella di piedi: la giornalista Samantha Rea ha provato per 3 mesi a fare la modella di piedi e, nell'arco di tre mesi, ha guadagnato poco meno di 200$ netti. La giornalista ha sottolineato come i guadagni più elevati avvengono in primis se si posta con assiduità, per cui il lavoro di ideazione e produzione di foto ha un suo peso.

##### Galleria di foto storiche
Le foto, salvo diversa indicazione, sono state tutte effettuate da Pierre-Louis Pierson e inquadrano Virginia Oldoini, contessa di Castiglione.

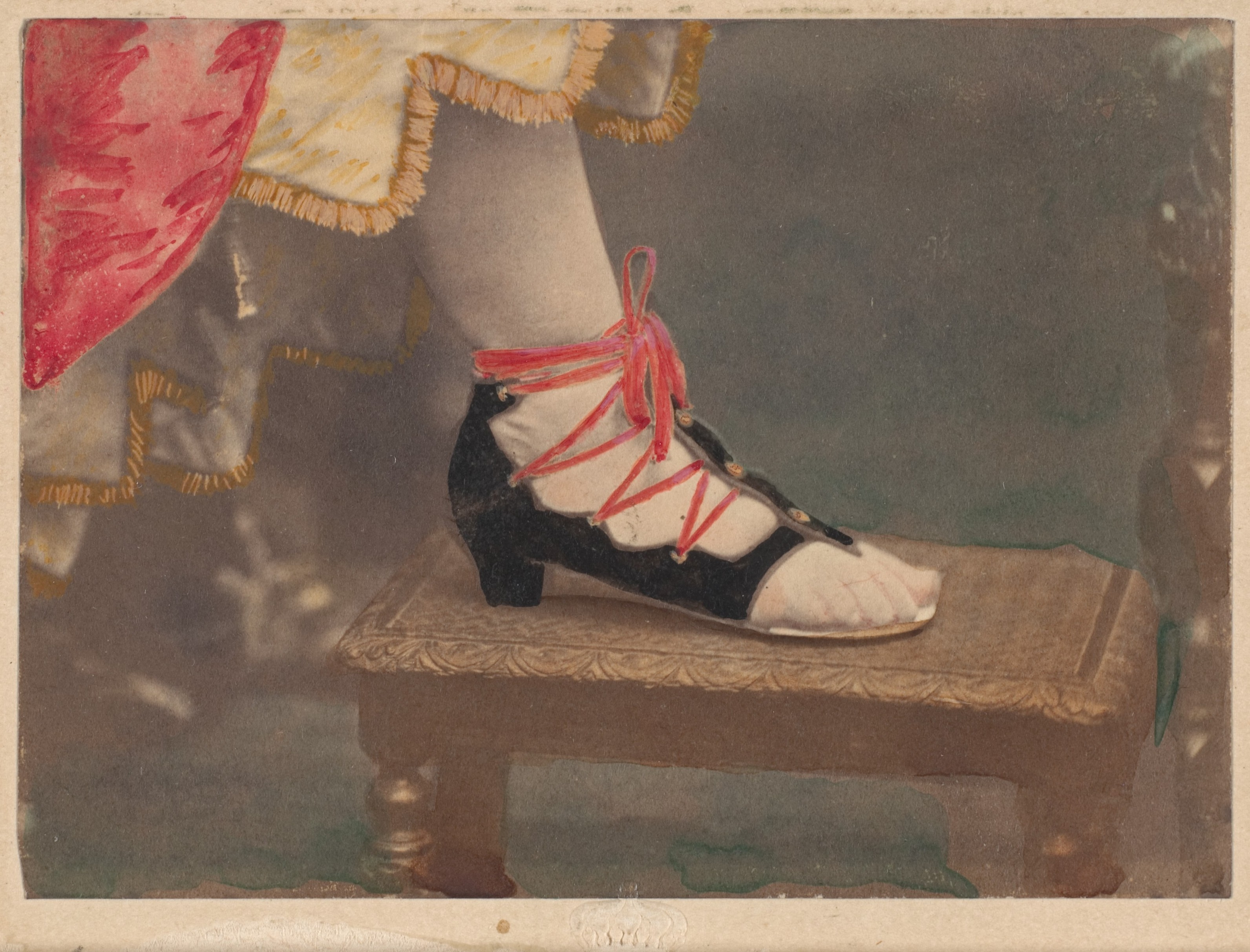
Les Cothurnes ("I calzari", 1861-67), una foto in cui la contessa mette in primo piano il suo piede in un calzario con l'open toe
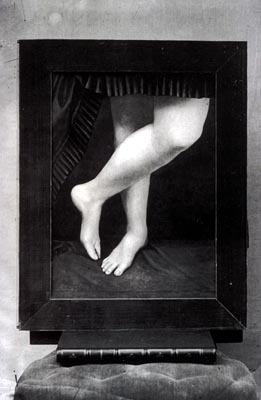
Le gambe della Contessa di Castiglione (1861-67), in cui la contessa mostra le gambe e i piedi nudi
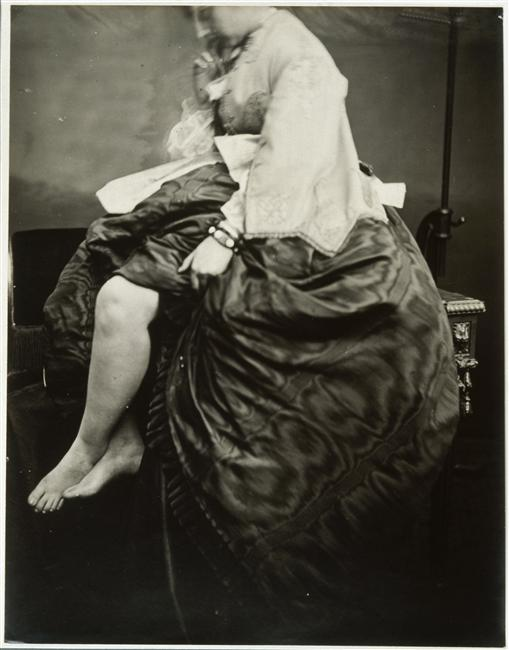
Le gambe di Virginia Oldoini (1863) di Léopold-Ernest Mayer in cui la contessa, in atteggiamento pensoso, solleva la gonna e rivela le gambe e i piedi nudi
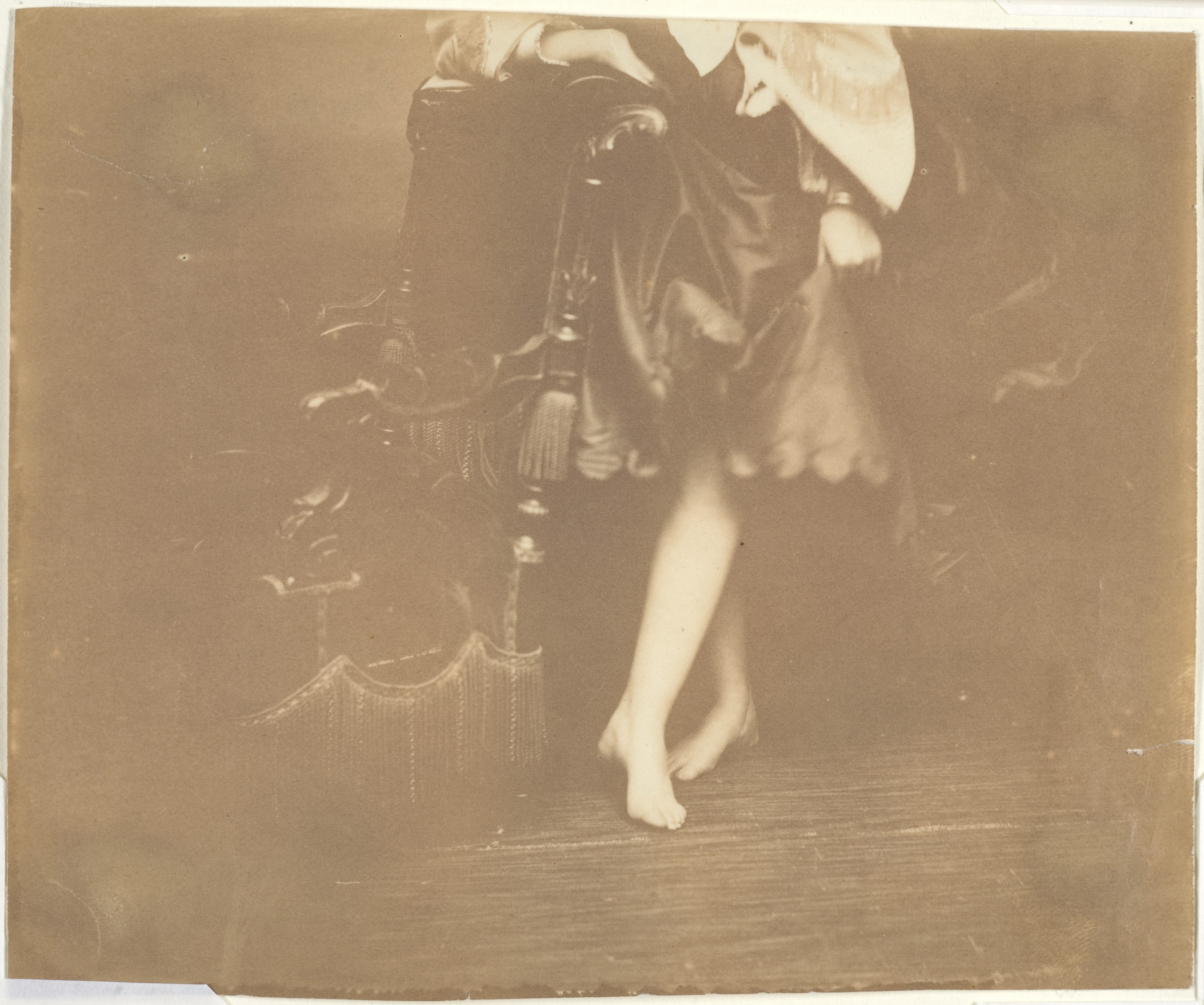
Studio sulle gambe n.1 (1861-67), in cui le gambe nude incedono con un andamento sensuale
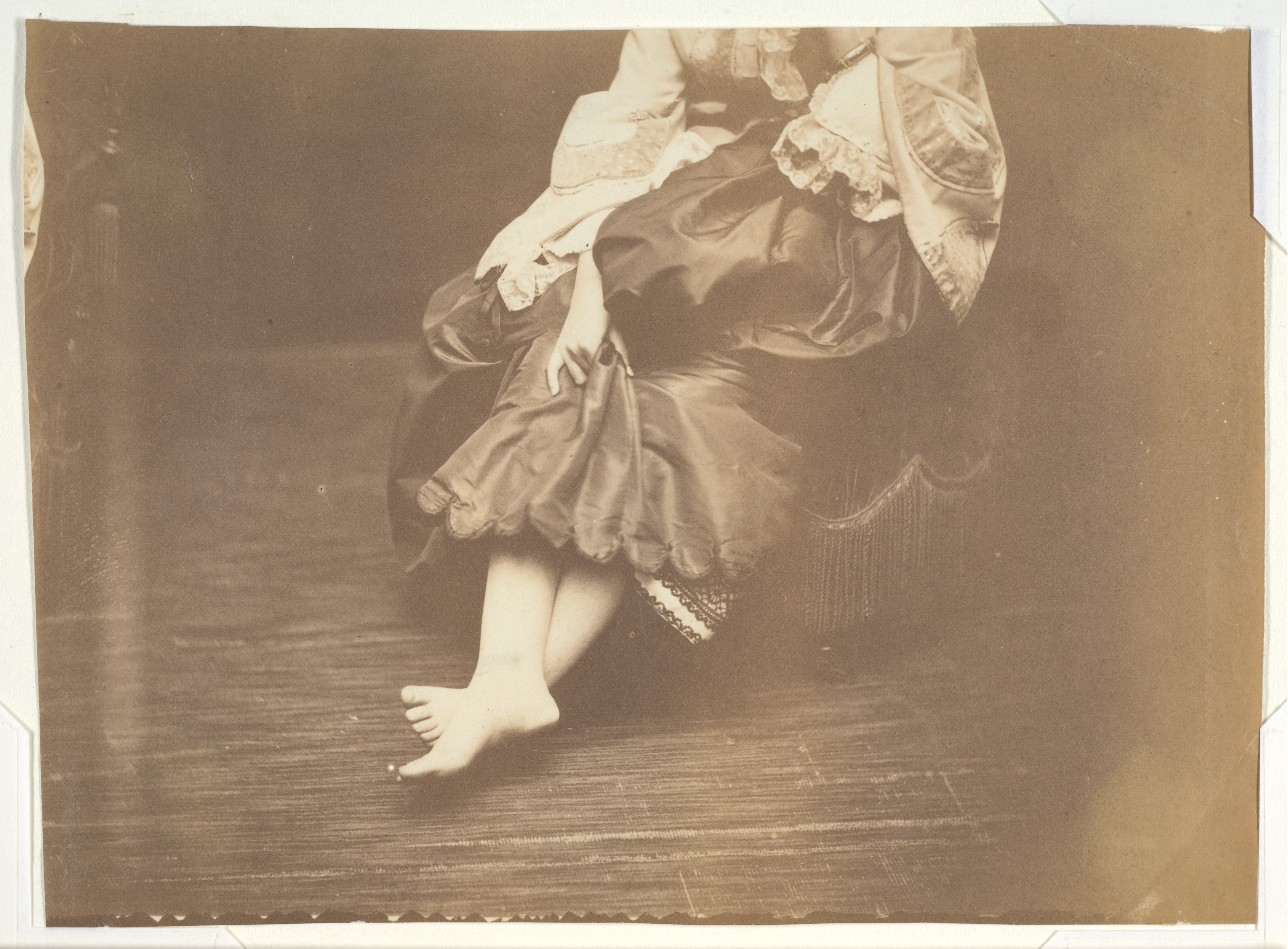
Studio sulle gambe n.2 (1861-67), in cui le gambe sono incrociate mentre la contessa è comodamente seduta
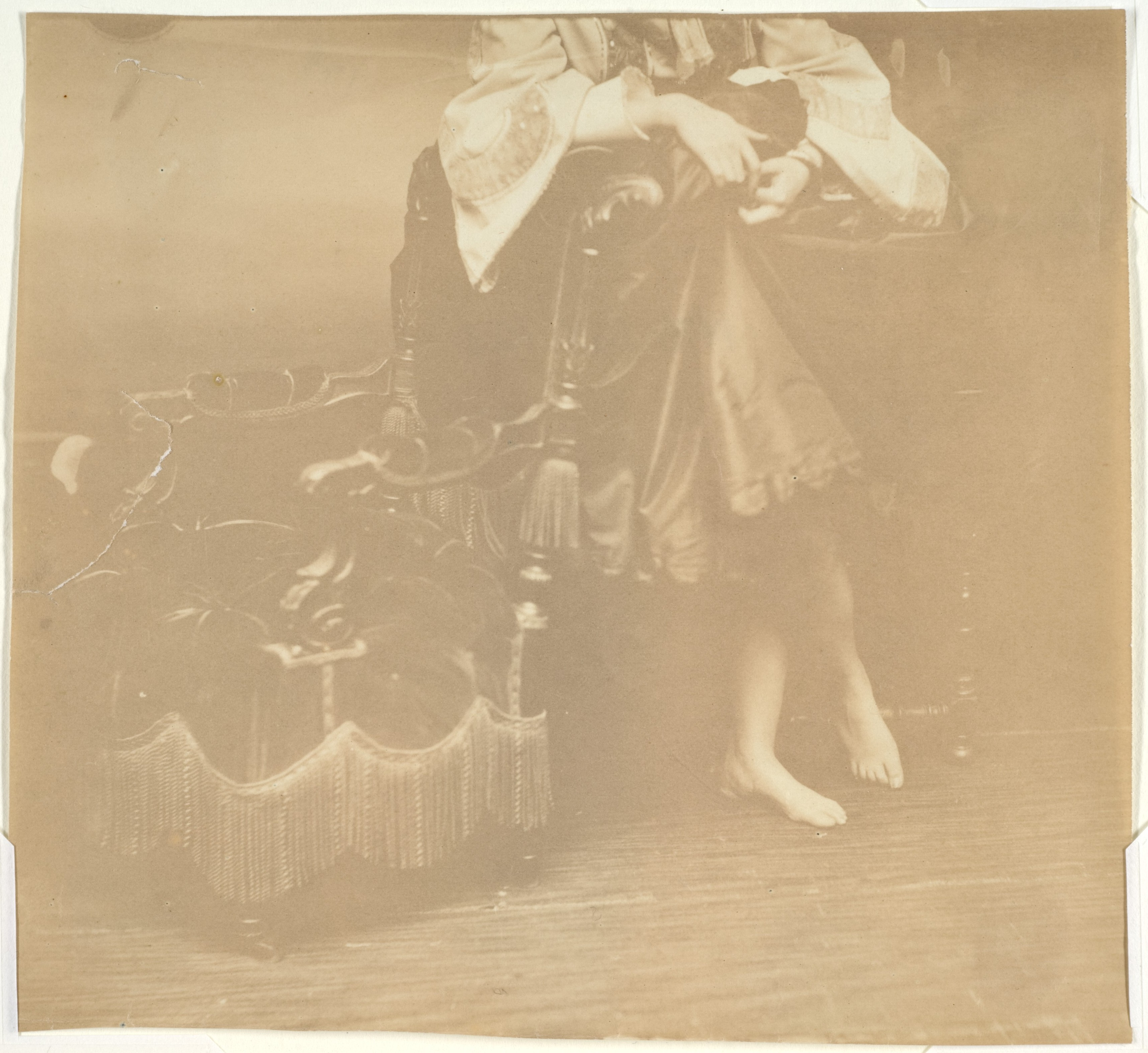
Studio sulle gambe n.3 (1861-67), in cui le gambe sono incrociate
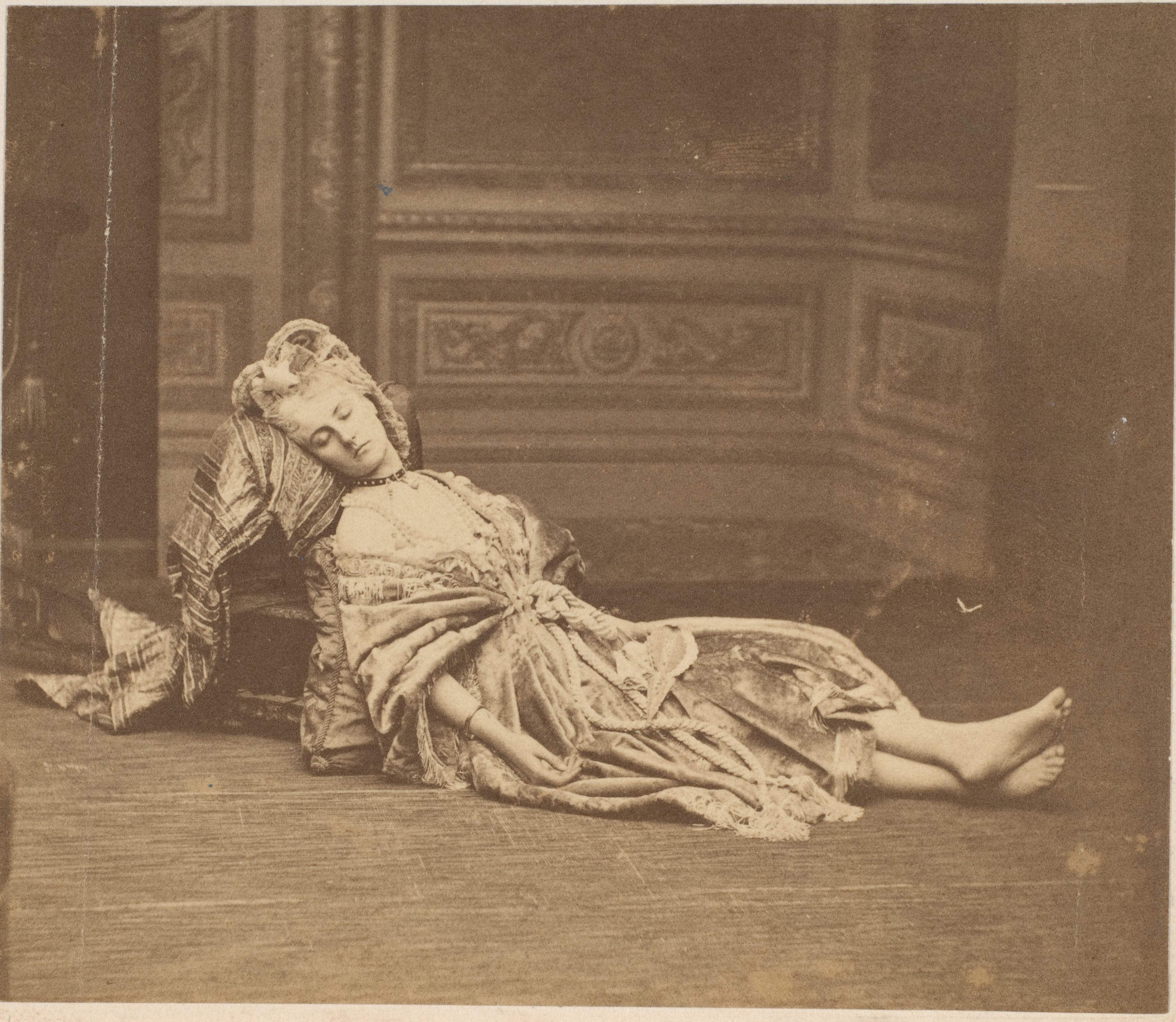
Una foto della contessa di Castiglione (1861-67) in cui è avvolta dal sonno in una posa languida, con le caviglie incrociate in un gesto delicato
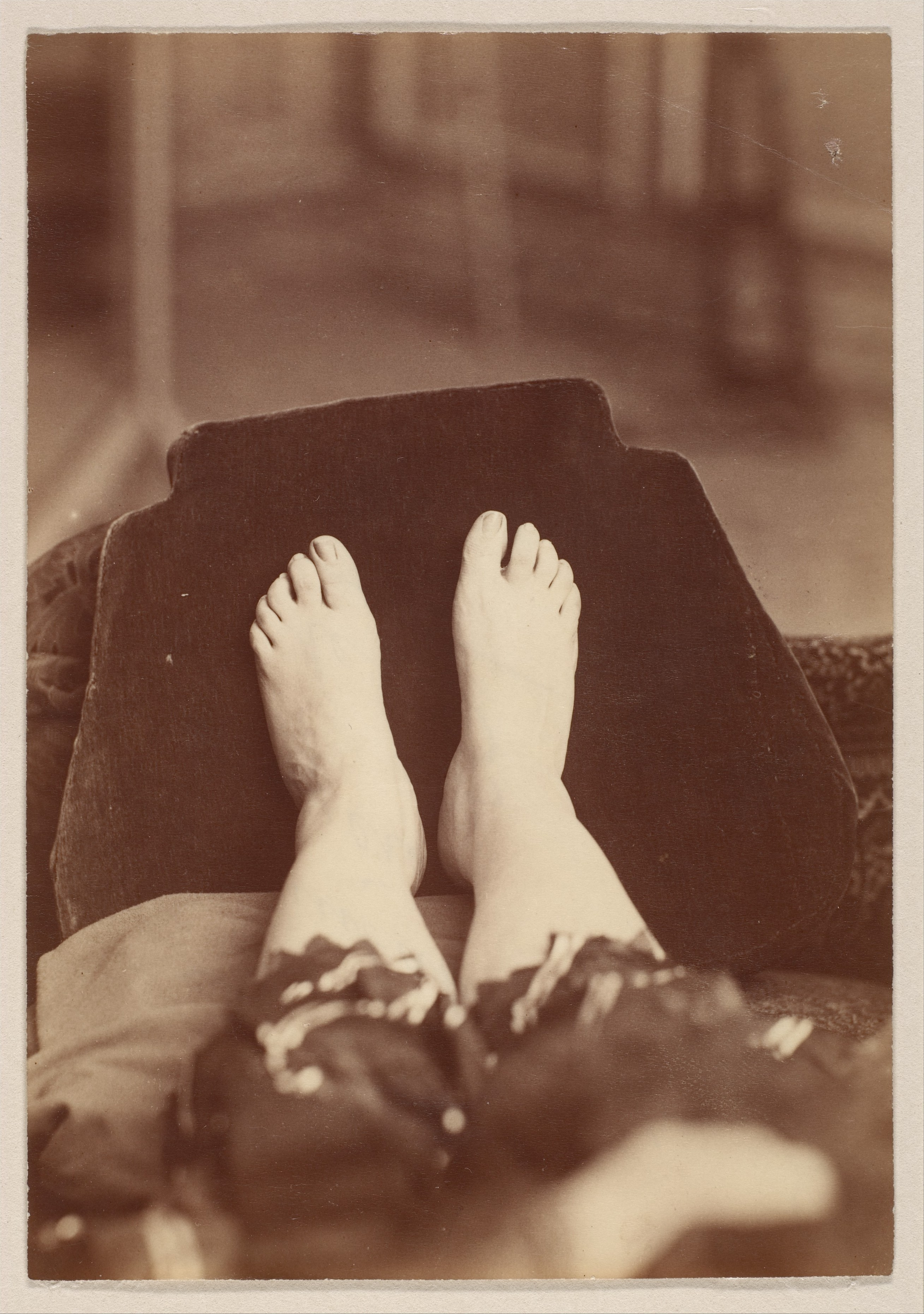
Le Pé (1894), una foto scattata in età avanzata che ritrae nuovamente i piedi della contessa

## Ricezione tra stigma, accettazione e controversie

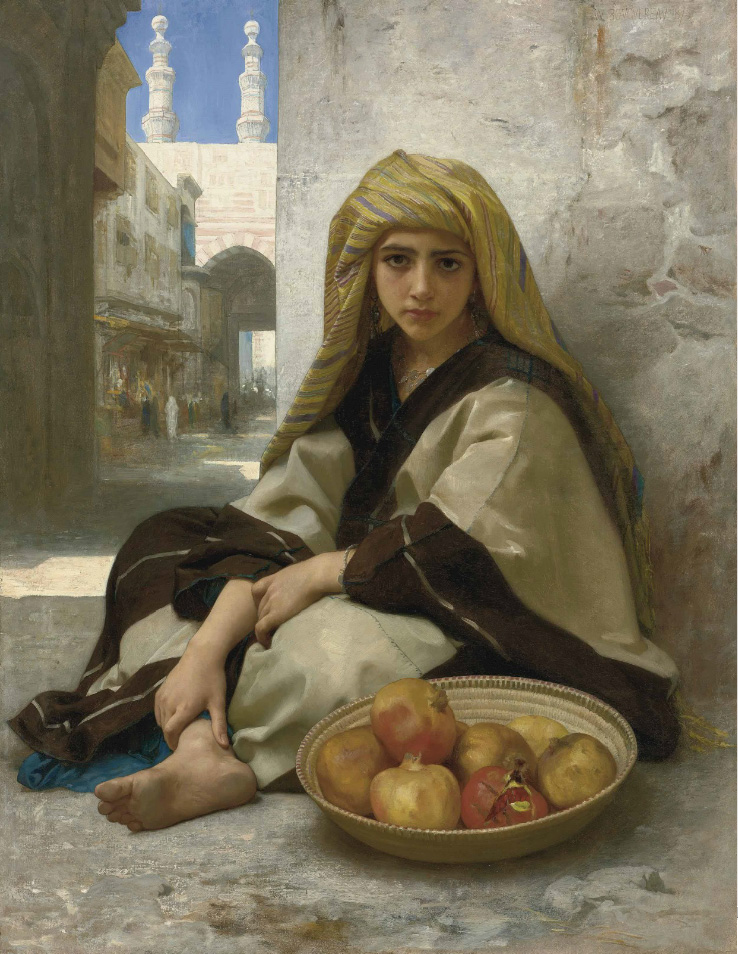
La Marchande de Grenades ("La venditrice di melograni") di William-Adolphe Bouguereau (1875). Nel quadro, l'umiltà e povertà della giovane sono mostrate in modo esplicito dalla nudità dei piedi, che in più sono anche impolverati

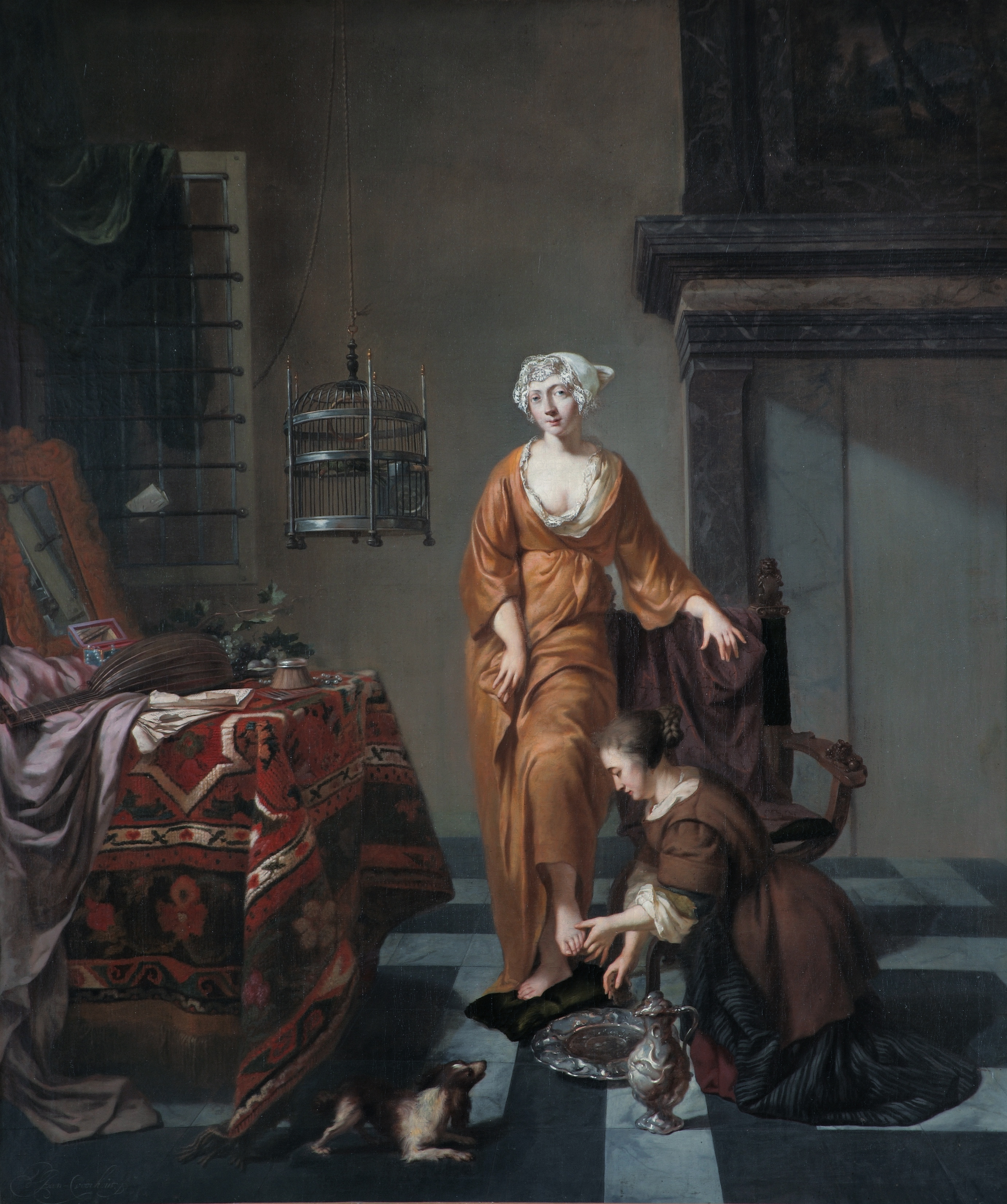
"Una donna con una serva che le lava i piedi" (1690-1700) di Johannes Voorhout. Fin dall'Antica Roma, la lavanda dei piedi era un compito degli schiavi, per cui il contatto fisico con i piedi di un'altra persona talvolta è considerato un gesto che manifesta umiltà e sottomissione

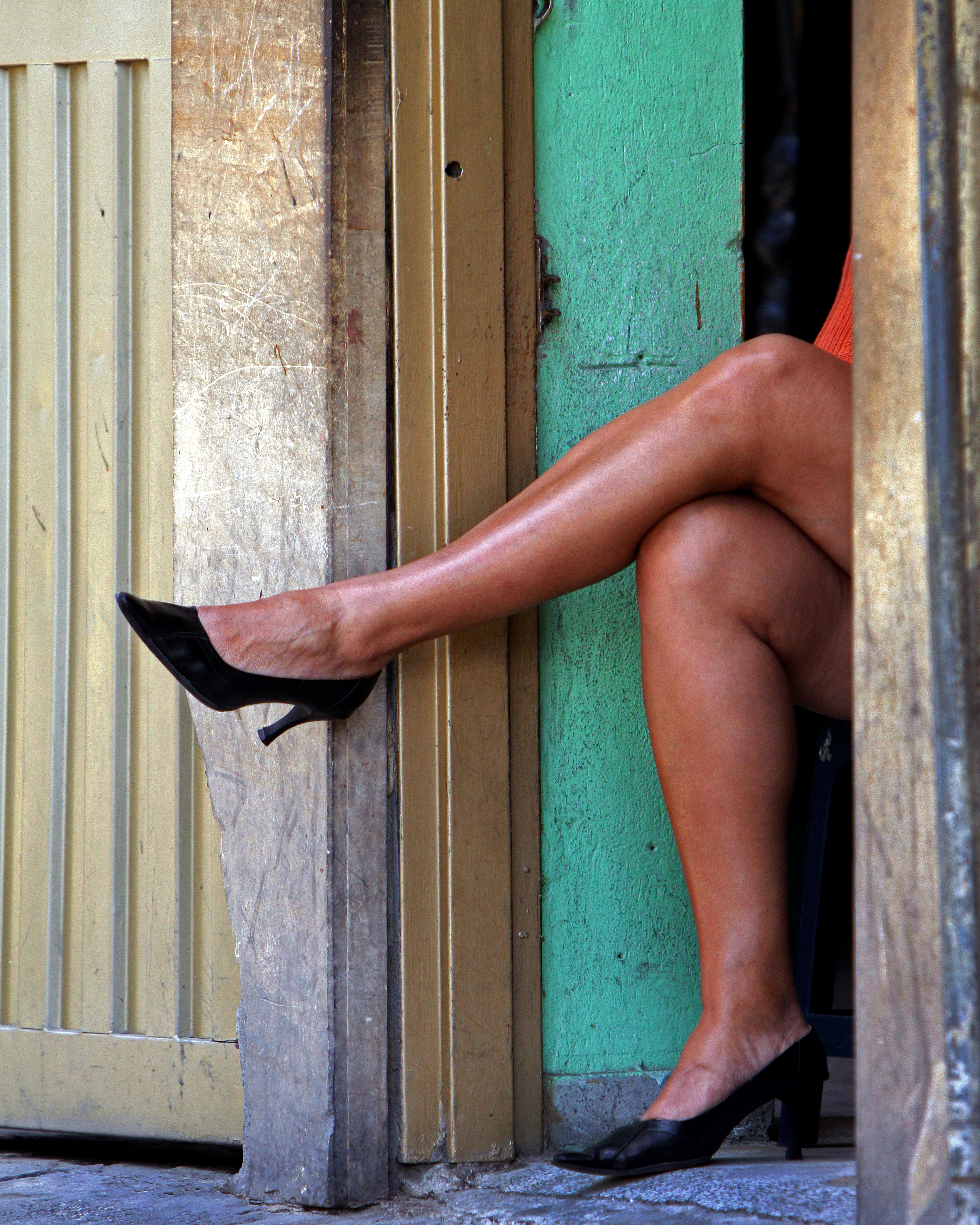
Una prostituta mentre, con atteggiamento adescante, aspetta i clienti. Durante l'Età vittoriana, esibire parti del corpo considerate inutili da denudare era visto come un segno di dissolutezza, per cui gambe e piedi erano spesso coperti da lunghe gonne

### La stigmatizzazione e i suoi effetti
Con l'eccezione del periodo greco-romano in Occidente, a partire almeno dal Seicento il feticismo dei piedi nella cultura occidentale è sempre stato un tabù per vari motivi:
- la concezione di "fare sesso" pone molta enfasi sulla penetrazione sessuale, sull'erezione, su pratiche sessuali che coinvolgono i genitali e sul piacere maschile,[12] per cui è tendenzialmente fallocentrica e mette in secondo piano tutte le pratiche non penetrative e/o che non coinvolgono i genitali
- il concetto di feticismo, sviluppato nel dibattito scientifico moderno a partire dall'Ottocento, distingue le parti del corpo tra "normofiliche" e "parafiliche" (dal greco "para-philia", "scorretto-piacere"); pertanto, istituisce una norma su ciò verso cui si prova piacere e una "deviazione" dalla norma. Soltanto dopo numerosi decenni questa concezione è stata smussata con la distinzione tra "feticismo" e "disturbo feticistico" per poi essere messa in discussione dalla visione olistica della donna nel sesso
- i piedi, contrariamente alla testa, non sono la sede della razionalità e delle emozioni e sono in basso e (quasi) a contatto con la terra nel corpo, mentre la testa è elevata rispetto al suolo e in posizione "superiore" rispetto ai piedi; pertanto, sono simbolo di bassezza, volgarità e una parte del corpo meramente utilitaria
- i piedi, siccome sono a contatto con il suolo o chiusi nelle scarpe, sono simbolo di sporco[11] siccome sono a contatto con il suolo o chiusi nelle scarpe
- i piedi nudi sono simbolo di povertà[11] e umiltà siccome i poveri e i mendicanti spesso non hanno le scarpe.
- i piedi erano considerati una parte del corpo che non serve da mostrare nuda, per cui ad esempio una donna che mostrava i piedi nudi era considerata dissoluta[11]

In particolare, nella Storia la lavanda dei piedi è sempre stata considerata un'umiliazione: nell'Antica Roma infatti era compito degli schiavi lavare i piedi dei loro padroni, così come nella Storia i sovrani e alcuni Papi erano soliti farsi baciare i piedi dalle persone che ricevevano in segno di supremazia nei loro confronti.
Secondo la ricerca sul nesso tra teoria del condizionamento operante e cause del feticismo del piede negli omosessuali, svolta nel 1995, all'epoca fino al 30% dei 282 partecipanti diceva di provare molta vergogna e molta ansia per il proprio feticismo. Un ulteriore 33% si sentiva "molto confuso". Infine, un ultimo gruppo era spesso depresso (often depressed) o si sentiva spesso miserabile e senza speranza (often dejected), a cui si affianca un 4% che rimpiangeva di avere sviluppato un feticismo per i piedi. Anche se lo sviluppo del feticismo del piede non sarebbe correlato a particolari tipi di personalità, fino a quasi 1/3 dei partecipanti aveva una scarsa autostima di sé. Questo dato mostrava una forte correlazione con un ambiente sessualmente restrittivo durante la propria crescita; inoltre, mostra una correlazione anche con la tendenza a essere secretivo con questo aspetto della propria sessualità sia con gli altri in generale che con il proprio partner sessuale: condividere questo aspetto con il partner e/o chiedere di svolgere attività correlate con il consenso e la comunicazione diretta avrebbe scatenato una reazione negativa (che oggi viene talvolta chiamata kink shaming). Quest'ultimo fatto portava a una minore soddisfazione della propria vita sessuale unito a sentimenti di inadeguatezza sessuale. Nel 2019, un articolo in esclusiva del DailyStar ha spiegato che oltre il 50% dei feticisti dei piedi inglesi nascondeva questo aspetto della propria sessualità al/alla partner.
Pertanto, il feticismo del piede è stato praticato perlopiù nelle case di tolleranza o in piccole comunità; queste ultime in più tentano di superare l'isolamento sociale e il senso di alienazione derivato dalla non-accettazione di questo aspetto della sessualità umana. Un esempio di comunità prima della diffusione di internet è la Foot Fraternity, un gruppo di omosessuali negli Stati Uniti che al 1995 contava circa 1000 membri che si teneva in contatto attraverso una newsletter quadrimestrale e organizzava incontri ed eventi tra membri. Nel 2015 si è spostata su Facebook; ad agosto 2025 conta oltre 9100 membri.
Nella metà degli Anni Novanta Giovanna Casotto, modella di piedi e fumettista appartenente al genere erotico, provava imbarazzo a pubblicare le proprie opere siccome erano scritte da una donna e non da un uomo; inoltre, erano a sfondo feticista. Il suo primo editore comunque le ha impedito di firmarsi con lo pseudonimo "Giovanni" e l'ha obbligata a usare il proprio nome. Dopo le prime pubblicazioni, ha ricevuto una serie di stroncature a causa del clima del tempo.
Un articolo del 2022 ha spiegato che il feticismo del piede, pur essendo ormai diventato parte della cultura popolare nel 2021-2022, provoca ancora imbarazzo nelle persone siccome chi ha questo feticismo mediamente non è ancora pronto da condividerlo con la società. I casi di condivisione con la società (che non sono classificabili come "coming out" siccome il feticismo del piede non è un orientamento sessuale) erano già presenti, ma molto limitati. Di contro, i coming out di omosessuali sono più diffusi rispetto ai decenni passati con la diffusione della cultura di inclusione, sex-positive e di tolleranza verso gli orientamenti sessuali e dunque l'intera categoria LGBTQIA. Pertanto, alcune di queste persone esprimono questo lato della propria sfera sessuale online, ad esempio consumando e pagando contenuti a tema feticismo in anonimato. L'articolo aggiunge che il feticismo del piede "probabilmente sposta le idee su cosa è normale", presumibilmente alludendo al fatto che questa espressione della sessualità non è ancora totalmente concepita dalla maggioranza come "normale" nonostante la mainstreamizzazione.
Un altro articolo del 2022 ha ribadito come il feticismo del piede, nonostante sia diventato parte della cultura pop, sia divisivo.
Nel 2024, l'esperta di social media Desislava Dobreva ha spiegato sul The Guardian che i social media hanno avuto un grande ruolo nel normalizzare interessi ritenuti in precedenza non convenzionali, tra cui il feticismo del piede. Inoltre, le piattaforme social secondo il suo pensiero hanno aiutato gli individui a esprimere le loro opinioni e la loro sessualità, per cui sono stati dei mezzi di empowerment.
Pertanto, secondo l'esperta, la popolarizzazione del feticismo del piede è parte di una rivoluzione culturale in atto che è orientata all'inclusività e alla celebrazione "della diversità umana in tutte le sue orme". Gli algoritmi stessi facilitano la popolarizzazione di simili fenomeni siccome continuano a rendere sempre più visibile i contenuti già in partenza popolari.
Secondo lo psicologo sociale Justin Lehmiller, internet ha aiutato le persone che hanno dei feticismi a sentirsi meno sole e sentirsi più normali, presumibilmente in riferimento in primis all'esistenza di comunità online. Tuttavia, nel 2025, secondo Avery Martin (un portavoce di Clips4Sale), molti feticismi sono ancora un tabù da discutere siccome includono (anche) pratiche di sottomissione di un partner.

### Interviste e sondaggi d'opinione
Secondo un’intervista a un gruppo di donne pubblicata su un canale verificato di YouTube nel 2022, tutte le donne intervistate conoscevano cosa fosse il feticismo del piede. Nel dire l’opinione personale, la maggior parte ha detto di non apprezzarlo personalmente, mentre una parte lo ha anche definito "strano", pur riconoscendo che ognuno ha le proprie preferenze, sfaccettature e sfumature sessuali. In caso di richieste di adorazione del piede, quasi metà ha risposto che non l’avrebbe fatto, mentre poco oltre metà ha dichiarato di sì siccome non gli causa problemi o ha risposto di no in modo molto tentennante (e.g., "No, but..." senza finire la risposta).
Secondo un’altra intervista a un gruppo più limitato del 2022, i risultati erano misti, per cui alcune donne apprezzavano o desideravano provare delle pratiche di feticismo del piede, mentre altre no.
In un’intervista del 2024, due anni dopo entrambe le interviste, gran parte di un gruppo di donne ha risposto che il feticismo del piede non gli creava problemi, anche se alcune l’hanno definito una pratica "strana" e alcune hanno detto che dipende in base a come la persona si rapporta e a cosa richiede (per cui la possibilità di negoziazione è aperta).
Ulteriori interviste e sondaggi possono gettare luce sullo stigma o accettazione del feticismo del piede, dunque della forma di feticismo verso una parte del corpo più diffusa. In particolare, un campione di persone intervistate vasto può essere più informativo.

### Incremento della podofobia
Nel 2024, secondo un articolo dell'Huffington Post, è stato registrato un incremento della podofobia nella Generazione Z (1997-2012) a seguito della popolarizzazione del feticismo del piede e dell'accesso pressoché libero ai social media da parte dei giovani. La podofobia si può definire come la paura eccessiva e irrazionale verso i propri piedi e i piedi degli altri. In particolare, secondo l'intervista a una donna che lavora come insegnante di scuola superiore in California, la Generazione Z è refrattaria a mostrare i piedi, per cui porta scarpe chiuse in continuazione o opta per l'uso dei calzini insieme ai sandali (look "ugly chic"). La stessa donna ha testimoniato che, nel momento in cui è entrata più volte in classe con le scarpe aperte, gli studenti le hanno fatto commenti denigratori sulle calzature; in particolare, come già in uso nello slang della GenZ, gli studenti hanno chiamato le sue dita dei piedi "cani" (dogs) e hanno commentato con la frase fatta "Chi ha fatto uscire i cani?" (Who let the dogs out?). Nei casi limite, gli studenti hanno iniziato ad abbaiare in classe alle sue dita dei piedi. L'insegnante, pur di fare cessare questi comportamenti, è stata costretta a indossare sempre scarpe chiuse. Secondo una ragazza appartenente alla GenZ intervistata, il pensiero che i suoi piedi scoperti potessero ricevere attenzioni la spaventava; in altre parole, queste attenzioni ai piedi erano sgradite.
Secondo LeMeita Smith, all'epoca una dottoressa di ricerca e psicologa, la podofobia della GenZ deriva dal desiderio di proteggere i propri spazi personali (anche online) e mantenere un senso di controllo su come sono percepiti. Inoltre, i pazienti appartenenti alla GenZ conoscono il feticismo del piede e hanno preoccupazioni sul proprio aspetto fisico e privacy online.
Infine, il fatto che la GenZ abbia una tendenza alla podofobia è un'affermazione problematica siccome, secondo i dati di PornHub, la fascia di età che nel 2023 ha cercato più pornografia incentrata sul feticismo dei piedi è stata proprio la GenZ. Inoltre, l'abitudine della GenZ di coprire i piedi non deriva comunque interamente dalla podofobia: in alcuni casi, in base alle interviste, l'abitudine deriva dalla sensibilità eccessiva al freddo, dall'apprezzamento estetico del look ugly chic, da motivi di igiene, per tenere i piedi al riparo da eventuali calpestamenti accidentali o dal fatto che la pedicure professionale è costosa nell'area in cui si vive. Infine, la podofobia può avere altre cause diverse dalla consapevolezza dell'esistenza del feticismo del piede: ad esempio, può essere scatenata dalla fobia verso sporco, dei germi e dei cattivi odori.
Il punto più problematico riguarda poi la scelta di schermare i piedi in nome della podofobia per difendersi dall'erotizzazione dei piedi: secondo il corollario di Flügel della teoria della zona erogena mobile, una zona erogena nasce se viene in un primo momento celata allo sguardo altrui tramite il vestiario. Pertanto, nascondere a oltranza i piedi potrebbe avere l'effetto paradossale di rinforzare un feticismo invece di lenirlo o tenerlo sotto controllo.

### L'uso di WikiFeet
WikiFeet è un sito internet fondato nel 2008 da Eli Ozer, un programmatore di computer di Tel Aviv. Il sito permette agli utenti registrati di postare foto pubbliche (o autoprodotte) di donne e uomini in cui i piedi sono visibili. Gli utenti possono quindi navigare liberamente, cercare le personalità/modelle nel sito in base al nome, anno di nascita, nazionalità o taglia delle scarpe e osservare le foto e video; gli altri utenti registrati in più possono scrivere commenti e mettere un voto da 1 a 5 stelle. Il massimo rating è 5 stelle ("Gorgeous feet", cioè "piedi stupendi") ed è l’unico con un commento; in passato, il rating era "gorgeous, nice, okay, bad, ugly" ("stupendo, carino, okay, cattivo, brutto"). Le foto protette da copyright vengono rimosse. Nel giugno 2025, il 20% circa del traffico proveniva da donne.
Nel corso degli anni, alcune VIP e persone con un ampio seguito su un social media sono finite su Wikifeet e valutate a loro insaputa; le reazioni sono variegate, per cui svariate di quelle raccolte dai giornali è positiva mentre una minoranza è negativa e di critica. Un numero molto contenuto di esempi di reazioni positive è:
- Nel 2015, Elizabeth Banks ha raccontato in un talk show di avere scoperto solo il giorno prima dell’intervista cosa fosse il feticismo del piede e di essere su WikiFeet; anche la conduttrice non sapeva cosa fosse. Durante lo show, Elizabeth Banks ha espresso apprezzamento per il suo rating e, in mezzo agli applausi del pubblico, si è tolta una scarpa e ha mostrato il piede alle telecamere.[218]
- Nel 2021, 6 anni dopo, Kim Kardashian ha scoperto di essere finita da anni su WikiFeet; la scoperta è stata immortalata in un video. Durante il video, ha riso per poi gridare di gioia quando ha scoperto di avere ottenuto 5 stelle.[219]
- Nello stesso anno Olivia Cooke, l’attrice che ha impersonato Alicent in ‘House of the Dragon’, ha scoperto di essere finita su WikiFeet dopo che la puntata in cui mostra i piedi a Lord Larys è andata in onda e ha detto di essere contenta di avere raggiunto il primo posto sull’intero sito per un certo tempo[220]
- Lizzo (nome d’arte della cantante Melissa Jefferson) nel 2025 ha detto di sapere che è su WikiFeet e di essere orgogliosa del suo rating; la cantante inoltre è body positive e apprezza tutto il proprio corpo.[221]
- Infine, anche Margot Robbie (la protagonista di Barbie) ha scoperto nel 2025 di essere su WikiFeet, in cui aveva il massimo punteggio. L’attrice si è detta adulata della scoperta, che ha definito "amabile" e "carina".[222]

Di contro, tre esempi di spicco di reazioni negative sono:
- La scrittrice Ziwe Fumudoh, in un editoriale apparso sul New Yorker del 2023, ha detto di avere scoperto di essere su WikiFeet nel 2019 su segnalazione di un amico. Non solo le sembrava che provare attrazione per i suoi piedi fosse incomprensibile, ma ha raccontato di sentirsi a disagio siccome degli sconosciuti mettevano le sue foto su un social e davano un voto ai suoi piedi. Ziwe ha descritto il sito come invasivo della privacy e disumanizzante siccome le riduce le donne a un voto ai piedi. La scrittrice ha poi aggiunto di odiare i piedi sia propri che degli altri siccome in generale li considera come delle "brutte mani".[223]
- la cantante Dua Lipa nello stesso anno ha raccontato in un podcast con Ziwe Fumudoh di avere scoperto anch'essa di essere finita su WikiFeet. In base a quanto si sono dette nel podcast, entrambe erano deluse dal loro rating basso. Inoltre, anche Dua Lipa ha detto di odiare i piedi.[224]
- Nel 2016 A. Cachia, una studentessa di letteratura inglese, ha scoperto per caso di essere su WikiFeet. I suoi piedi avevano un rating di appena 2,5 siccome avevano una sindattilia (o "dita palmate"). La ragazza ha detto di sentirsi spaventa e di sentire come tutto ciò fosse strano. Infine, ha espresso paura di essere ricordata solo per le sue dita palmate.[225]

Altre reazioni mescolano tratti di negatività e di positiva, per cui si collocano nel mezzo o in prospettiva dinamica:
- secondo il The Guardian, Z. Tsjeng nel 2022, mentre cercava una sua foto in internet, la donna si è imbattuta casualmente nel sito. All’inizio Z. Tsjeng era preoccupata del fatto che degli sconosciuti le guardassero i piedi in internet ed era rimasta delusa del rating, pari a 3,5 stelle. Per un certo periodo ha rimosso tutte le sue foto sui social in cui comparivano i piedi e si è vestita con scarpe chiuse, mostrando dunque comportamenti compatibili con la podofobia. In un secondo momento, ha scoperto che il 20% circa di utenti del sito è composto da donne, per cui la sua ansia è diminuita. Dopodiché, il suo rating è schizzato da 3.5 a 5 stelle (il massimo rating). Con il tempo, ha smesso di rimuovere le sue foto e vestirsi sempre e solo con scarpe chiuse siccome questa soluzione, secondo lei, era ridicola e inutile; inoltre, ha iniziato a provare meno imbarazzo a essere su WikiFeet.[226]
- Nell'articolo dell'Huffington Post che parla della podofobia nella GenZ, la stilista e ex-musicista S. Strauss ha raccontato nel 2024 di avere scoperto di essere finita sul sito. La stilista si è detta confusa ma non offesa: la cantante era confusa siccome in tutte le foto non assumeva pose e atteggiamenti sexy, inoltre non si è mai presa cura dei propri piedi. Di contro, non era offesa siccome si trovava a suo agio con se stessa e la propria sessualità.[214]

A margine, WikiFeet è diventato anche oggetto di battute. Ad esempio Colin Jost, lo speaker e comico di Saturday Night Live della NBC, mentre nel 2024 era a Tahiti per fare un report sulle Olimpiadi di surf si è preso un'infezione da stafilococco al piede. Jost ha commentato con ilarità questo fatto dicendo che avrebbe potuto diminuire il suo punteggio su WikiFeet. Julie Nolke e Jill Agopsowicz, due attrici, hanno svolto un video satirico in cui scoprono di essere finite su WikiFeet (cosa veramente successa nella vita reale): le due donne, mentre osservano il sito, in un primo momento si lamentano che promuove la violazione e l'oggettificazione delle donne, per poi mettersi a litigare su chi di loro due ha il rating migliore fino a insultarsi a vicenda; in particolare, Jill accusa Julie di essere brutta per il suo alluce valgo (che ha per davvero nella sua vita reale). Verso la fine del video, le due donne fanno pace; invece di stringersi la mano, si stringono i piedi.

### Le richieste di foto
Le richieste di foto di piedi vengono solitamente rivolte ad alcune donne sui social media, tipicamente nei commenti ai posto o nei messaggi in privato (Direct Messages, DM). Quando il tono e l’insistenza di per sé causano malessere agli altri, per definizione è indice di un probabile disturbo parafilico invece di un comune feticismo del piede. La maggior parte delle reazioni riprese dai quotidiani e magazine sono di scandalo e condanna, mentre altre assecondano le richieste.
- Il primo esempio è proprio quello della donna entrata nel Guinness dei primati per avere i piedi più grandi del mondo (taglia 18 statunitense, taglia 51,5 da donna), che nel 2022 ha in un primo momento dichiarato di essersi sempre rifiutata di produrre foto a sfondo feticistico da postare gratuitamente o mettere in vendita. La stessa ha indicato queste richieste come "strane e interessanti" e ha detto che vendere foto dei suoi piedi per gratificare i desideri di un'altra persona è moralmente sbagliato in quanto è cristiana.[229][230] In un secondo momento, T. Herbert ha aperto un profilo su FeetFinder in cui ha messo in vendita dei video e foto dei propri piedi.[231] Non è chiaro se l'abbia fatto a seguito di messa in discussione dei propri valori o se l'abbia fatto per finanziare l'acquisto di scarpe artigianali su misura, siccome un solo paio costa 400$.[230] La stessa T. Herbert nel 2022 aveva aperto un profilo su GoFundMe per effettuare una raccolta fondi che si è chiusa dopo 3 anni avere raccolto 680$,[232] sufficienti per un solo paio di scarpe.
- Già nel 2020, Erin Molan, una presentatrice in programmi di sport, aveva dichiarato di essere riempita di richieste "bizzarre" e "inquietanti". L'articolo di News.com aveva definito il feticismo del piede come un’ossessione stranamente comune (oddly common) e un’ossessione oscura (obscure ossession).[233] In risposta a un post a tema di Erin Molan, la giornalista Melinda Farrell ha raccontato di avere ricevuto richieste simili nei commenti ai propri post su Instagram nell’arco degli anni; la stessa Farrell ha aggiunto che non sapeva che il fenomeno fosse esteso.[234] Sempre nello stesso anno Holly Willoughby, la presentatrice di This Morning, è stata subissata di richieste simili dopo avere postato su Instagram un video delle sue scarpe con i tacchi peeptoe.[235]

- Nel 2024, Joan Vassos di Golden Bachelor ha dichiarato di ricevere richieste "strane" di foto di piedi dai suoi fan. Le richieste sono iniziate dopo la sua apparizione nella trasmissione, che ha aumentato la sua popolarità.[236]

- Nello stesso anno Hailey Welch, la ragazza divenuta celebre per il meme "hawk tuah" (un’onomatopea a sfondo sessuale correlata al sesso orale), dopo l'impennata di popolarità ha raccontato sorridendo di essere stata riempita di richieste di foto delle sue dita dei piedi "abbastanza inquietanti" (kinda creepy).[237]

Esistono tuttavia delle reazioni opposte, per cui la reazione può cambiare da persona a persona e essere anche positiva o scherzosa:
- un controesempio è il caso della conduttrice televisiva Caterina Balivo, che si è vista bombardata di richieste di foto di piedi dai suoi fan. Almeno dal 2017, ha iniziato a postare abitualmente e gratuitamente sui suoi social alcune foto in cui compaiono i suoi piedi. In tal modo, l'engagement nei suoi social è aumentato ed è diventata popolare nel mondo dei feticisti del piede; la stessa Balivo si è limitata a scherzare su queste richieste e ha continuato a postare nonostante alcuni hater l’abbiano etichettata come "squallida" per la tendenza a mostrare i piedi nelle sue foto[238] o l'abbiano aggredita con commenti di body shaming indirizzati ai piedi.[13] Nel 2011, in un'intervista ripresa da un blog, aveva già segnalato le prime richieste di foto di piedi, all'epoca definite "insistenti" in tono dispregiativo.[239]

- Il secondo controesempio è Emma Marrone, che nel 2019 ha raccontato che a volte riceve richieste simili sui social da una parte dei suoi fan. In un'intervista, la cantante ha detto che i fan feticisti erano "i suoi fan preferiti" tra quelli con i gusti più bizzarri e che a volte ha mandato alcune foto di piedi.[240]

- Il terzo controesempio è Carmen Electra (un'attrice di Baywatch e un’ex-modella di Playboy), che nel 2023 ha rivelato che la richiesta più strana e ilare dei suoi fan su OnlyFans era stata quella di chiederle foto dei piedi. Su OnlyFans, l'ex-modella non ha mai postato contenuti pornografici. Dopo un primo momento di riso, ha assecondato le richieste. Le richieste di foto sono iniziate a venire dopo la sua partecipazione a un documentario che ha accresciuto la popolarità dell’attrice.[241]

- Già nel 2020, l’attrice Jacqueline Jossa aveva ricevuto richieste di foto di piedi su Instagram; l'attrice ha risposto in tono scherzoso nei commenti che le avrebbe fatte per 1000£.[242]